# Imperio romano de Occidente
El Imperio romano de Occidente fue una entidad política de la Antigüedad que existió entre los años 286 y 476. Abarcaba el área occidental de Europa —al oeste de los ríos Rin y Drina—, buena parte de Gran Bretaña y la franja mediterránea de África, al norte del desierto del Sáhara hasta Libia. Junto al Imperio romano de Oriente forma la época del Bajo Imperio romano, que comprende el periodo entre el ascenso de Diocleciano en 284 hasta la muerte de Mauricio en 602.
Surgió como resultado de las reformas acometidas en el Imperio romano para dotarlo de una nueva configuración tras superar la denominada «crisis del siglo III». Estas se sustanciaron en los ámbitos de la fuerza militar, la Administración civil, los sistemas fiscal y monetario, la figura del emperador, así como la distribución del poder. Dentro de esta última se decidió separarlo en dos mitades —occidental y oriental— gobernadas por dos augustos con el mismo rango y atribuciones, de tal manera que se mejoró la respuesta contra ataques externos e intentos de usurpación. Aunque los dos actuaban, teóricamente, de manera conjunta y las leyes proclamadas en nombre de ambos se aplicaban en las dos mitades, con el tiempo se consolidó una separación efectiva porque cada uno de ellos era libre de aplicar sus propias políticas y legislación en su territorio, además de que cada mitad tenía matices culturales diferentes, principalmente el idioma: latín en la occidental y griego en la oriental. Ocasionalmente —24 años en total sobre los 190 de su existencia— fueron gobernadas por un solo emperador que unificó en su persona el control de todo el Imperio.
Se pueden distinguir cinco periodos dentro de su historia en función de la dinastía o grupo de emperadores que lo dirigieron. El primero abarcó los gobiernos de la tetrarquía (286-312) —con Diocleciano como figura dominante— durante los que se acometieron la mayoría de las reformas y se consiguió estabilizar el Imperio además de obtener importantes ganancias territoriales frente a Persia. El intento de implantar un sistema sucesorio ordenado, que dejase a un lado las preferencias dinásticas, degeneró en una serie de guerras civiles que solo finalizaron cuando Constantino I unificó en su persona el gobierno de todo el Imperio. El segundo periodo fue el gobierno de la dinastía constantiniana (312-364) en el que se profundizó en la nueva configuración del Imperio y se dieron los primeros pasos para abandonar el politeísmo romano en favor del cristianismo. También se rechazaron con éxito importantes invasiones de pueblos germanos venidos allende los ríos Rin y Danubio, tarea que continuó en el siguiente periodo bajo la dinastía valentiniana (364-394). Con estos emperadores se logró mejorar notablemente la estabilidad en la frontera del Rin mediante acuerdos de alianza con francos, burgundios y alamanes, mientras que, económicamente, se alcanzó un máximo de producción. Esta evolución favorable se truncó durante el cuarto periodo bajo la dinastía teodosiana (394-455), a cuyo inicio el Imperio occidental sufrió una crisis de proporciones catastróficas debido a invasiones de gran entidad acometidas por pueblos bárbaros que vivían al norte del Danubio y durante el que se produjeron seis intentos de usurpación. Cuando Flavio Constancio consiguió estabilizar la situación en 418, había perdido casi la mitad de su ejército de campaña, reducido considerablemente sus ingresos fiscales, abandonado Britania y aceptado la creación de cuatro reinos bárbaros dentro de su territorio: suevo, vándalo, visigodo y burgundio. Con los magros recursos disponibles y con ayuda de contingentes hunos mercenarios, Flavio Aecio pudo contener la expansión de esos reinos bárbaros, mantener a raya a los pueblos del Rin y hacer frente a la invasión de Atila, pero no logró revertir la situación al estado que tenía en 401. A su muerte, el Imperio entró en su quinta y última fase (456-476), durante la que gobernaron 9 emperadores en 20 años que no pudieron detener la pérdida de territorios, el cual alcanzó un punto de no retorno cuando los vándalos se hicieron con las ricas provincias africanas que aportaban la mayor parte de los ingresos. Reducido el control imperial a la península itálica, un golpe de Estado dirigido por Odoacro puso fin a su existencia y lo sustituyó por el reino de Italia en 476.
La estructura gubernamental civil del Imperio occidental fue similar a la del oriental. El emperador era el jefe de Estado con un poder absoluto que para la toma de decisiones se ayudaba del consistorium y era asistido por los prefectos del pretorio en los que delegaba buena parte de las decisiones. Existían cuatro niveles de gobierno: central, regional, provincial y municipal. Los funcionarios imperiales trabajaban en los tres primeros mientras se vigilaba y se daban instrucciones generales al último. Militarmente, el ejército estaba dividido en dos grupos: los limitanei, situados de manera fija en las fronteras, y los comitatenses, un ejército de campaña con grupos móviles que apoyaban a los limitanei en caso de invasión o protegían la persona del emperador. Durante el siglo IV los propios emperadores dirigían el ejército en campaña ayudados por sus generales, los magistri militum. En el siglo V, sin embargo, se quedaron en sus palacios y fueron estos quienes comandaban a las tropas y adquirieron un poder que los convirtió en gobernantes de facto. El servicio militar era obligatorio para los hijos de soldados y para la población rural; además se enrolaban en él como voluntarios individuos que llegaban de fuera del Imperio. Aunque durante el siglo IV el recurso a contingentes foederati fue ocasional, tras las pérdidas sufridas en la batalla del Frígido y durante el posterior gobierno de Honorio se convirtieron paulatinamente en la principal fuerza de combate porque resultaban más económicos y rápidos de usar que los soldados obtenidos con las levas.
El gran aumento del funcionariado civil y de la fuerza militar obligó a establecer un sistema fiscal más eficiente, flexible y con mayor poder de recaudación. Se dotó al Imperio de un presupuesto anual de gastos que luego se cubrían, principalmente, con lo que se obtenía de los propietarios de tierras y de la población rural. La pérdida de valor de la moneda hizo que los impuestos se cobrasen al principio en especie hasta que el aumento de la masa monetaria en oro permitió hacerlo en moneda de este metal. El principal sector económico, con diferencia, era el agrícola, que experimentó una mejora sostenida durante el siglo IV gracias a la más eficiente defensa frente a pillajes e invasiones, así como al asentamiento de grupos bárbaros o de prisioneros de guerra. La industria mantuvo el nivel de siglos anteriores y fue un sector muy atomizado, donde el Estado se convirtió en el actor más importante debido a que producía, él mismo, las armas y vestimentas que necesitaban soldados y funcionarios. El comercio, por su parte, también floreció durante el siglo IV gracias a la estabilidad política, la seguridad de las rutas y el cuidado de su infraestructura, las escasas trabas y tasas además del mantenimiento de un mercado común con la mitad oriental.
La estructura social se conservó a grandes rasgos respecto a la que existía en el principado. Se redujo la cantidad de esclavos debido a que el gobierno prefería enrolar a los prisioneros de guerra o asentarlos como campesinos antes que venderlos. El comercio se abastecía principalmente de esclavos traídos por traficantes desde fuera de las fronteras. La clase baja rural se componía de campesinos con poca tierra o arrendatarios de propietarios ausentes, mientras que la urbana, por su parte, la formaban trabajadores asalariados, pequeños comerciantes, prostitutas, etc. Como clase media se podría considerar a aquellos que, teniendo un mínimo patrimonio, eran obligados a formar parte de las curias municipales donde debían contribuir con él al coste de los juegos y otros gastos además de garantizar el cobro de los impuestos imperiales. Desaparecieron los antiguos équites, quienes pasaron a engrosar la clase alta senatorial que se expandió de tal manera que obligó a establecer categorías dentro de ellos, donde los principales eran individuos que habían hecho una meritoria carrera dentro del ejército o la Administración civil y los de menor rango, quienes lo eran, meramente, por nacimiento. Se convirtió, así, en una élite de méritos antes que de nacimiento, en tanto que la expansión e importancia del funcionariado posibilitó un mayor nivel de movilidad social.
El aprendizaje del idioma griego perdió importancia dentro del sistema educativo occidental y desapareció la tradición de bilingüismo que había existido dentro de la capa educada de la población. La producción literaria se mantuvo conservadora respecto a la de siglos anteriores y homogénea geográficamente. No aparecieron obras que destacasen por su brillantez y tanto en poesía como en prosa las únicas novedades en cuanto a temática fueron las de contenido cristiano, donde brilló la figura de Agustín de Hipona. Las artes escultóricas y pictóricas fueron más sencillas porque la falta de producción durante la crisis del siglo III conllevó la pérdida de la tradición artesana más sofisticada. En cuanto a la arquitectura, las principales obras fueron de naturaleza militar —elementos defensivos en las ciudades— y religiosa —iglesias cristianas— con profusa reutilización de materiales procedentes de edificios anteriores. Tanto los juegos como los baños públicos, las competiciones atléticas y las artes escénicas no perdieron su popularidad. A comienzos del siglo V se prohibió el de gladiadores y las carreras de carros se convirtieron en los juegos favoritos de la población, que los seguía con pasión dividida, principalmente, en dos facciones: «verdes» o «azules».
El periodo del Imperio occidental fue intensamente religioso, tanto para las creencias paganas como para la cristiana. Las primeras fueron defendidas por el Estado durante la tetrarquía y se persiguió con saña a la segunda, pero, tras la victoria de Constantino, se dificultó cada vez más su ejercicio hasta que se prohibieron a inicios del siglo V. El cristianismo, en cambio, ganó tanto el favor del gobierno como en popularidad hasta que se convirtió en la única religión oficial. Se extendió más en el Imperio oriental que en el occidental, donde fue adoptado primeramente entre la población de las ciudades que era donde acudían los predicadores. La clase alta, en cambio, fue más reticente a seguirlo, mientras que la población rural, muy conservadora y dejada de lado por los evangelizadores, mantuvo las creencias tradicionales en amplias zonas.
Los motivos por los que el Imperio romano cayó y desapareció de Occidente han sido objeto de debate historiográfico durante siglos. El periodo del Imperio occidental se ha solido presentar como un largo proceso de «decadencia» por causas muy diversas, en cuya determinación, usualmente, han influido las corrientes ideológicas de cada época: propagación del cristianismo, lucha de clases, degeneración racial, cambio climático, etc. A finales del pasado siglo XX se postuló, incluso, que no había existido tal caída, sino una «transformación» sin violencia significativa. Ya en el siglo XXI y con la evidencia arqueológica existente, se ha abandonado la idea de que el Imperio occidental sufriese una decadencia previa que lo condenase a desaparecer. Sobre su caída se ha hecho igualmente incuestionable que no se pudo deber a nada que ocurriese también en el Imperio oriental, ya que este, en cambio, no solo no desapareció, sino que consiguió prosperar. La desaparición del Imperio occidental fue un proceso violento iniciado con las invasiones de pueblos danubianos durante el gobierno de Honorio y que llevó a que varias nuevas entidades políticas —los «reinos bárbaros»— consiguiesen arrebatarle el control militar, político y fiscal de áreas cada vez mayores de su territorio, reduciendo así su capacidad de revertir la situación hasta llevarlo a su desaparición. Este proceso causó un deterioro en el nivel de vida de su población que no se detuvo tras su caída, sino que se agravó bajo los nuevos reinos hasta llevarlo a unas condiciones equiparables con las que habían existido en cada una de sus áreas durante el periodo prerromano. No se conseguiría recuperar el nivel que habían tenido en el siglo IV hasta muchos siglos después, a finales de la Edad Media.

## La crisis delsigloIIIy la transformación del Imperio romano

### La crisis y sus consecuencias

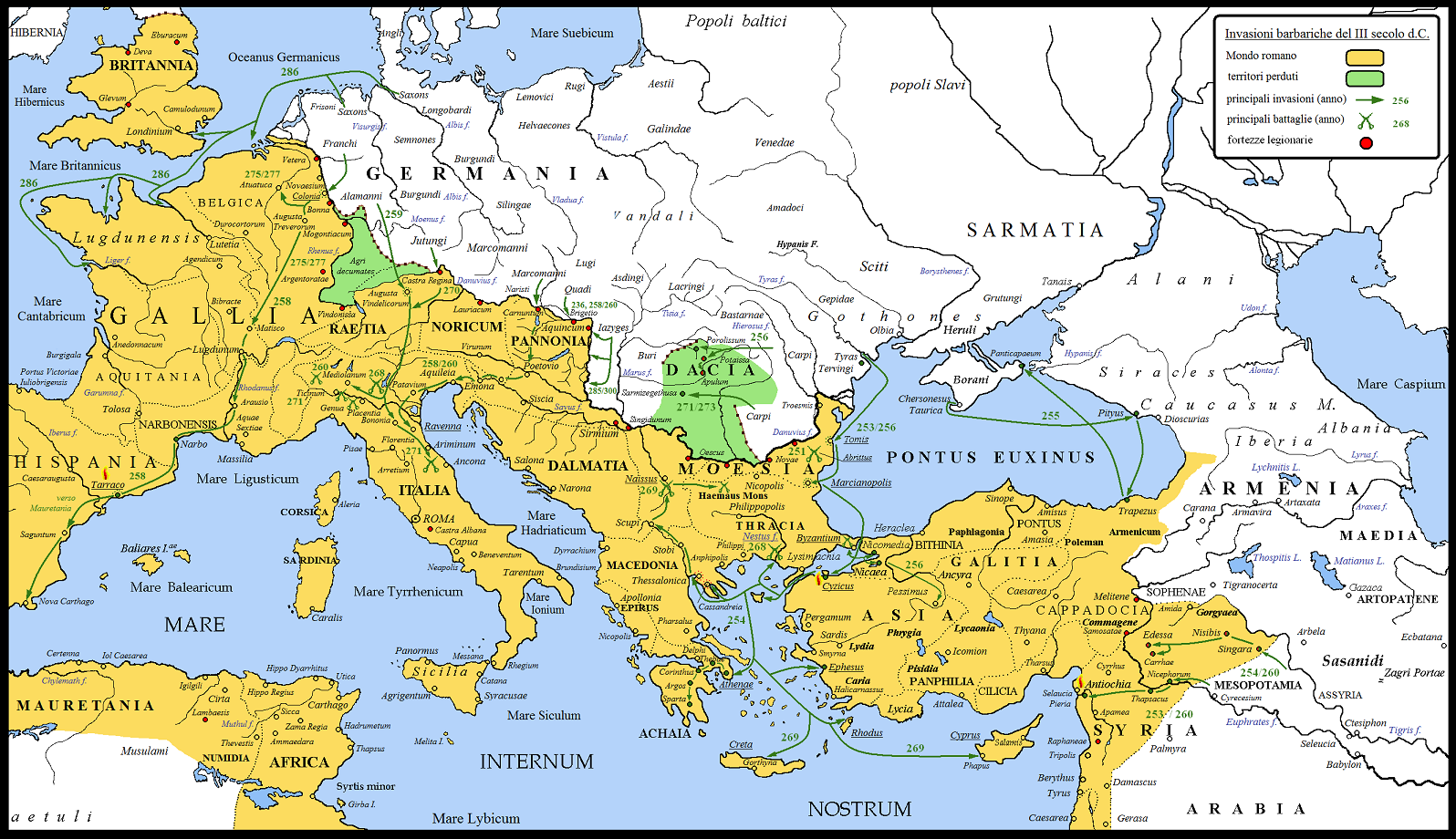
Durante la crisis del el Imperio romano sufrió repetidas incursiones de los pueblos bárbaros y del Imperio persa.

Entre la muerte de Alejandro Severo —en 235— y la llegada al poder de Diocleciano —en 284— el Imperio romano atravesó la denominada «crisis del siglo III», uno de sus más convulsos periodos que alcanzó su punto culminante hacia el año 260. La principal característica de estos años fueron las guerras, tanto contra enemigos exteriores (francos, alamanes, godos y persas) como civiles (unos cincuenta individuos reclamaron durante este periodo el título de emperador).
La crisis puso de manifiesto dos problemas internos que arrastraba el Imperio al final de la dinastía Severa. Uno era militar, pues el tamaño del ejército, a pesar de su aumento durante las décadas anteriores, resultaba insuficiente en el caso de ataques simultáneos emprendidos por enemigos poderosos con ejércitos bien dirigidos. Su distribución a lo largo de las fronteras hacía que para reforzar la defensa en un sector o expulsar a un enemigo que había logrado rebasarlas, había que debilitar otros sectores. El otro problema era fiscal y organizativo, ya que el nivel de impuestos era insuficiente para un aumento importante del gasto militar en caso de necesidad, mientras que un incremento de la recaudación resultaba difícil por su coste político y por el rudimentario aparato burocrático del Estado. Esto hacía que los emperadores, para afrontar un incremento del gasto, recurriesen a emitir más moneda a partir de la misma cantidad de plata, lo que, al poco, hacía que disminuyese su valor y aumentase la inflación.
Los problemas de defensa afectaron a la figura del emperador. Este era, en esencia, un dictador militar que, aunque no era responsable ante nadie, sí lo era de la defensa del Imperio. Debía dirigir personalmente a las tropas, y una eventual falta de éxito hacía que su posición fuese desafiada por cualquier otro que se considerase más apto que él. La extensión del Imperio y la ubicuidad de los ataques impedían su actuación en dos sitios a la vez, lo que facilitaba que, en su ausencia, las tropas o población de un área confiasen más en algún líder que tuviesen cerca de ellos. El Imperio entró en un círculo vicioso, dado que la dificultad para repeler los ataques exteriores debilitaba la posición del emperador, lo que degeneró en constantes guerras civiles que, a su vez, animaron a sus enemigos exteriores a atacar.
La crisis se enquistó dentro de la sociedad romana, puesto que no finalizó cuando Claudio II y Aureliano derrotaron decisivamente a los godos y reunificaron el Imperio.
Cuarenta años de guerra continua habían debilitado la Administración imperial, extendido las enfermedades y provocado una desestructuración social y económica. La situación favoreció, también, una mayor religiosidad por la creencia de que las desgracias que soportaba el Imperio venían de haber descuidado el culto a los dioses y esto, a su vez, provocó varias persecuciones sistemáticas de los cristianos, a quienes se veía como traidores por negarse a hacer sacrificios a los dioses.
Con todo, este periodo puso de relieve varios puntos fuertes intrínsecos del Imperio. La rápida sucesión de emperadores evidencia que, a pesar de lo peligroso del cargo, nunca faltaron candidatos capaces para asumirlo y, una vez en él, eran reconocidos por amplias zonas del Imperio. Durante toda la crisis pudieron levantar grandes ejércitos con los que enfrentarse a los invasores, lo cual tuvo que ser frustrante para estos, quienes, a pesar de sus eventuales victorias, no consiguieron arrebatar de manera permanente territorio a los romanos. Tampoco se dieron casos de separatismo en ninguna zona del Imperio y aquellos personajes que consiguieron acumular poder militar o político, no lo emplearon para crear y mantener sus propias áreas de influencia, sino para defender al Imperio. La tendencia política dominante no fue centrífuga, sino centrípeta, y los combates dentro de las guerras civiles fueron, generalmente, para conseguir el control de la capital y el reconocimiento del Senado. Dentro del aspecto económico, amplias zonas del Imperio, como África o Britania, no resultaron afectadas por las invasiones, y la inflación galopante causada por la devaluación de la moneda tampoco dañó seriamente al sector agrícola que era, con mucha diferencia, la principal fuente de recursos.

### División del Imperio y reformas

Para superar la crisis del se dividió el Imperio en dos partes —occidental y oriental— gobernadas cada una por un augusto ayudado por un césar, quien estaba destinado a sucederlo.

El fracaso de Aureliano para poner fin a la crisis mostró que ya no bastaba con acabar con los enemigos externos e internos. No se podía restaurar el Imperio a la situación anterior, sino que había que acometer una profunda reforma del mismo que aprovechase sus fortalezas internas para poder hacer frente a los peligros que tuviese que afrontar. El que la propia civilización romana fuese capaz de reconocerlo y que surgiese un personaje capaz de llevarla a cabo se considera, también, una evidencia de la fuerza intrínseca del mismo. Los cambios abarcaron los ámbitos de geografía política, figura del emperador, aparatos administrativo y militar, estrategia de defensa, sistema monetario y recaudación fiscal.
La reforma más evidente fue la división en dos áreas geográficas, Imperio occidental e Imperio oriental, que serían gobernadas por mandatarios de igual rango —augustos— ayudados por dos subordinados —césares—, quienes controlaban parte del territorio asignado a los primeros y estaban destinados a sucederles. Con ello se formó una tetrarquía y se aseguró la presencia física de la autoridad imperial en los frentes defensivos importantes a la vez que se mantenía la unidad del imperio. Los augustos actuaban como un collegium imperial y, en teoría, gobernaban conjuntamente: las leyes, los edictos, las comunicaciones o las disposiciones de los prefectos pretorianos eran emitidos en nombre del collegium imperial en su conjunto. Igualmente, existía una ciudadanía común, no había trabas al comercio o el movimiento de personas y las monedas emitidas por uno de los augustos eran válidas en el territorio de los demás. Sin embargo, en la práctica, cada augusto se convirtió en un soberano independiente dentro de la parte bajo su gobierno, ya que solo él controlaba el aparato administrativo, las políticas internas y externas además de que la legislación que promulgaba por su cuenta se aplicaba, únicamente, en su territorio. La división del Imperio en dos partes quedó firmemente implantada y desde entonces, pocas veces un solo emperador lo gobernó en su conjunto. Sumaron un total de 24 años sobre los 190 de existencia del Imperio occidental. Ocurrió con Constantino (trece años entre 324 y 337); Constancio II (siete años entre 353 y 360); Juliano (dos años entre 361 y 363); Joviano (un año entre 363 y 364) y por última vez, con Teodosio (varios meses entre 394 y 395).

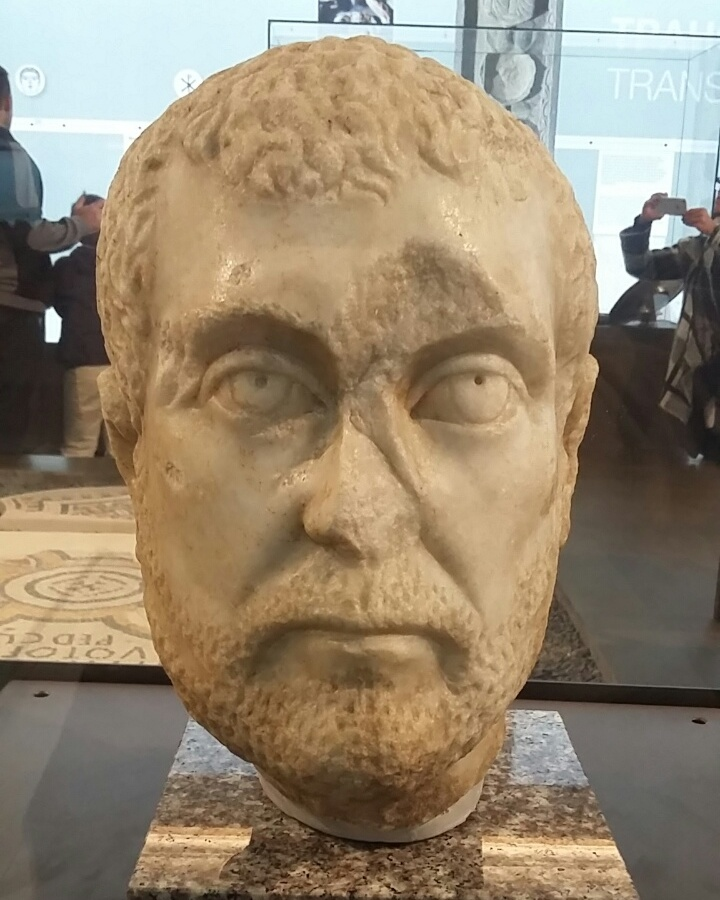
Busto de Diocleciano, quien impulsó las reformas que dieron una nueva configuración al Imperio romano.

Dentro del ambiente de mayor religiosidad que había propiciado el periodo de crisis, las figuras de los emperadores fueron dotadas de un aura sagrada e inviolable conectada a la religión romana y se estableció un modelo de relación diferente con sus subordinados que pasó de la «salutatio» a la «adoratio». Se intentó implantar un sistema sucesorio electivo, pero fracasó al poco de la abdicación de Diocleciano y degeneró en un periodo de guerras civiles que solo acabó con la unificación del Imperio por Constantino.
La ciudad de Roma perdió su preeminencia política, que se trasladó a otras ciudades situadas más cerca de las fronteras: Augusta Treverorum, Milán, Sirmio y Nicomedia, mientras que la estructura administrativa imperial se incrementó notablemente para asegurar que esta llegase por igual a todos los rincones del Imperio y de manera más cercana a los ciudadanos. Para ello se aumentó la burocracia y se dividieron las funciones para hacerlas más precisas en cada nivel o grupo administrativo. La capacidad militar también experimentó un aumento considerable y obligó al establecimiento de un reclutamiento forzoso entre los habitantes rurales. Sus unidades fueron subdivididas en otras más pequeñas para dotarlas de mayor flexibilidad y se redistribuyeron estratégicamente para utilizar un sistema de defensa en profundidad, de tal manera que parte de ellas permanecieron fijas en las fronteras en tanto que un gran ejército de campo se situaba en el interior.
El caos del sistema monetario durante la crisis hizo necesario que se acometiesen varias reformas financieras con el fin de estabilizarlo, que no tuvieron éxito hasta que se implantó un sistema basado en el oro con una nueva moneda —el sólido— como referencia de valor. Estas reformas no impidieron un incremento constante de los precios medidos en monedas de vellón, lo que, unido al aumento del gasto, obligó a establecer un sistema fiscal más eficiente y basado en los impuestos en especie.

## Historia

### La Tetrarquía (286-312)
Poco después del asesinato de Numeriano —en noviembre de 284— el ejército romano proclamó emperador a Diocleciano, un comandante de la guardia imperial, cerca de Nicomedia. Su primera acción fue dirigir las tropas hacia Italia para acabar con Carino —el otro hijo de Caro— quien gobernaba en Roma y contra el que se enfrentó en la batalla del Margus durante la que Carino fue asesinado por sus propios soldados. Tras su victoria —el 1 de marzo de 285— Diocleciano elevó en Milán al cargo de césar a Maximiano, un viejo amigo suyo, también militar, y delegó en él el control de la parte occidental del imperio.

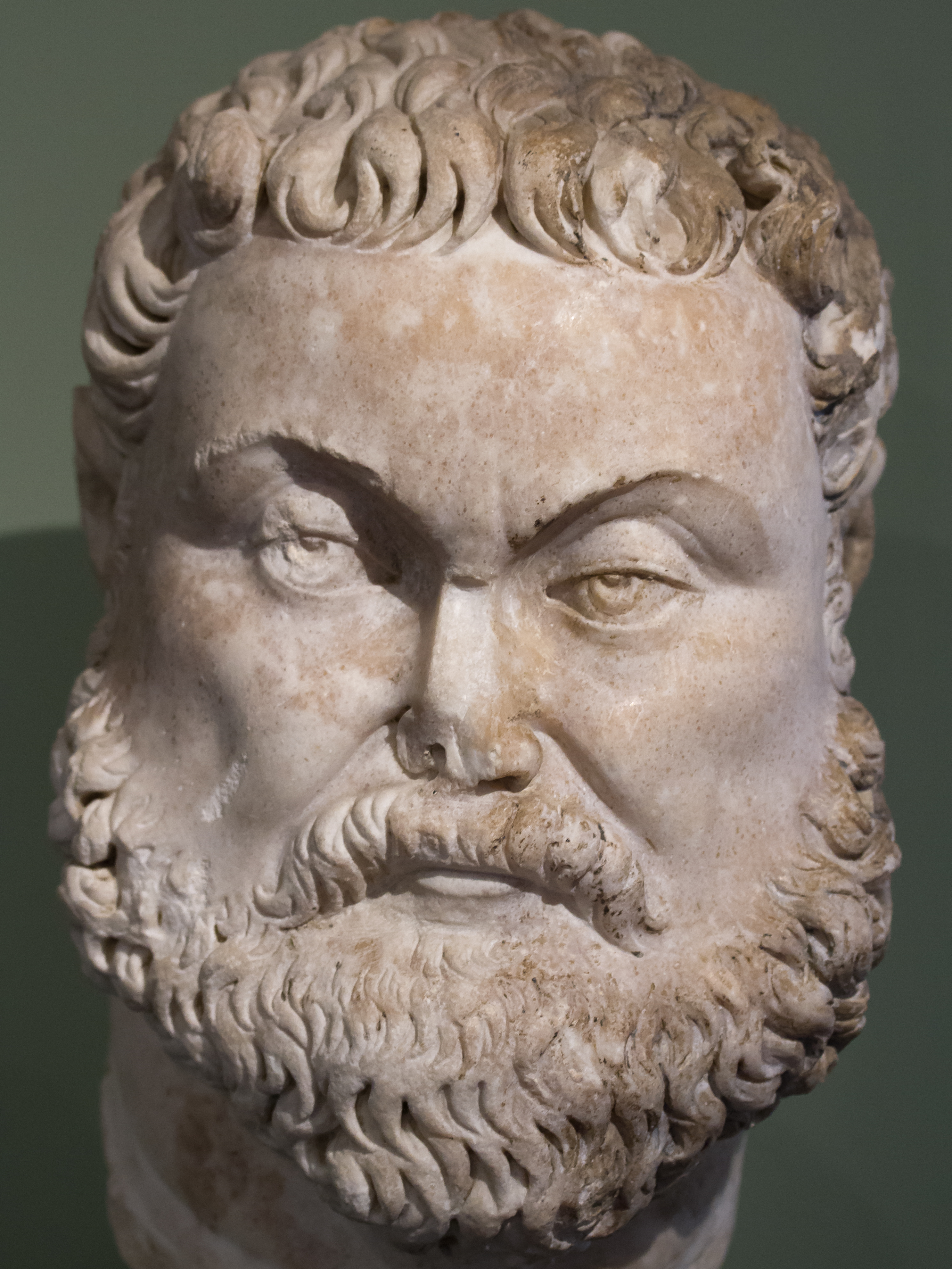
Busto de Maximiano, el primer gobernante del Imperio occidental.

La primera misión de Maximiano fue combatir a los bagaudas que actuaban dentro de la Galia, algo que realizó con eficacia durante el verano de ese mismo año 285, tras lo que regresó a Milán para pasar el invierno mientas que, al mismo tiempo, envió a su oficial Carausio a la costa del canal de la Mancha para que combatiera a los piratas sajones que la asolaban. A inicios de la primavera —el 1 de abril de 286— fue elevado a la dignidad de augusto por Diocleciano con lo que ambos quedaron como iguales y equiparados en poder. Ese año se le presentaron a Maximiano dos nuevos problemas: la rebelión de su oficial Carausio quien había conseguido controlar Britania y la costa norte de la Galia así como las incursiones de los pueblos del Rin dentro del territorio imperial. Se dirigió, entonces, a Tréveris donde estableció su cuartel general y durante los siguientes años hizo frente a ambos conflictos. Aunque no pudo acabar con la usurpación, sí tuvo éxito contra los invasores germanos y su oficial Flavio Valerio Constancio destacó en sus campañas.
En diciembre de 290, Maximiano y Diocleciano se reunieron en Milán donde parece que acordaron las bases para un nuevo reparto del poder imperial: se nombrarían dos césares que quedarían subordinados a ellos, les ayudarían en el gobierno de sus respectivas áreas y estarían destinados a sucederles. De esta manera, en la primavera de 293 se nombraron al citado Flavio Constancio y a Galerio Maximiano como césares de Maximiano y Diocleciano, respectivamente y se formó, así, una tetrarquía para gobernar el imperio. En la parte occidental, Constancio se encargó de las operaciones para defender la frontera del Rin y recuperar Britania consiguiéndolo para 296; Maximiano, por su lado, se dirigió a Hispania y allí derrotó a un grupo local de bagaudas en 296 tras lo que continuó a África donde, para 298, había conseguido rechazar la invasión de una confederación de tribus bereberes denominada quincuagentanos.
Durante esos años, también, se acometieron importantes reformas para todo el imperio a iniciativa de Diocleciano: dos reformas monetarias (294 y 301) que buscaban una «remonetización» de la economía, una profunda reforma fiscal (297) con el objetivo de repartir los impuestos más equitativamente por todo el imperio y aumentar la recaudación así como una reorganización de la burocracia estatal y división de las provincias que llevó a un aumento considerable de ambas. También, por impulso de Diocleciano y Galerio, se emprendió en 303 la mayor persecución a los cristianos desde el gobierno de Valeriano, la denominada «Gran Persecución» que fue llevada a cabo con mayor ahínco en la parte oriental mientras que, en la occidental, no generó mucho entusiasmo en Constancio quien hizo poco por aplicar las medidas anticristianas que debían llevarse a cabo.
El 20 de noviembre de ese mismo 303, Diocleciano y Maximiano se reunieron en Roma para celebrar el vigésimo aniversario de su ascenso al poder así como el décimo aniversario del nombramiento como césares de Constancio y Galerio. En ese encuentro se prepararon los planes para su abdicación y sucesión lo que se llevó a cabo el 1 de mayo de 305 de manera simultánea en Nicomedia y Milán. Constancio y Galerio fueron elevados a augustos y para sustituirlos en su puesto de césares se nombraron, a Maximino Daya —en Oriente— y Flavio Valerio Severo —en Occidente— a pesar de que la expectativa general era que Constantino y Majencio —hijos de Constancio y Maximiano, respectivamente— hubiesen obtenido este cargo. Si el objetivo de este sistema era establecer una sucesión ordenada de los gobernantes y evitar con ello las guerras civiles, fracasó completamente debido al fuerte sentimiento dinástico que anidaba en el ejército.

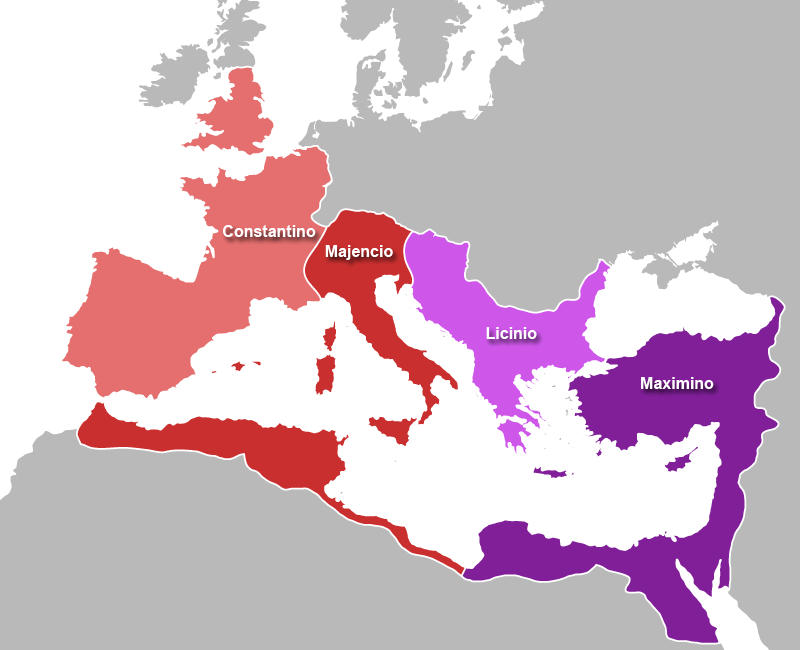
Mapa del Imperio romano en 311. La decisión de dejar de lado a Constantino y Magencio en la sucesión inició un periodo de guerras civiles.

Constantino huyó de Nicomedia y se unió a su padre en el norte de la Galia donde preparaba una respuesta a las incursiones de los pictos sobre las provincias de Britania. Ambos atravesaron el canal de La Mancha y durante la primavera y verano de 306 consiguieron derrotarlos y hacerles volver al norte del muro de Adriano. Al poco, falleció Constancio en York y el ejército allí reunido aclamó a su hijo como augusto sin aceptar que ese puesto lo ocupase Severo, el teórico sucesor. Galerio no pudo sino asumir los hechos y reconoció a Constatino como césar, aunque mantuvo el puesto de augusto para Severo quien, con todo, fue incapaz ejercerlo porque a su llegada a Italia, las tropas italianas proclamaron en su lugar a Majencio. Maximiano, por su parte, volvió a la vida pública y también se proclamó augusto mientras que en África las tropas estacionadas allí aclamaron a Domicio Alejandro. De esta manera, cuatro personas se disputaban el poder dentro del Imperio occidental sin que el augusto oriental pudiese imponer a su candidato. Galerio intentó enderezar la situación y para ello, organizó la denominada conferencia de Carnunto en 308 a la que acudió Diocleciano y donde se acordó que Maximiano se retiraría definitivamente, Constantino y Maximino Daya mantendrían su reconocimiento como césares y el cargo de augusto occidental lo ocuparía Licinio, un nuevo candidato de Galerio. Tanto Majencio como Domicio Alejandro fueron declarados usurpadores. El resultado tuvo poco éxito, ya que ni Constantino ni Maximino Daya aceptaron ser meramente césares y reclamaron el puesto de augusto y ser considerados iguales a Galerio. Tampoco Majencio y Domicio Alejandro cedieron en sus pretensiones por lo que Licinio, el teórico augusto, tuvo que permanecer en Ilírico sin ejercer control alguno.
En 311 falleció Galerio y su área de control se dividió entre Licinio y Maximino Daya mientras que Majencio aprovechó la ocasión para arrebatar África a Domicio Alejandro al que ejecutó. De esta manera, el Imperio occidental quedó dividido entre Constantino —Hispania, Galia y Britania— y Majencio —Italia y África—, pero el primero, temeroso del aumento de poder del segundo, decidió atacarlo. Solo pudo usar parte de su ejército, ya que la situación en la frontera del Rin era precaria y no había conseguido imponerse claramente a los francos. Tuvo éxito, sin embargo, y consiguió acabar con Majencio en la batalla del Puente Milvio el 28 de octubre de 312.

### Dinastía constantiniana (312-364)

#### Constantino I

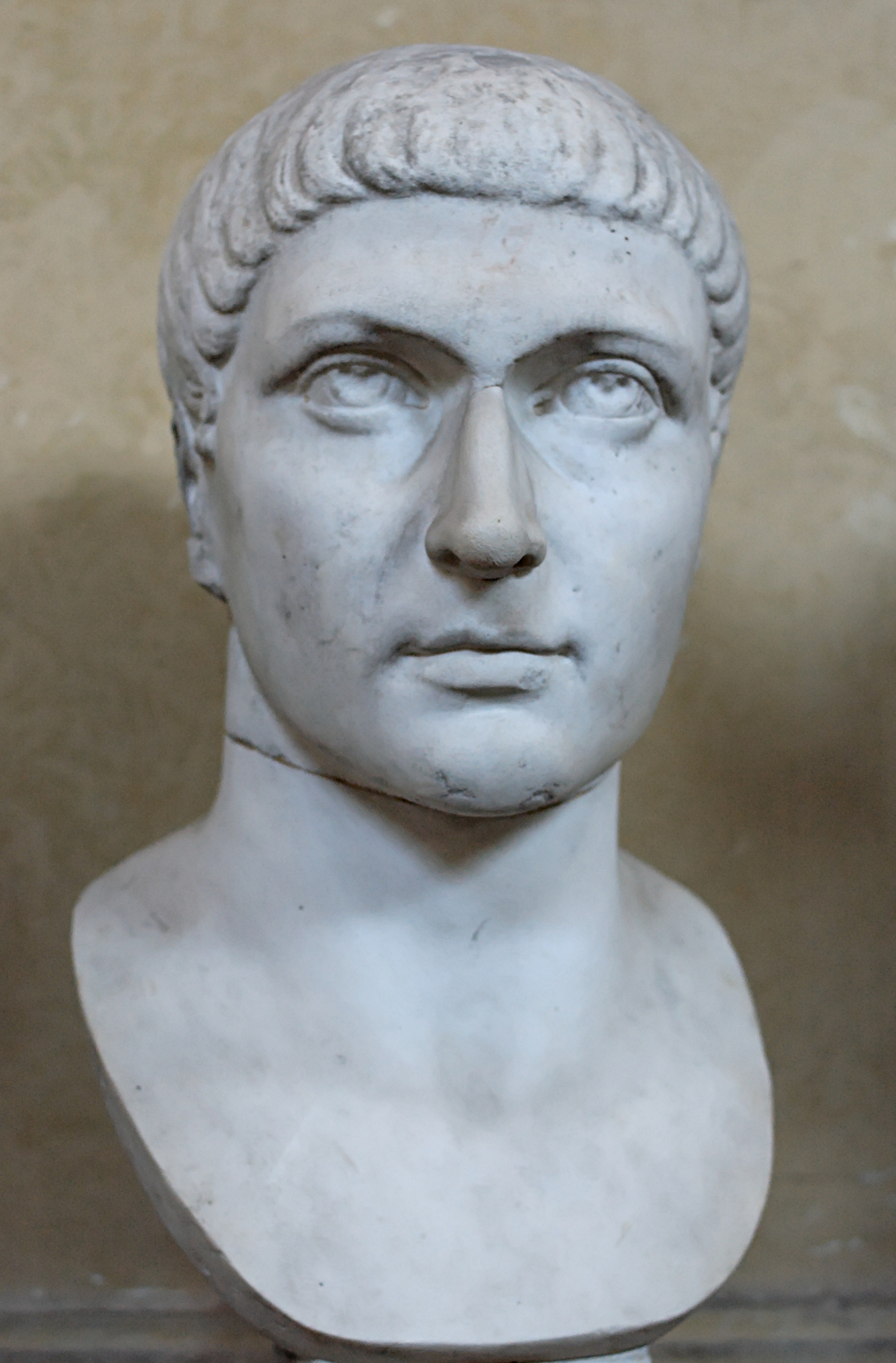
Busto de Constantino. Este emperador profundizó en las reformas de Diocleciano para dar al imperio su nueva configuración.

Tras su victoria sobre Majencio y la muerte de este, el senado aclamó a Constantino como emperador de Occidente y construyó un arco triunfal en su honor. Permaneció algunos meses en Roma donde disolvió la guardia pretoriana —que había sido el principal apoyo de Majencio— tras lo que, en enero de 313, marchó a Milán para entrevistarse con Licinio. Ambos acordaron allí respetarse mutuamente y emitieron el «edicto de Milán» que establecía la libertad de culto en todo el imperio y permitía, así, la existencia legal del cristianismo. Volvió, entonces, al Rin para hacer frente a una nueva incursión de los francos quienes —como era habitual— habían aprovechado la guerra civil romana para atacar.
La buena relación con Licinio acabó pronto, ya que, poco después de un año de su encuentro en Milán, Constantino invadió la península balcánica en 314 y tras varios años de guerra, consiguió arrebatarle Panonia y Mesia en 316. Tras su victoria nombró césares, el 1 de marzo de 317, a sus hijos Crispo y Constantino y al poco, tuvo que volver al Rin porque varios pueblos ribereños habían formado una coalición y atravesado la frontera. Volvió a vencer a los germanos y dejó a Crispo en la región quién, también, rechazó otra invasión germana en 321. La retirada de Licinio y el traslado de tropas a la frontera del Rin fueron aprovechadas por sármatas y godos para atacar el limes danubiano: tanto en 322 como en 323 invadieron el territorio romano y fueron, en ambas ocasiones, rechazados por Constantino con la participación de Crispo. La segunda de ellas se produjo en el territorio que, todavía, pertenecía a Licinio por lo que la intervención de Constantino en él llevó a una tensión en las relaciones que, al poco, desembocó en guerra abierta la cual finalizó con la derrota de Licinio en 324 y su ejecución al año siguiente.
Ya como emperador único continuó, de manera exitosa, con la defensa del imperio frente a sus enemigos exteriores y rechazó varios intentos más de invasión en Europa: en 330 su hijo y cesar Constantino venció a los alamanes en la confluencia de los ríos Rin y Danubio; en 331 y 332 nuevas invasiones —esta vez de los godos— por el bajo y medio Danubio respectivamente fueron rechazadas con éxito; entre 334 y 336 volvió a luchar, con desigual fortuna, contra los sármatas yacigios en el medio Danubio. En la parte asiática del imperio también se produjeron combates, ya que Sapor II rompió la paz que estaba vigente desde 297 y penetró en la provincia de Siria. Constantino se desplazó hasta allí y pudo rechazar este primer ataque, aunque la guerra continuaría después de su muerte.

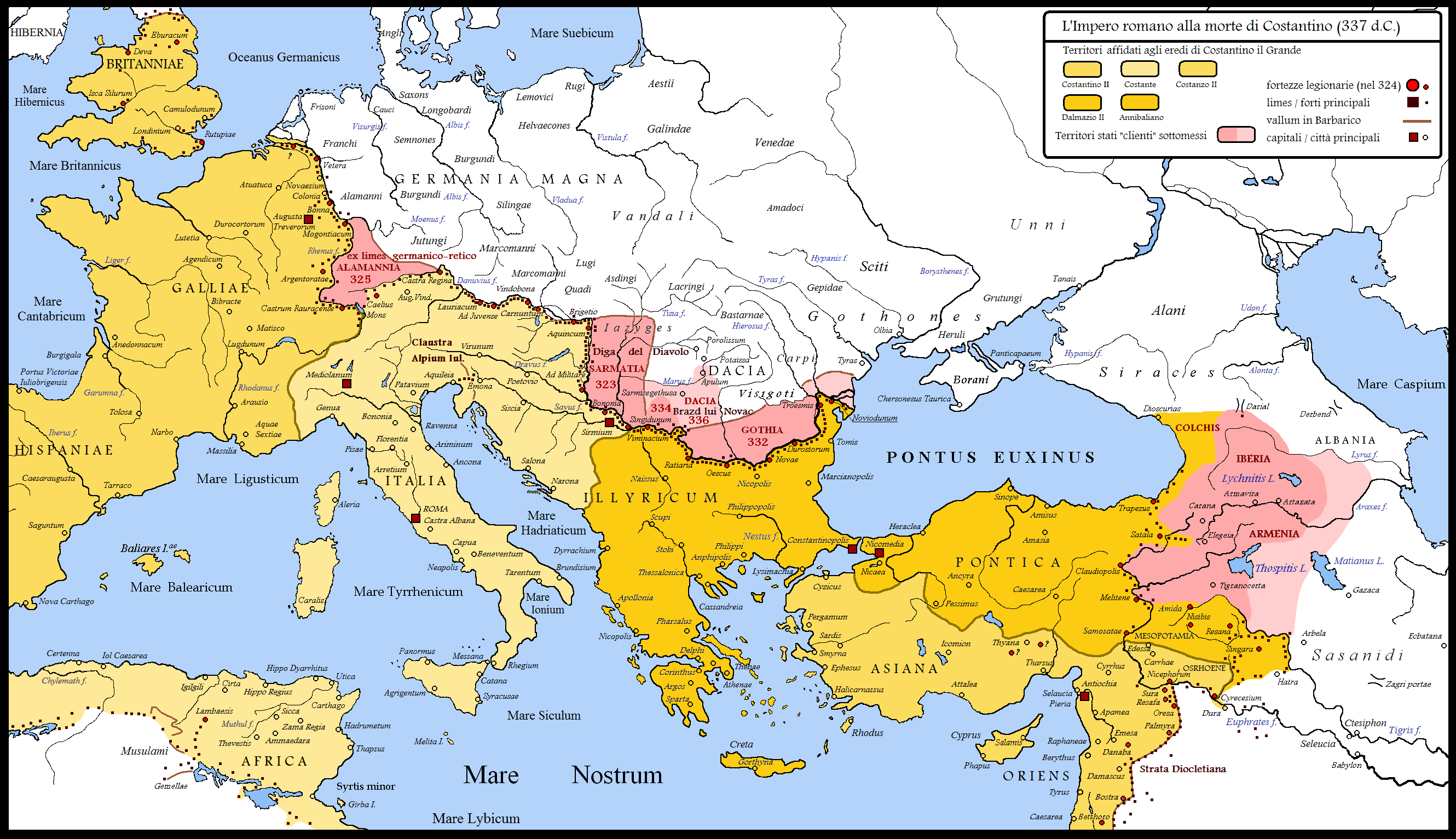
División del Imperio romano a la muerte de Constantino en el año 337.

Constantino continuó la labor reformadora de Diocleciano y acabó de darle al imperio su nueva configuración. Introdujo cambios en el ejército —su distribución estratégica y la estructura de mando— el sistema monetario, la fiscalidad y los ingresos municipales. También tomó una decisión que sería vital para el destino de ambas mitades del imperio: la creación de Constantinopla como una segunda capital. Destacada fue, igualmente, su relación con la iglesia cristiana porque, además de legalizarla y devolverle los bienes que le habían sido incautados durante la «Gran Persecución» realizó donaciones en su favor, concedió ventajas a su clero y se implicó personalmente para conseguir que unificase su doctrina y pusiese fin a las diferentes interpretaciones que habían surgido los años anteriores. Él mismo, acabó recibiendo el bautismo poco antes de su muerte en 337 y se convirtió, así, en el primer emperador en abrazar de forma expresa esta religión.
Desde su victoria final sobre Licinio, Constantino residió en la parte oriental del imperio y únicamente visitó Roma con ocasión del vigésimo aniversario de su proclamación como augusto en Britania. La parte occidental fue puesta al cargo de sus hijos Constantino y Constancio como césares, si bien, el segundo fue sustituido por Constante en 333 y trasladado a oriente. Después de su muerte y tras una matanza del casi todo el resto de sucesores, estos tres hijos acordaron un reparto del imperio: Constantino II recibió la prefectura de las Galias, Constante la de Italia y las diócesis de Dacia y Macedonia mientras que Constancio II quedó al cargo de la de Oriente con la diócesis de Tracia incluida.

#### Constantino II y Constante

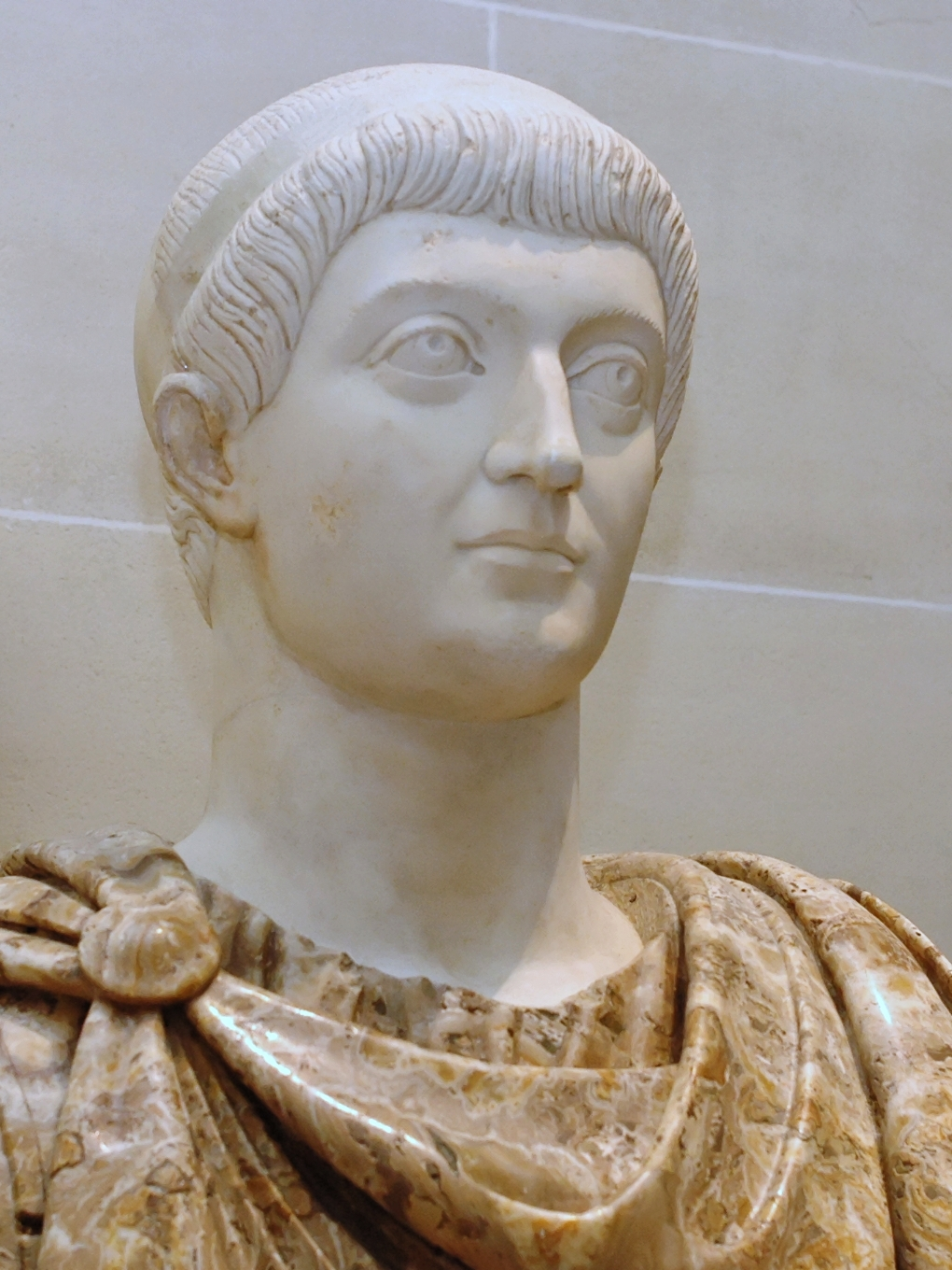
Busto de Constante. Tras derrotar a su hermano mayor Constantino II se hizo con el control de todo el Imperio occidental.

Los tres hermanos continuaron con la defensa del imperio en los tres frentes en los que había tenido que actuar su padre: el Rin, el Danubio y la frontera con Persia. De esta manera, Constante rechazó —en 338— una nueva invasión de los yazigios por el curso medio del Danubio mientras que Constantino II hizo lo propio, el mismo año, con otra de los alamanes en el alto Rin. El entendimiento entre ambos hermanos no duro mucho porque Constantino II consideró que, aunque se le había asignado la prefectura de las Galias, ostentaba una primacía sobre sus hermanos al ser el de mayor edad y haber pasado más tiempo asumiendo tareas de gobierno junto a su difunto padre. Poco menos de cuatro años —en 340— tras el acuerdo de división, invadió el territorio de Constante, pero su ejército fue vencido en Aquileia y él mismo murió en la batalla.
Ya como gobernante único del Imperio occidental, Constante mantuvo con firmeza la defensa del Rin y llevó a cabo campañas contra los francos en 341 y 342 que les llevaron a aceptar un tratado de paz. Los alamanes, por su parte, se abstuvieron de volver a invadir territorio romano durante los años de su gobierno. En 343 se trasladó a Britania, parece que, debido a las incursiones marítimas que efectuaban sajones, pictos y escotos. Dividió sus fuerzas en grupos menores que hicieron frente con éxito, de manera simultánea, a las mismas y formó el cuerpo de los arcani para que se infiltrasen, como agentes secretos, en sus tribus y avisasen con antelación de futuras incursiones. También, durante su gobierno, se intensificó la intervención del Estado en asuntos religiosos. Esto se hizo en una doble vertiente: por un lado se implicó en la lucha de la Iglesia católica por suprimir las herejías —principalmente el donatismo extendido en África— mientras que, por otro, se dieron los primeros pasos legislativos para dificultar el ejercicio del paganismo romano.
Parece que sus actuaciones para mejorar la disciplina del ejército, las cargas financieras que soportaba la población de la Galia con motivo del esfuerzo militar en el Rin y las persecuciones contra los donatistas africanos condujeron a una desafección hacia su persona dentro de ambas diócesis. Esto fue aprovechado por varios miembros de su corte para organizar una conjura palaciega que dio el poder a Magnencio el 18 de enero de 350 en Autun. Constante, abandonado por todos dentro de la Galia, fue asesinado, al poco, cuando huía hacia el Mediterráneo.

#### Constancio II

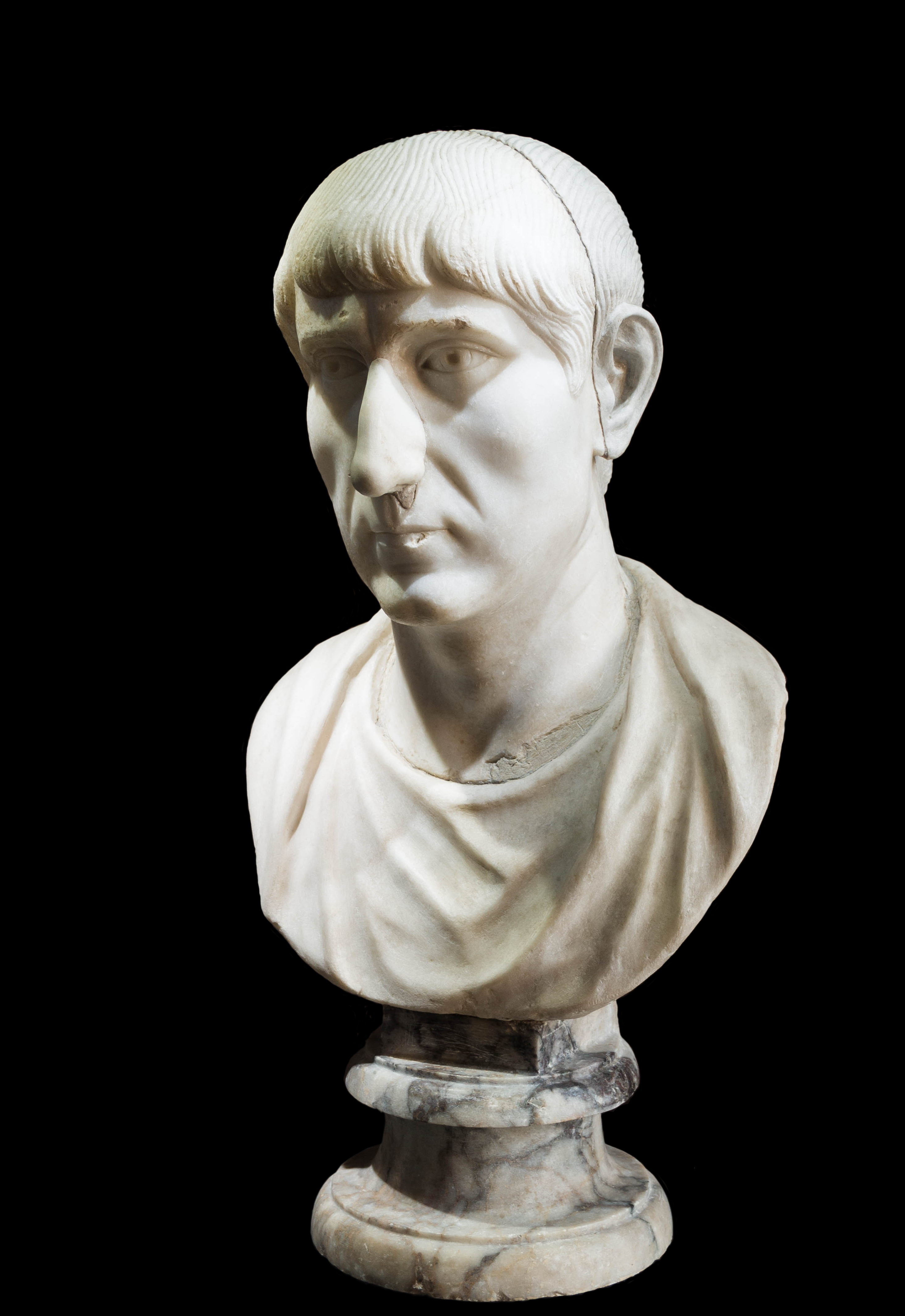
Busto de Constancio II. Unificó en su persona el gobierno de ambas mitades del imperio.

Magnencio consiguió el apoyo de las diócesis britana, hispana e italiana, pero tuvo que hacer frente a dos focos de resistencia constantiniana: en Roma se levantó Nepociano —un primo hermano de Constancio— a quien pudo vencer fácilmente mientras que, en Ilírico, lo hizo Vetranión —el magister peditum de Constante— contra el que no pudo hacer nada porque recibió el apoyo de todas las tropas estacionadas allí y del propio Constancio II quién lo nombró césar. Constancio II retornó con sus tropas desde la frontera persa y a finales de 350 llegó a la península balcánica donde Vetranión abandonó el cargo de césar y ambos ejércitos se unieron para luchar contra Magnencio. Los enfrentamientos se dieron en las sangrientas batallas de Mursa Major (351) y Mons Seleucus (353). Derrotado, el usurpador se quitó la vida y Constancio II quedó como emperador único de todo el imperio.
Durante su estancia en Occidente, Constancio II llevó a cabo una purga minuciosa dentro de su Administración para eliminar a quienes habían apoyado a Magnencio. Tras ello —en la primavera de 354— se internó en el territorio de los alamanes como represalia a las incursiones que habían realizado varias tribus en el territorio romano aprovechando la guerra civil. Al año siguiente 355 su magister equitum Arbicio hizo lo mismo y volvió a vencerlos junto al lago Constanza. Ese año, también los francos atravesaron la frontera del Rin, aunque fueron rechazados por Silvano, con tal éxito, que los soldados le proclamaron emperador en Colonia. Constancio II —que para entonces se encontraba en Milán— pudo reprimir fácilmente esta usurpación enviando a otro de sus generales para acabar con él, pero se dio cuenta de que, antes de retornar al este, debía dejar la Galia en manos de un miembro de su dinastía. Tantos años de ataques francos y alamanes en el Rin habían dejado sus defensas muy dañadas y facilitaba su continuación durante los siguientes. Cualquier defensa exitosa de una nueva invasión por un general romano haría muy probable la usurpación de este si ningún miembro de la dinastía constantiniana gobernaba sobre el terreno. Recurrió para ello a uno de sus pocos familiares supervivientes: su primo Juliano a quien llamó a Milán y el 6 de noviembre de 355 le nombró césar delante del ejército, aunque preocupado por su inexperiencia, le asignó a generales y funcionarios de su confianza como el equipo con el que debía ejercer su gobierno. Le ayudó durante su primera campaña el siguiente 356 y tras visitar Roma —por primera y única vez en su vida— marchó al Danubio para hacer frente a las incursiones de sármatas y cuados.

#### Juliano

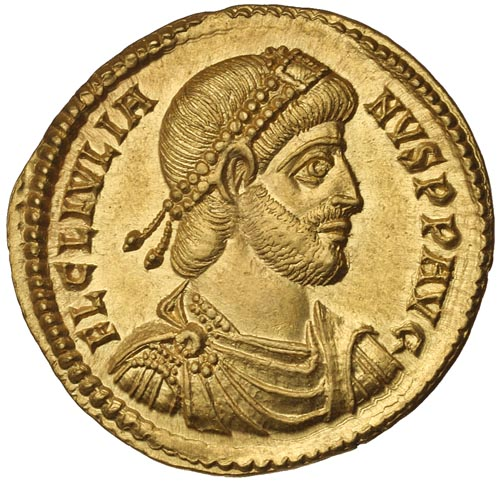
Imagen de Juliano quien condujo exitosas campañas contra los francos y alamanes.

Juliano se unió en Reims a los comitatenses de la Galia que comandaban Marcelo y Ursicino y con ellos se dirigió hacia el Rin para recuperar el territorio perdido algunos meses antes: liberó Brumath de los alamanes y Colonia de los francos. Para pasar el invierno distribuyó sus tropas en varias ciudades y él se acuarteló con un pequeño grupo en Sens donde fue sitiado por los francos sin que sus generales enviasen tropas para rescatalo. Cuando Constancio II se enteró de ello, los destituyó y puso en su lugar a Severo. La campaña del siguiente año 357 se coordinó con el ejército de Italia al mando de Barbacio quien debía atacar a los alamanes desde el sur mientras el de la Galia lo hacía desde el norte. Barbacio estacionó sus tropas en Kaiseraugst, pero la tardanza de Juliano en atacar por el norte dio oportunidad a los alamanes para rechazarlo. Animados por esta victoria fueron a buscar el ejército de Juliano contra el que se enfrentaron en Estrasburgo. La batalla resultó en una notable victoria para los romanos que completaron con otra menor junto a Maguncia. Tras ello, el ejército romano se desplazó hacia el norte donde recuperó dos fuertes junto al Mosa que habían caído en manos de los francos.
Juliano sostuvo una disputa con el administrador civil de la Galia, Florencio quien apostaba por subir los impuestos para mantener el esfuerzo militar y pagar a los francos para que estos dejasen pasar por el Rin a los barcos que traían suministros desde Britania. El césar recurrió a Constancio II quién le apoyó y así, hizo bajar los impuestos a la vez que atacó, con éxito, a los francos para dejar libre la entrada del río. Durante los dos años siguientes —358 y 359— volvió a penetrar en territorio alamán, restauró las defensas dañadas del Rin y pudo liberar a un buen número de romanos que habían sido capturados por los alamanes.
La sustancial mejora en la situación de la Galia contrastó con el deterioro que sufrió la de la frontera oriental frente a los persas. Estos, una vez solucionados los problemas en su propio frente oriental, habían roto la frágil paz existente, invadido el territorio romano y conquistado algunas ciudades. La previsión de un incremento en su ofensiva llevó a Constancio II a pedir a su césar el envío de dos legiones al frente oriental, pero cuando se dirigía hacia allí le llegaron las noticias de que las legiones galas se habían amotinado y proclamado a Juliano como augusto en París. Constancio II reaccionó pronto para impedir que Juliano controlase África y el usurpador, tras rechazar una nueva incursión alamana, partió con sus tropas hacia el este de tal manera que, en 361, consiguió hacerse con el Ilírico mientras que Constancio II permanecía en Edesa preparado para hacer frente a una previsible ofensiva de los persas. Esta no se produjo finalmente, ya que nuevos problemas en su frontera oriental obligaron a suspenderla lo que dio una oportunidad al emperador para retornar a Occidente y hacer frente a su primo, pero, durante su viaje, enfermó y murió el 3 de noviembre de 361. No tenía hijos y para evitar una guerra civil, designó a Juliano como sucesor legítimo antes de morir.
El nuevo augusto pasó a la historia como «el Apóstata», ya que, tras recibir la noticia de la muerte de Constancio II, anunció públicamente que renunciaba al cristianismo y que profesaba el politeísmo romano. No intentó prohibir el cristianismo, ya que era inviable debido a la extensión que había alcanzado entre la población y optó, en su lugar, por eliminar las trabas legales que se habían impuesto al politeísmo durante las décadas anteriores a la vez que quitó los privilegios que disfrutaba la nueva religión. Intento, también, revitalizar la vida de los municipios al devolverles las tierras y rentas que les habían confiscado Constantino I y Constancio II. Poco pudo hacer, sin embargo, porque falleció menos de dos años después de unificar el imperio, el 26 de junio de 363. Dio un cambio a la política que había seguido su antecesor frente a Persia y dejó a un lado la estrategia defensiva para pasar a la ofensiva. Dirigió una invasión dentro de su territorio que acabó en desastre y con su propia vida en una escaramuza acaecida cuando se retiraban.

### Dinastía valentiniana (364-394)

#### Valentiniano I (364-375)

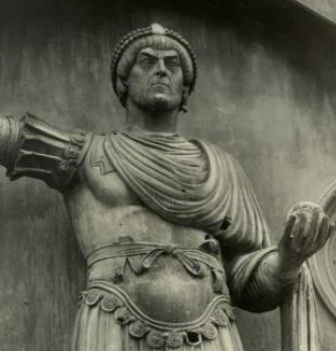
Estatua de Valentiniano. Hizo frente con éxito a las incursiones de pueblos bárbaros además de administrar concienzudamente el Imperio occidental.

Tras la muerte de Juliano, sus tropas eligieron a Joviano para sucederle y este tuvo que aceptar una paz muy desfavorable para conseguir que los persas les dejasen volver a territorio romano. No consiguió llegar a Constantinopla porque falleció durante el camino por lo que sus tropas eligieron a un nuevo emperador. Se trató de Valentiniano quien fue proclamado el 26 de febrero de 364. Una de sus primeras medidas fue nombrar a su hermano Valente como coemperador. Se dividieron el imperio entre ambos: Valentiniano se asignó la parte occidental mientras que su hermano quedó como el augusto de la oriental. Marchó, entonces, hacia Occidente donde residió en la Galia, principalmente en Tréveris. Durante sus once años de gobierno tuvo que hacer frente a cuatro conflictos militares: una guerra contra los alamanes en el alto Rin; la barbarica conspiratio en Britania; la rebelión de Firmo y una guerra contra los cuados en el Danubio.
La guerra contra los alamanes comenzó en 365 cuando, en respuesta a la disminución de los subsidios que recibían del imperio, varios grupos consiguieron traspasar las defensas romanas y entraron en la Galia para cometer saqueos. El año siguiente volvieron a atacar, pero el ejército imperial consiguió derrotarlos en Scarpona (Dieulouard) y Catalauni (Châlons-sur-Marne). Aunque durante el año 367 la situación permaneció tranquila, en 368 los disturbios dentro del territorio alamán aconsejaron realizar una campaña preventiva dentro de él donde Valentiniano casi es capturado. Las hostilidades se interrumpieron durante el año siguiente mientras que se negociaba un acuerdo de alianza con los burgundios —tradicionales enemigos de los alamanes— que fue, finalmente, desechado y en su lugar, Flavio Teodosio atacó desde el sur. El emperador dirigió otra incursión en 372, pero, para 374, las noticias que llegaban desde el Danubio aconsejaron firmar un acuerdo de paz lo que se hizo con el rey alamán Macriano. La guerra contra los alamanes se vio interrumpida varias veces por la barbarica conspiratio en la que pictos, escotos y atacotos atacaron Britania mientras que francos y sajones lo hacían en la costa norte de Galia. La reacción imperial no fue muy exitosa hasta que Teodosio tomó el mando de las tropas y consiguió restaurar la situación. En África también hubo problemas por la mala actuación del comes Romano —quien dirigía las tropas allí— que llevó a que, en 372, surgiese la rebelión de Firmo. Valentiniano envió a Teodosio con un ejército y este pudo aplastarla finalmente en 375. La frontera danubiana también se vio rota en 374 debido a que cuados y sármatas irrumpieron dentro del territorio romano. La situación se deterioró y aconsejó que Valentiniano en persona se trasladase a la región donde comandó una expedición punitiva dentro del territorio de los cuados en 375. En noviembre de ese año, varios de sus líderes lo visitaron en el cuartel general para solicitar la paz, pero su comportamiento insolente irritó tanto al emperador que este sufrió un ataque y cayó muerto durante la audiencia.
Valentiniano es considerado como un buen militar y un administrador concienzudo. De origen humilde, dictó algunas medida para proteger a las capas inferiores de la sociedad entre las que destacó el nombramiento de un defensor civitatis en todos los municipios, una persona que debía atender a los más débiles además de protegerlos frente a los abusos de los poderosos. En el plano económico, incrementó la producción de oro, legisló para evitar abusos en la recaudación de impuestos y volvió a confiscar dos tercios de las tierras y rentas que Juliano había devuelto a los municipios a los que dejó con un tercio para que sufragasen el coste de mantener los edificios públicos. Dentro del ámbito militar, fue muy activo en la construcción de puestos defensivos en las fronteras del Rin y Danubio, procuró que las levas se llevasen de manera adecuada y mejoró las ventajas económicas que se otorgaban a los soldados. En asuntos religiosos fue tolerante, ya que permitió que los templos paganos continuasen abiertos y no persiguió a las denominaciones minoritarias dentro del cristianismo.

#### Graciano (375-383)

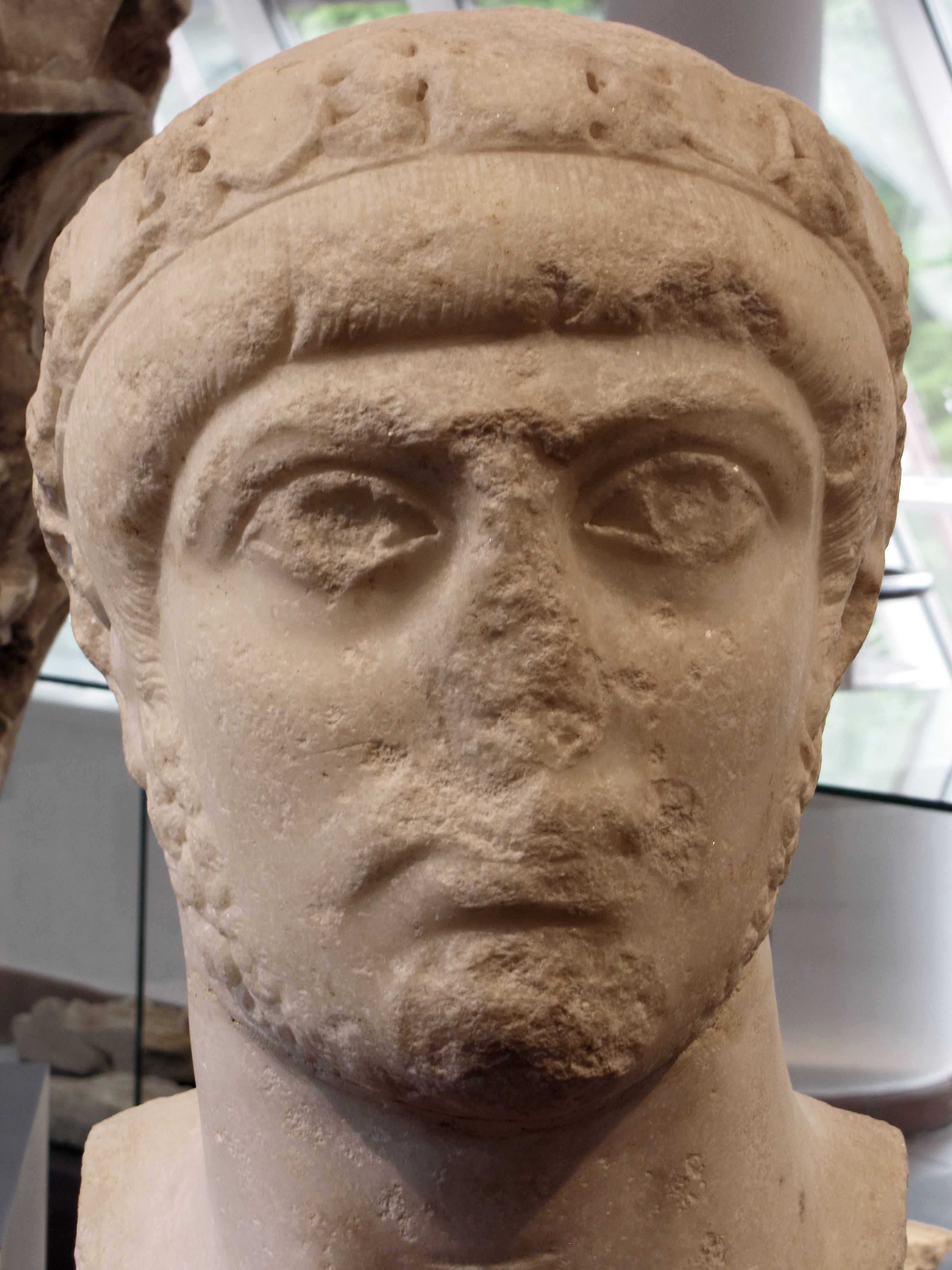
Busto de Graciano. Gobernó Occidente durante los convulsos años que siguieron al desastre militar de Adrianópolis en 378.

A la muerte de Valentiniano el 17 de noviembre de 375 le sucedió su hijo mayor, Graciano, quien se encontraba en Tréveris mientras que el grueso del ejército estaba en Ilírico debido a las campañas de su padre contra los cuados. Surgió, entonces, el temor entre algunos generales de que alguien ajeno a la dinastía aprovechase la ocasión y la concentración de tropas para proclamarse emperador y por ello también aclamaron como augusto a su hermano menor, Valentiniano, quien se hallaba junto a su padre.
Un año después —en otoño de 376— su tío Valente tomó la decisión de dejar pasar dentro su parte del imperio a un gran grupo de godos que huían de los hunos. La recepción era una operación delicada que pronto se fue de las manos de tal manera que grupos de godos comenzaron a saquear las poblaciones de Tracia y derrotaron al ejército romano cuanto este intentó enfrentarse a ellos. Valente pidió ayuda a su sobrino quien envió un contingente que, junto a tropas orientales, hicieron frente a los godos en ad saelices (actual Jurilovca en Rumania) a finales del verano de 377 con grandes pérdidas en ambos bandos y sin resultado decisivo. Un segundo choque del ejército occidental tuvo lugar ese mismo otoño cuando las tropas regresaban al Ilírico y en su camino encontraron a una coalición de godos y taifalos. Los derrotaron claramente y a los supervivientes los instalaron en Italia como granjeros. Graciano intentó enviar más ayuda, pero, en 378, la tribu alamana de los lentienses invadió las provincias de Recia. Les derrotó en Argentovaria y continuó hacia Tracia, pero Valente, sin esperarlo, atacó a los godos en la desastrosa batalla de Adrianópolis donde él mismo murió.
Graciano se vio incapaz de gobernar todo el imperio y el 19 de enero de 379 nombró a Teodosio como augusto para Oriente con la misión de luchar contra los godos y para ayudarle, le cedió las diócesis de Dacia y Macedonia que pertenecían al Imperio occidental. Al año siguiente, parte de estos, dirigidos por Alateo y Sáfrax, atacaron Panonia, pero pudieron ser detenidos por el ejército occidental y Graciano acordó una paz separada con ellos bajo la condición de su asentamiento como foederati en las provincias de Pannonia Secunda, Savia y Valeria. Pasaron tres años de relativa paz en Occidente hasta que, en 383, grupos de pictos y escotos atacaron en Britania mientras que los alamanes lo hacían por el Rin. Magno Máximo rechazó, con éxito, a los primeros y fue aclamado emperador por sus tropas lo que hizo que Graciano dejase a los alamanes y se dirigiese hacia el norte para enfrentarse al usurpador junto a París. Salió derrotado y en su huida fue capturado y muerto junto a varios de sus ministros.
Graciano abandonó paulatinamente la política de tolerancia religiosa que había seguido su padre de tal manera que tanto la práctica del paganismo como la existencia de denominaciones cristianas apartadas de la ortodoxia, se hicieron cada vez más difíciles.

#### Magno Máximo, Valentiniano II y Eugenio (383-394)

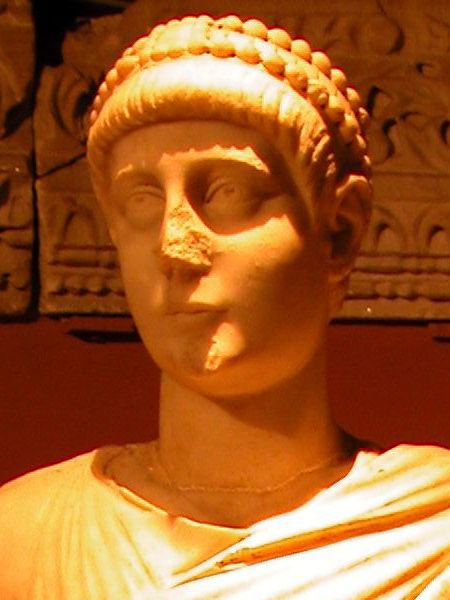
Valentiniano II. Compartió el gobierno con su hermano Graciano hasta la muerte de este.

Magno Máximo se conformó con el control de la prefectura de las Galias y no intentó invadir la de Italia, que estaba asignada a Valentiniano II. Pidió a Teodosio su reconocimiento formal como coemperador y este prefirió aceptarlo antes que enfrentarse con él. La difícil guerra contra los godos había concluido hacía poco —en 382— con su asentamiento en Tracia y la situación no aconsejaba, todavía, abandonar su territorio. Para compensar a Valentiniano por su inactividad, Teodosio le devolvió las diócesis de Dacia y Macedonia que su hermano le había cedido años antes. Las intenciones de Máximo, sin embargo, cambiaron pronto y apenas tres años después —en 387— dejó a su hijo Flavio Víctor al cargo de la frontera del Rin e invadió el territorio de Valentiniano, quien tuvo que huir junto a su madre Justina a Constantinopla. Esta vez Teodosio se decidió a atacar, ya que la situación con los godos se había estabilizado. Sus tropas vencieron a las del usurpador en Iliria y consiguieron capturarlo en Aquilea, tras lo que fue ejecutado. Mientras que él se establecía en Milán, su general Arbogasto se dirigió a la Galia y consiguió acabar con Víctor.
Teodosio permaneció tres años en Occidente, y antes de retornar a Oriente en 391 dejó a Arbogasto al cargo de Valentiniano II (su madre, Justina, había fallecido en 388). La relación entre ambos no fue buena y llevó a que el emperador fuese asesinado por orden de Arbogasto al año siguiente (392). El general optó, entonces, por nombrar a Eugenio como emperador sin consultar a Teodosio, quien no aceptó el nombramiento y durante los siguientes dos años organizó un gran ejército con el que, finalmente, atacó Occidente de tal manera que el 6 de septiembre de 394 venció a Eugenio y Arbogasto en la batalla del Frígido. Murió pocos meses después en Milán, el 17 de enero de 395, no sin antes haber nombrado a su hijo Honorio como augusto de Occidente y al general Flavio Estilicón como su tutor.
Durante estos años con guerras civiles se incrementó la tendencia a usar contingentes de foederati en detrimento del ejército regular mientras militares de origen germano alcanzaron puestos importantes dentro de la estructura de mando. En el aspecto religioso, las leyes dificultaron cada vez más la práctica del paganismo hasta llegar al punto de prohibirlo, incluso, en el ámbito doméstico. Con todo, no pudo ser erradicado y su práctica continuaría durante décadas mientras que sus fieles no se vieron excluidos de obtener puestos importantes dentro del aparato gubernamental.

### Dinastía teodosiana (394-455)

#### Honorio (395-423)

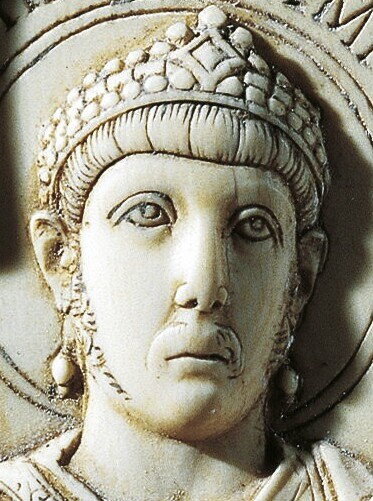
Díptico consular con la imagen de Honorio (406). Sufrió cinco invasiones bárbaras de gran entidad que significaron el inicio de la caída del Imperio occidental.

Tras la muerte de Teodosio la relación entre las partes oriental y occidental del imperio se deterioró rápidamente. Estilicón sostuvo que el emperador le había confiado la tutoría de sus dos hijos —Honorio y Arcadio— algo que no fue aceptado por el gobierno oriental que, con Rufino como hombre fuerte, se negó a que el general ejerciese ninguna influencia sobre su emperador. También se discutió sobre a qué parte debían pertenecer las diócesis de Dacia y Macedonia que, tradicionalmente, habían formado parte de Occidente, pero que se habían administrado desde Constantinopla durante la campaña de Teodosio contra Eugenio. Un suceso puso pronto a prueba sus relaciones: la rebelión entre los godos acaudillada por Alarico. Estos comenzaron a saquear la península de los Balcanes y ante la inactividad del gobierno oriental, Estilicón se dirigió a combatirlos con sus tropas y entró, para ello, en las citadas diócesis. El gobierno de Arcadio prefirió, entonces, que quedasen bajo el control de los godos antes que arriesgarse a perderlas en favor de la mitad occidental. Le ordenó abandonarlas y devolver las tropas orientales que habían quedado en Occidente tras la muerte de Teodosio. El general obedeció, lo que tendría consecuencias nefastas: por un lado, los godos se apoderaron de ellas, accedieron a sus arsenales y se convirtieron en un ejército más formidable de lo que eran al inicio de su rebelión además de quedar situados junto al Imperio occidental; por otro, el propio ejército occidental quedó muy debilitado ya que, tras las pérdidas sufridas durante la batalla del Frígido, su mejor parte era el contingente oriental que, ahora, había vuelto a Constantinopla. Estilicón tuvo, entonces, que intentar reconstruirlo en poco tiempo mediante una leva generalizada, pero sin contar con las diócesis en disputa que, tradicionalmente, eran la principal fuente de reclutas.

Fragmentación del Imperio occidental en el año 410. Fue el momento más crítico para Honorio quien llegó a preparar su huida a Constantinopla si África caía finalmente en manos de Átalo y Alarico.
Zonas de control:
Honorio
Constantino de Britania
Máximo de Hispania
Átalo y Alarico
Britanorromanos
Bagaudas
Alanos, suevos y vándalos

El enfrentamiento entre ambas mitades vino a ocurrir en un momento en el que el Imperio Occidental estaba a punto de sufrir una crisis de proporciones catastróficas. En sí mismo, presentaba un aspecto envidiable: su economía se había recuperado de manera notable desde el siglo III y atravesaba un momento de máxima producción mientras que, militarmente, había conseguido mantener intactas y bien defendidas sus fronteras en especial la del Rin donde, tras años de victorias romanas, los pueblos establecidos en la orilla opuesta —francos, burgundios y alamanes— se habían convertido en aliados y asumido la defensa en ese sector a cambio de subsidios y relaciones comerciales. Sin embargo, la situación de la región danubiana —tanto del Imperio occidental como del oriental— se había deteriorado de manera muy grave y la prosperidad que se había alcanzado en otras regiones no se presentaba allí. La mala situación que ya vivía en 374 debido a los pillajes de cuados y yacigios (Valentiniano tuvo que eliminar el impuesto personal en Ilírico debido al lamentable estado en que quedó) se vio agravada por las destrucciones de la guerra contra los godos entre 376 y 382. Ahora, no solo los godos habían devastado otra vez la zona, sino que, en 398, habían quedado instalados en Dacia y Macedonia. Esta situación al sur del río redujo drásticamente los intercambios comerciales con los territorios del norte que vieron como su situación económica también empeoraba mientras que, además, la inseguridad aumentaba por la presencia de los hunos al este de los cárpatos. Las condiciones de vida de las tribus que vivían allí se degradaron notablemente y optaron por buscar acomodo en otros lugares. Durante los veinte años que siguieron al 398 el Imperio occidental tuvo que hacer frente a cinco invasiones protagonizadas por los pueblos danubianos y —como no podía ser menos— seis intentos de usurpación. Cuando, en 418, el general Constancio consiguió estabilizar de nuevo el imperio este presentaba un aspecto muy diferente del que tenía dos décadas antes. Militarmente, había perdido la mitad de su ejército de campaña mientras que, económicamente, la devastación que había sufrido su territorio había reducido sus ingresos fiscales de manera drástica. Todo eso, además, sin haber conseguido expulsar del todo a los invasores y asumiendo la creación de tres reinos bárbaros dentro de su territorio.

Recuperación del Imperio occidental en el año 418. Flavio Constancio pudo restablecer el control del gobierno de Honorio sobre la mayor parte del territorio perdido, aunque no pudo evitar el surgimiento de los primeros reinos bárbaros.
Zonas de control:
Honorio
Britanorromanos
Burgundios
Visigodos
suevos y vándalos

La cadena de acontecimientos se inició en 397. Mientras Estilicón intentaba acabar con Alarico, Gildo se rebeló en África y puso a la diócesis bajo la protección de la corte oriental aunque Mascezel, en nombre de Occidente lo derrotó y la recuperó al año siguiente. En 401 la provincia de Recia fue atacada por vándalos y alanos lo que obligó a Estilicón a desplazarse con el ejército italiano al norte de los Alpes para derrotarlos. Aprovechando esta situación, Alarico y sus godos iniciaron, ese mismo año, su primera invasión de Italia que llevó a dos años de guerra contra ellos hasta que fueron expulsados en 403. Una tercera invasión, mayor que las dos anteriores, fue protagonizada por otro grupo de godos al mando de Radagaiso en 405 y obligó a que Estilicón tuviese que recurrir a grupos de foederati hunos y alanos para poder vencerlo en el verano de 406. Durante el otoño de ese año la situación del imperio parecía haberse estabilizado y el general preparó la recuperación por la fuerza de Dacia y Macedonia aunque nada pudo hacerse porque se vio ante dos nuevas invasiones cuya entidad superaba a las tres anteriores y que ya no pudieron ser completamente rechazadas. Durante el 406 varios pueblos que habitaban al norte del Danubio —alanos, vándalos asdingos, vándalos silingos, cuados y marcomanos— se desplazaron hacia el Rin donde llegaron en verano y derrotaron a los francos establecidos allí. Ante la llegada del invierno optaron por atravesar el río y esparcirse por la Galia para, posteriormente, pasar a Hispania donde crearon sus propios reinos. Mientras esto ocurría, Alarico inició su segunda invasión de Italia en septiembre de 408 con el objetivo de obtener un asentamiento para los visigodos. La conjunción de ambas junto a las usurpaciones de Constantino de Britania y Prisco Átalo además de la pérdida de control sobre Armórica y Britania, llevaron al imperio cerca de la descomposición y a que Honorio preparase su huida a Constantinopla en 410. El nombramiento de Flavio Constancio como magister militum permitió un cambio de tendencia y que para 418 se hubiese podido hacer la paz con todos los invasores, recuperar casi toda la Galia e Hispania además de suprimir nuevas usurpaciones protagonizadas por Heracliano y Jovino. El imperio disfrutó de un pequeño periodo de relativa paz y estabilidad durante el que intentó reorganizar el ejército mediante el traspaso de tropas fronterizas al ejército de campo para cubrir las pérdidas sufridas. Sin embargo, la conquista de la provincia Bética por los vándalos en 420, el fallecimiento de Constancio en 421 y el del propio Honorio en 423 lo enfrentaron, otra vez, a graves turbulencias.

#### Valentiniano III (425-455)

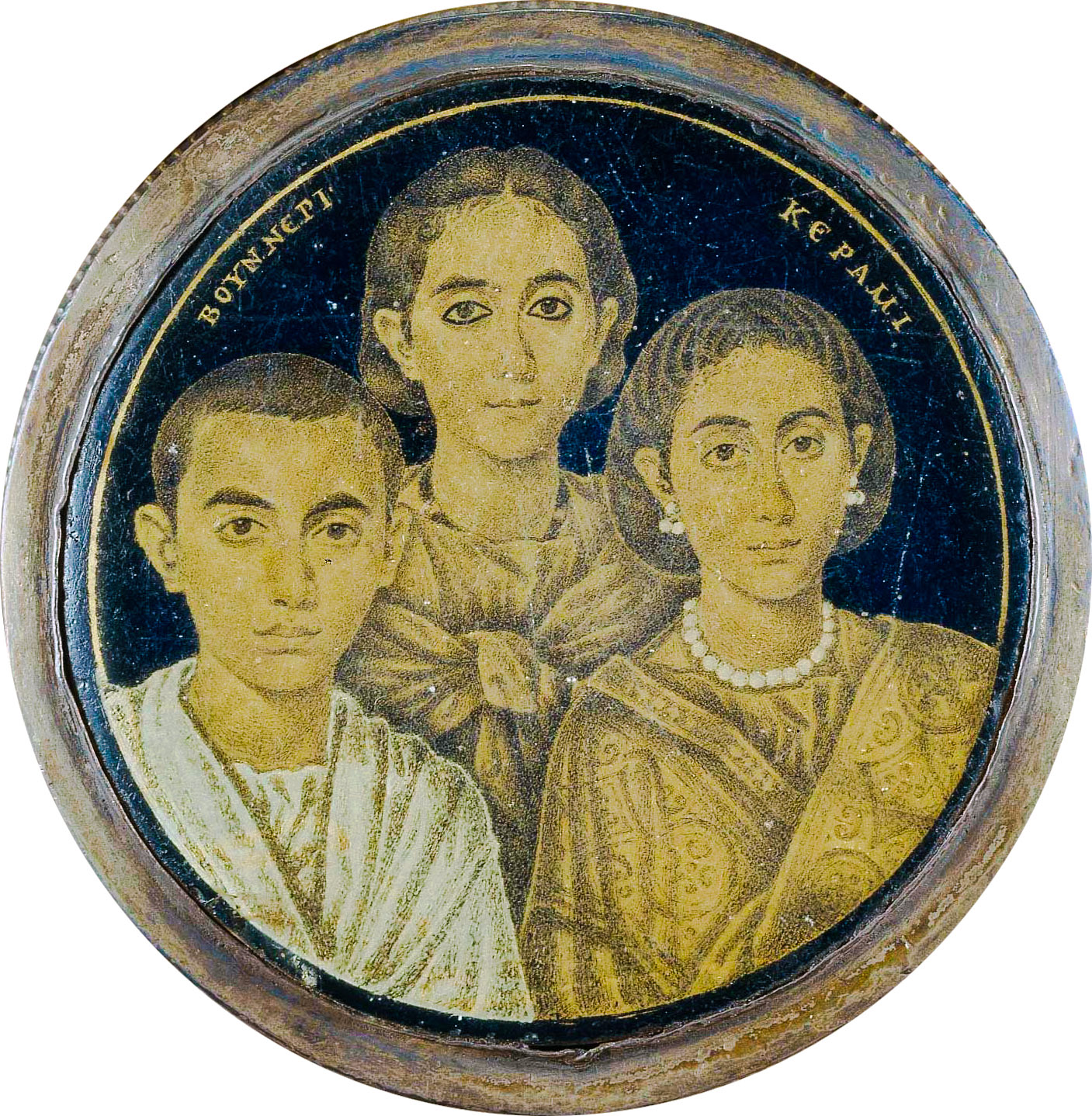
Valentiniano III (izquierda) y su madre Gala Placidia (derecha) cuya política de equilibrio entre los altos generales acabó por desatar una guerra civil entre ellos.

La muerte de Constancio dejó un vacío de poder y desató una lucha dentro de la corte de la que salió victorioso Flavio Castino. Mientras tanto, la viuda de Constancio, Gala Placidia, fue obligada a exiliarse en Constantinopla junto al hijo de ambos, Valentiniano. Dos años después, Honorio falleció y el emperador oriental Teodosio II quedó como gobernante de todo el imperio aunque, como no consiguió afianzarse suficientemente en Occidente, los altos funcionarios civiles aprovecharon para proclamar a Juan. Esto desató una guerra civil de la que salió victorioso Teodosio quien optó finalmente por instalar a Valentiniano III —de seis años de edad— en el gobierno bajo la regencia de su madre. Gala Placidia persiguió una política distinta a la que se había seguido anteriormente y en lugar de apoyar a un general que controlase todo el ejército, intentó mantener un equilibrio entre los principales de ellos: Félix, Bonifacio y Aecio comandantes de los ejércitos de Italia, África y Galia, respectivamente. Sin embargo, para hacer frente a los bárbaros asentados dentro del imperio, un líder necesitaba disponer antes de todo el aparato militar para luchar lo que condujo a una rivalidad entre los tres. Esta no finalizó hasta el año 433 cuando Aecio consiguió hacerse con el control de todo el ejército y se convirtió en el gobernante de facto.
Los doce años de luchas internas desde la muerte de Constancio habían dado la oportunidad a los invasores bárbaros para extender su poder a costa del imperio. Los vándalos volvieron a instalarse firmemente en la provincia de Bética desde donde —en 429— pasaron a África mientras que, en la Galia, los visigodos intentaron expandir su reino hacia el Mediterráneo a la vez que francos y alamanes lanzaban incursiones a través de la frontera del Rin. La debilidad del gobierno también hizo que las élites provinciales en las zonas ocupadas se acomodasen a la convivencia con el poder militar más cercano, los invasores bárbaros, mientras que en otras todavía controladas por el imperio, pero lejanas a Italia —Armórica y Tarraconense— grupos de bagaudas campasen a sus anchas. Aecio intentó hacer frente a todo con los magros recursos del imperio y usó tanto al ejército regular como a foederati hunos y alanos además de contar con apoyo del Imperio oriental. Para finales de la década de 430 había conseguido restablecer un precario equilibrio tras suprimir las revueltas bagaudas, contener a los pueblos del Rin, eliminar el reino burgundio, mantener a los suevos en Gallaecia e impedir que los vándalos asentados en Mauritania invadiesen la provincias más ricas de la diócesis africana.

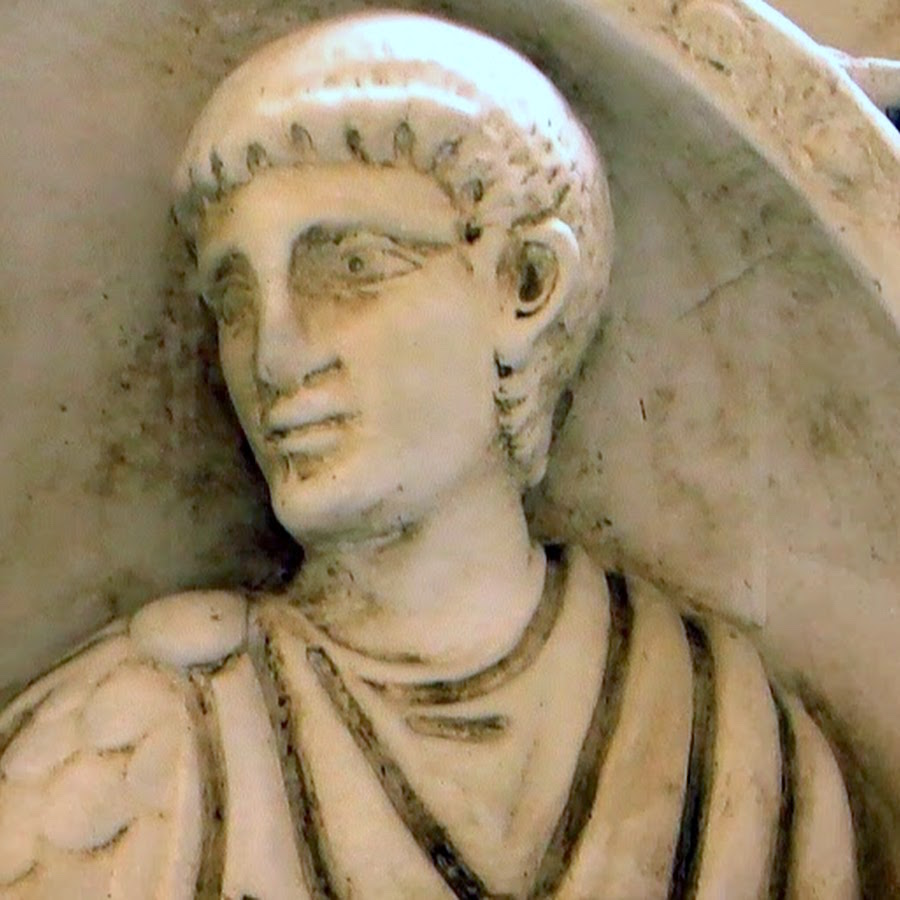
Fl. Aecio. Con los escasos recursos militares del imperio pudo contener la expansión de los reinos bárbaros y hacer frente a la invasión de Atila.

La nueva situación alcanzada por Aecio se vio pronto ante dos importantes desafíos planteados por hunos y vándalos. Los primeros habían conseguido centralizar su imperio bajo Atila, expandirlo y llevarlo a la cima de su poder lo que tuvo como primera consecuencia la pérdida de la ayuda militar que habían supuesto los contingentes hunos mercenarios. Los segundos acometieron la invasión del resto de África y en 439 consiguieron arrebatar al imperio su principal fuente de recursos. Se organizó una expedición conjunta de los ejércitos occidental y oriental para acabar con los vándalos, pero tuvo que cancelarse porque los hunos invadieron los balcanes y las tropas orientales tuvieron que regresar para defenderlos. Mientras tanto, los suevos aprovecharon la oportunidad para expandir su reino y para el año 446 habían conseguido controlar toda la península ibérica excepto la Tarraconense. Aunque en la Galia se pudo controlar la situación y suprimir alguna revuelta bagauda, se tuvo que aceptar que los burgundios —que ahora huían de los hunos— entrasen de nuevo en territorio imperial y se asentasen en Saboya. La pérdida de África agravó, de manera determinante, la crisis financiera que arrastraba el imperio desde que perdió los primeros territorios a manos de los invasores. Ya no se recibían los ingresos de Britania, de gran parte de Hispania y África así como una parte de los de Galia lo que obligó a tomar medidas draconianas para elevarlos en las zonas que todavía se controlaban.
Atila aprovechó esta crítica situación para dejar en paz al Imperio oriental e invadir la parte occidental. Entró por la frontera del Rin en 451 y solo pudo ser detenido por una coalición de romanos, godos, alanos, burgundios y francos. Los hunos se retiraron a Panonia y al año siguiente volvieron a invadir el imperio, esta vez, con el objetivo de Italia donde Aecio, sin la ayuda de los pueblos bárbaros asentados en la Galia, no tenía suficientes tropas para hacerle frente. Un oportuno ataque del Imperio oriental en el área central del Imperio huno hizo que Atila desistiese de su invasión y retornase a sus bases aunque murió antes de llegar a ellas.
En cuanto a Aecio, la pérdida de los recursos militares hunos que había utilizado durante los años anteriores y el fin de la amenaza de Atila debilitaron significativamente su posición como hombre fuerte del gobierno. Un senador, Petronio Máximo, convenció a Valentiniano III —quien ya tenía 35 años de edad— de que no necesitaba más al militar y le animó a deshacerse de él. Aecio fue asesinado por el propio emperador en 454 y este murió, apenas seis meses después, a manos de un guardaespaldas del general.

### Los últimos emperadores (455-476)

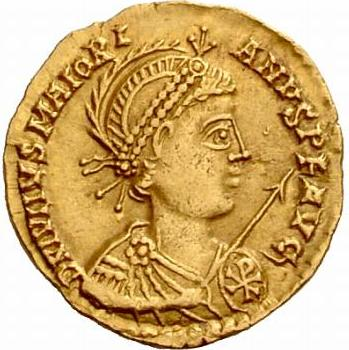
Mayoriano. Él y posteriormente, Antemio fueron los últimos emperadores que trataron de revertir, sin éxito, la expansión de los reinos bárbaros, especialmente el de los vándalos.

Valentiniano III no pudo dejar dispuesta su sucesión y carecía de hijos varones de tal manera que, con su asesinato, se extinguió la dinastía teodosiana en el Imperio occidental y este entró en nueva fase de su historia. Más allá de los límites imperiales, la muerte de Atila condujo pronto a la desintegración del Imperio huno y que algunos pueblos germánicos sometidos a él buscasen, ahora, su fortuna dentro del ámbito romano, bien como contingentes foederati —hérulos y esciros— u ocupando su territorio —ostrogodos—. La desaparición de Aecio, por su parte, significó la pérdida de un líder militar indiscutido de tal manera que la capacidad de influencia dentro de la política romana se dividió entre varios actores: el Imperio oriental, los ejércitos situados en Italia, la Galia e Ilírico, respectivamente así como los grupos bárbaros instalados dentro del imperio: godos, vándalos, francos, suevos y burgundios quienes siempre esperaban algún tipo de recompensa por su apoyo.
Petronio Máximo consiguió alzarse como emperador y su primer movimiento fue enviar a Avito —un senador galorromano— a la Galia para recabar apoyos, en especial el de los visigodos. Mientras tanto, los vándalos aprovecharon la confusión para expandir su reino: ocuparon las provincias africanas que, todavía, controlaba el imperio, así como las islas de Córcega y Cerdeña tras lo que lanzaron una expedición contra la propia ciudad de Roma que saquearon ese mismo año 455. Durante el pánico previo a su llegada, la población linchó a Petronio y cuando la noticia llegó a Avito, este se proclamó emperador respaldado por los senadores galorromanos y los visigodos. A estos últimos, a cambio de su apoyo, les permitió hacerse con las provincias hispanas donde redujeron a los suevos al núcleo original de su reino. El ejército italiano y el Imperio oriental, sin embargo, se negaron a reconocerlo de tal manera que, cuando intentó hacerse valer en Italia, fue derrotado el 17 de octubre de 456 por el ejército estacionado allí al mando de Ricimero.
Siguió, entonces, un periodo de interregno de dieciocho meses durante el que se negoció entre los ejércitos romanos y la corte de Constantinopla un candidato de consenso. El elegido fue Mayoriano a quien se proclamó en Rávena el 28 de diciembre de 457 y que, durante los cuatro años de su gobierno, intentó recuperar los territorios perdidos desde la muerte de Aecio. Tuvo éxito en la Galia e Hispania, pero, cuando se preparaba para atacar a los vándalos, fue derrotado decisivamente en la batalla de Santa Pola y a su regreso a Italia se vio depuesto por Ricimero. Como comandante del ejército italiano, este hizo proclamar a Libio Severo para sucederle, pero no fue aceptado por el resto del ejército ni por el Imperio oriental de tal manera que no pudo ejercer su poder más allá de la península italiana.

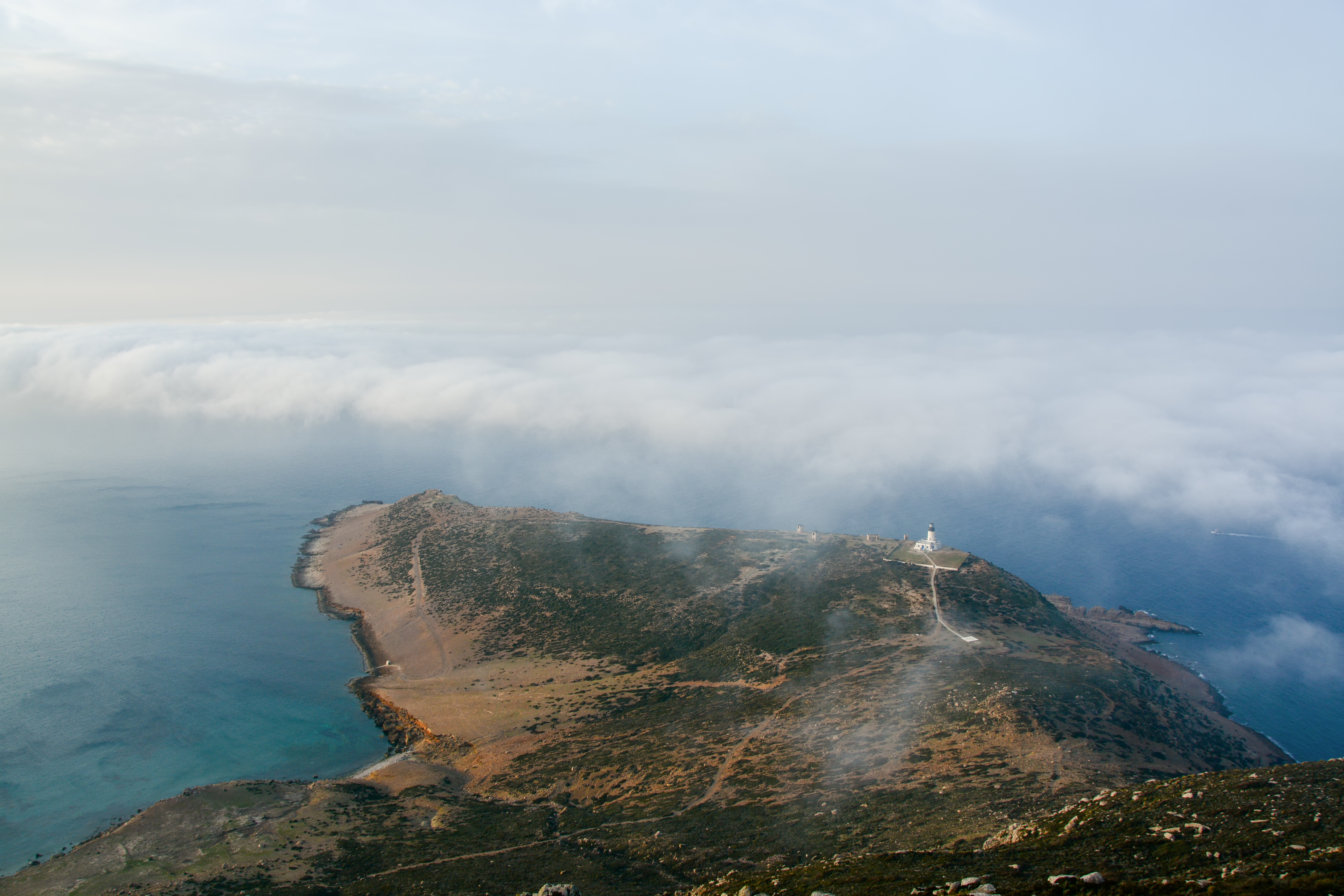
El cabo Bon en la costa Africana. Junto a él una coalición de los Imperios occidental y oriental sufrió una estrepitosa derrota naval frente a los vándalos en 468 que condenó al Imperio occidental a la desaparición.

Se volvió a negociar otro candidato de consenso y el gobierno de Constantinopla pudo imponer a Antemio, tras lo cual Libio Severo fue asesinado. Cualquier posibilidad de parar la desintegración del Imperio occidental pasaba, inevitablemente, por eliminar a los vándalos y recuperar las ricas provincias africanas de tal manera que, con sus ingresos, se pudiese volver a formar una fuerza militar suficiente para enfrentarse al resto de bárbaros instalados en él. Se hizo, entonces, un último esfuerzo conjunto con la mitad oriental para llevarlo a cabo y una gran flota partió hacia África en 468, pero sufrió una estrepitosa derrota en la batalla de Cabo Bon lo que dejó sentenciado su destino. Durante los ocho años siguientes, los diferentes reinos bárbaros existentes —vándalo, suevo, godo, franco, burgundio, alamán, rugio y ostrogodo— se vieron libres para consolidar o extender sus propios dominios mientras que en Italia gobernaron una serie de emperadores —Olibrio, Glicerio, Julio Nepote y Rómulo Augustulo— que nada pudieron hacer para evitarlo. Finalmente, el 4 de septiembre de 476, Odoacro, un subordinado del comandante del ejército italiano, dio un golpe de Estado, depuso al último emperador y envió una embajada a Constantinopla con las insignias imperiales. Indicó a Zenón —el emperador oriental— que Occidente ya no necesitaba un emperador propio y le pidió que le nombrase como administrador de Italia en su nombre. Zenón se negó, pero no emprendió ninguna acción contra él y Odoacro se proclamó rey de Italia al estilo del resto de líderes germanos. La práctica totalidad de lo que un día fue el Imperio romano occidental quedó, entonces, sustituido por una serie de reinos bárbaros:

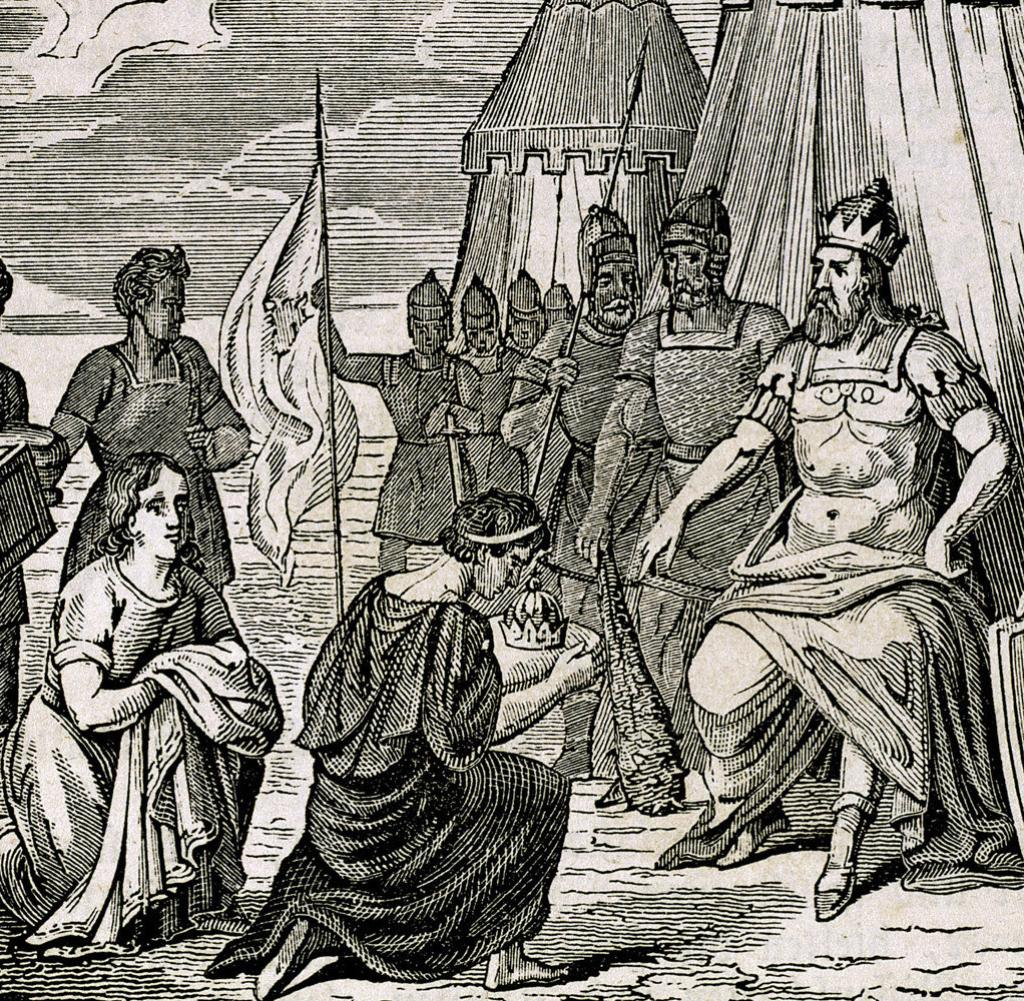
Imagen representando la deposición de Rómulo Augústulo —el último emperador— por Odoacro.

- El reino suevo en la provincia de Gallaecia.
- El reino visigodo en gran parte de Hispania y la Galia.
- El reino franco en el norte de la Galia.
- El reino alamán en el noreste de la Galia.
- El reino burgundio en el este de la Galia.
- El reino rugio la provincia de Nórico Ripense.
- El reino ostrogodo en las provincias de Panonia.
- El reino vándalo en las provincias orientales de la diócesis de África, las islas baleares, Córcega, Cerdeña y Sicilia.
- El mauro romano en las provincias occidentales de África.
- El reino de Italia en la península homónima y Nórico Mediterráneo.
- Los reinos anglos, sajones y jutos en el este de Britania.

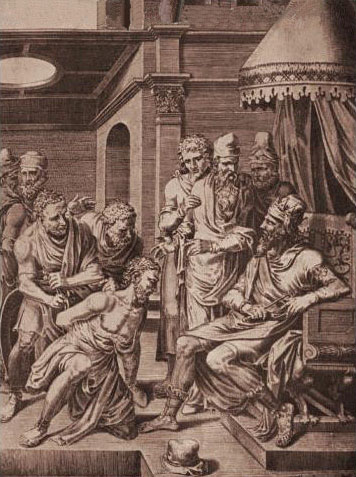
Representación de la entrega de Siagrio a Clodoveo en 486.

Una parte del territorio imperial, con todo, no quedó dentro de estos reinos, sino que se transformó en una serie de enclaves herederos de la anterior Administración imperial que se mantuvieron auto gobernados durante periodos que fueron desde unos años hasta bien avanzada la Edad Media:
- La parte occidental de Gran Bretaña.
- Las áreas montañosas de Hispania situadas al este de Gallaecia.
- Armórica.
- Un área entre el río Loira y el reino franco gobernada por Siagrio.
- Un área alrededor de la ciudad de Tréveris gobernada por Arbogasto.
- La ciudad de Ruan gobernada por Ubaldo.
- La provincia de Dalmacia gobernada por Julio Nepote.

## Gobierno y Administración

### La figura del emperador
El emperador era el jefe de Estado y contaba con un poder, prácticamente, absoluto: «controlaba la política exterior y declaraba la guerra o la paz a su voluntad; podía imponer los impuestos que desease y gastar el dinero según su criterio; nombraba a quien tenía por conveniente para cualquier puesto fuese militar o civil; tenía poder de vida o muerte sobre cualquier persona dentro del imperio; era la única fuente de ley y promulgaba nuevas normas o derogaba las antiguas a su antojo». Con todo, se mantenían ciertas peculiaridades del principado cuando el emperador era considerado, en teoría, un primus inter pares de tal manera que, aunque era un gobernante absoluto, no podía ser un gobernante arbitrario. Debía respetar las leyes vigentes —lo que, generalmente, hacía— y se entendía que su soberanía derivaba de la voluntad popular manifestada, de manera tácita, por la opinión del ejército, los altos funcionarios y el senado. Aunque, en teoría, su puesto no era hereditario, sino electivo, en la práctica los emperadores procuraban hacer aceptar, en vida, a un familiar como sucesor nombrándolo coemperador (augusto) o subordinado a él (césar).
La población y en especial, el ejército, manifestaron durante esa época un fuerte sentimiento de lealtad a la dinastía gobernante debido a que esto proporcionaba estabilidad al imperio. De este modo, desde el nombramiento de Maximiano como augusto, el Imperio occidental fue regido por tres dinastías durante el 74 % de sus, casi, dos siglos de existencia:
- 286-317 (26 años): emperadores de la tetrarquía.
- 312-363 (51 años): dinastía constantiniana.[n. 9]
- 363-364 (1 año): gobierno de Joviano.
- 364-392 (28 años): dinastía valentiniana.
- 392-394 (2 años): usurpación de Eugenio.
- 394-455 (61 años): dinastía teodosiana con la interrupción de Juan entre 423 y 425.
- 456-476 (20 años): 9 emperadores nombrados por el magister militum o por el Imperio oriental.

### Alrededor del emperador

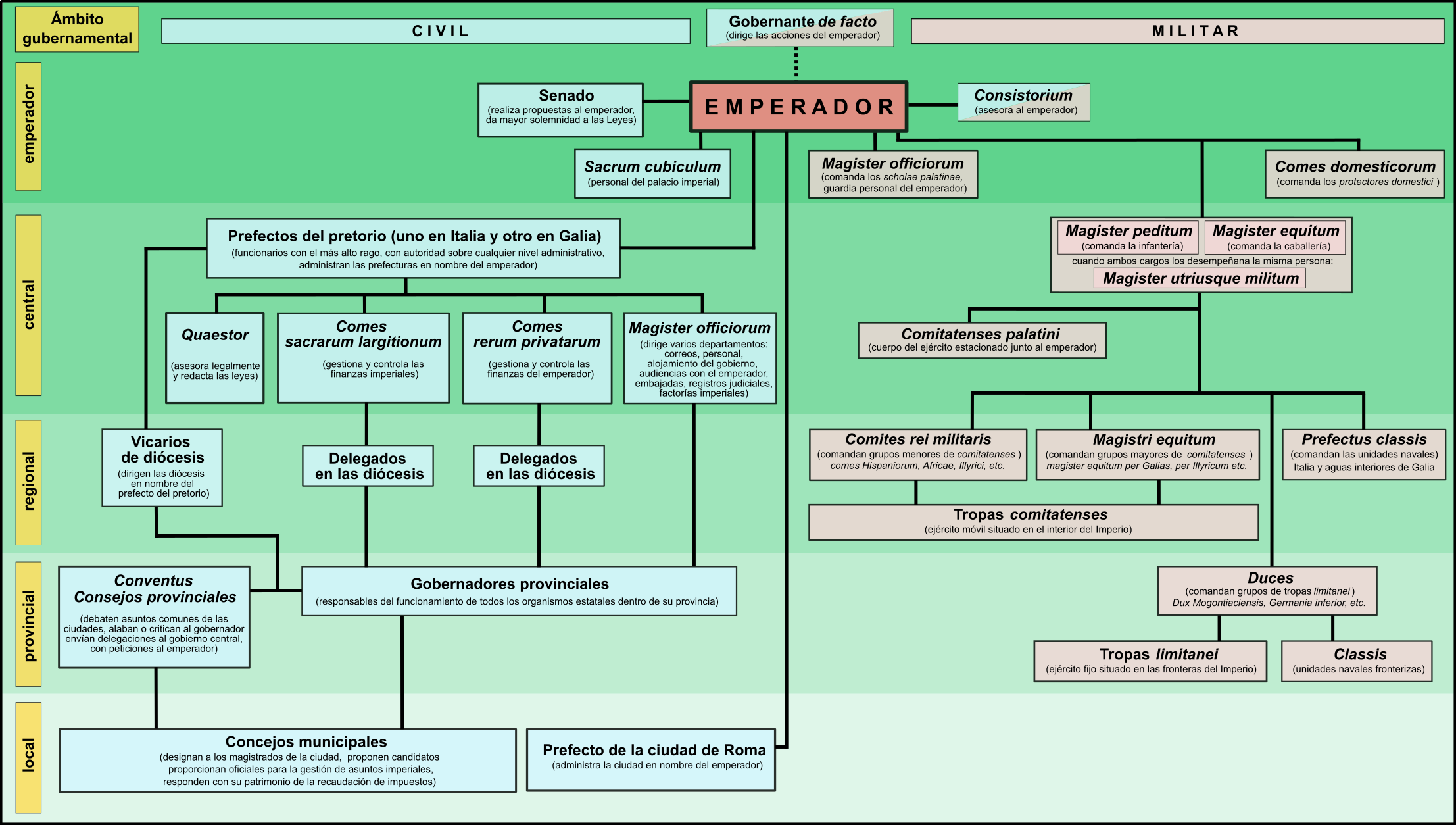
Organigrama gubernamental civil y militar del Imperio romano occidental sobre el año 400 según se desprende de la Notitia dignitatum.

#### Gobernantesde facto
La costumbre de nombrar augusto o césar a un familiar menor de edad para asegurar la sucesión dinástica, hizo aparecer la figura del tutor o regente quien ejercía el gobierno de facto cuando el emperador fallecía sin que el sucesor tuviese edad suficiente para gobernar por sí mismo. También, cuando el nuevo emperador tenía una personalidad débil y pusilánime, una figura dominante surgía dentro de la corte y dirigía sus acciones. Ocurrió con Justina y Arbogasto durante el gobierno de Valentiniano II y, posteriormente, con todos los sucesores de Teodosio en el Imperio occidental. Salvo las regencias de Justina (383-388) y Gala Placidia (425-429) además de los episodios de Olimpio y Jovio, este papel lo desempeñó el jefe del ejército o magister militum. Tras la muerte —en 455— de Valentiniano III —último representante de la dinastía teodosiana— la mayoría de emperadores fueron personas elevadas al cargo por los sucesivos magistrii militum quienes esperaban dominarlos como sus marionetas.

#### Elconsistorium
Para asistir al emperador en su toma de decisiones y como tribunal de última instancia para algunos delitos, existía el sacrum consistorium, un órgano formado por una asamblea de altos funcionarios civiles y militares así como otro tipo de personas seleccionadas directamente por el emperador. En él se debatían los asuntos del imperio, tanto rutinarios como de alta política, y se aconsejaba al emperador para que este tomase una decisión al respecto. El consistorium recibía y escuchaba a delegaciones del senado, las diócesis, las provincias, las ciudades o del extranjero. También accedían a él personas particulares cuando su asunto afectaba a temas de interés general.

#### Elsacrum cubiculum
El emperador contaba, también, con un grupo de personas a su servicio personal que formaban el personal del palacio o sacrum cubiculum y cuyo coste se pagaba con las rentas generadas por propiedades imperiales situadas en la diócesis de África. Se distinguía entre cubicularii (generalmente, eunucos), personal doméstico (castrensiani) y ujieres (silentiarii). Estaban bajo la dirección del praepositus sacri cubiculi, un funcionario nombrado personalmente por el emperador y cuyo rango solo era superado por los prefectos del pretorio, el prefecto de la ciudad de Roma y los magister militum.
La proximidad física que mantenían con el emperador hizo que alcanzasen un considerable poder e influencia con los que pudieron enriquecerse mediante sobornos por hacerle llegar cualquier tipo de peticiones. Esto llevó a que los cubicularii fuesen generalmente odiados por el resto del personal que trabajaba en la Administración imperial.

#### El Senado
El Senado de Roma continuó siendo un órgano asesor del emperador aunque, como este no residía en Roma y pocas veces la visitaba, esta función la asumió el consistorium que siempre se encontraba junto a él y le acompañaba allí donde viajaba. Esta situación condujo, por otro lado, a que el Senado ejerciese una mayor influencia sobre la ciudad de Roma y partes de Italia debido a la ausencia del emperador en estos lugares.
La relación entre ambos (Senado y emperador) se mantenía mediante embajadas y delegaciones que se enviaban mutuamente. El Senado dirigía al emperador peticiones e informes que este contestaba y, por su lado, enviaba al Senado leyes y les requería su aprobación cuando era necesario dotarlas de una mayor solemnidad.
El número de senadores aumentó considerablemente, ya que el nombramiento se convirtió en recompensa tras una larga y exitosa carrera dentro de la administración imperial. Como no todos ellos vivían en Roma, sino que buena parte lo hacía en las provincias, surgió con el tiempo una diferenciación entre ellos que dio más autoridad a los que residían en la capital.
Durante las últimas décadas de existencia del Imperio occidental, la aprobación del Senado se convirtió en un elemento para otorgar legitimación a los numerosos emperadores que gobernaron el imperio, además de servir como conducto para la comunicación con el gobierno oriental establecido en Constantinopla.

### Estructura gubernamental civil

#### Gobierno central
El gobierno central del imperio se encontraba siempre junto al emperador y viajaba con él cuando este se trasladaba por motivos militares o de otra índole. Hasta la muerte de Teodosio —en 395— las ciudades más habituales donde residieron los emperadores occidentales fueron Tréveris, Milán y Sirmio. Honorio se estableció de manera permanente en Milán y posteriormente, en Rávena que sería la sede gubernamental hasta el final del imperio salvo pequeños periodos en que alguno de los últimos emperadores se trasladaron a Roma.
El funcionario de más alto rango dentro del gobierno era el prefecto del pretorio. Existía uno junto a cada augusto o césar que controlaba una parte del imperio y avanzado el siglo IV, se asignaron a las divisiones geográficas del mismo denominadas prefecturas del pretorio. Cuando el emperador se encontraba en alguna de las dos, el prefecto del pretorio correspondiente era el que trabajaba junto a él y se le denominaba in praesenti. Tenía autoridad sobre cualquier esfera del aparato gubernamental. Inicialmente, bajo Maximiano, controlaba tanto el aparato civil como el militar aunque Constantino redujo sus competencias al crear los puestos de magister peditum y equitum lo que limitó su ámbito de actuación al área civil donde desarrollaba tareas como:
- Tribunal de última instancia al que se podía recurrir desde cualquier ámbito judicial siendo únicamente posible, a veces, apelar después al propio emperador.
- Jurisdicción exclusiva sobre todos los gobernadores provinciales a quienes podía nombrar y sustituir con la confirmación posterior del emperador.
- A través de ellos, el control del correo imperial y las obras públicas.
- Reclutamiento y abastecimiento del ejército.
- Cobro de impuestos en especie cuando la moneda se devaluaba.
- Ser el conducto a través del que se enviaban las leyes y decretos a todos los ámbitos del imperio.

El trabajo del gobierno era asumido por cuatro departamentos dirigidos por altos cargos civiles que actuaban como los ministros contemporáneos:

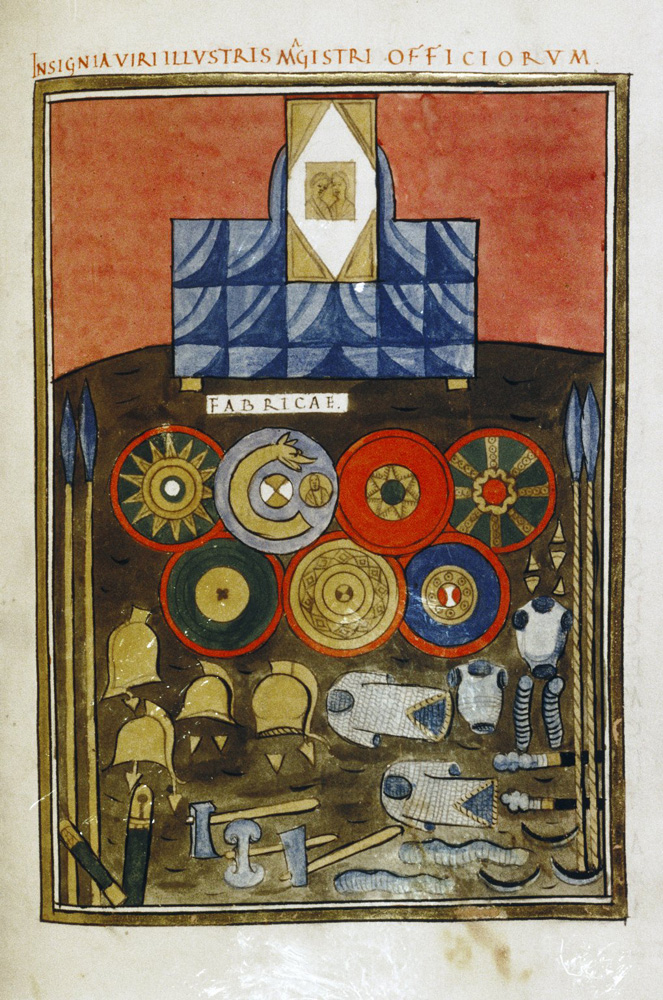
Ilustración utilizada en la Notitia dignitatum para representar el cargo del magister officiorum.

1.- El quaestor sacri palatii quien dirigía el asesoramiento legal del emperador y redactaba la legislación imperial que era aprobada por este. No tenía personal de ayuda, sino que hacía uso de la sacra scrinia.
2.- El maestre de los oficios o magister officiorum que tenía un variado tipo de responsabilidades:
- el control administrativo y disciplinario del personal que trabajaba en el gobierno incluyendo las tropas scholae palatinae,
- el control de los correos imperiales o agentes in rebus y la inspección del sistema postal o cursus publicus,
- la organización, a través de los mensores del alojamiento del emperador y su gobierno cuando viajaban,
- el control de las audiencias con el emperador, tanto de particulares como de delegaciones de ciudades, provincias o Estados extranjeros. Con estos últimos participaba activamente en la negociación de tratados.
- la dirección —junto al quaestor— de la sacra scrinia: un grupo de departamentos que organizaban las embajadas, redactaban las respuestas imperiales, emitían los documentos probatorios de los nombramientos para cargos civiles y militares, preparaban informes, llevaban los registros judiciales y determinaban cuando debía reunirse el consitorium.
- el control —junto a los prefectos del pretorio— de las factorías estatales de armamento que funcionaban a lo largo del territorio imperial.

3.- El encargado de las finanzas imperiales o comes sacrarum largitionum quien era el responsable de las minas de oro y plata repartidas por todo el imperio, de recaudar los impuestos fijados en moneda y de emitir esta en las cecas. Con el dinero que obtenía, pagaba los salarios del ejército y del personal civil en la Administración.
4.- El encargado de las finanzas personales del emperador (comes rei privatae) que gestionaba las propiedades imperiales se encargaba, por su parte, de cobrar las rentas que generaban y vigilar que no fueran usurpadas.

#### Gobierno regional

Mapa del Imperio romano occidental en el año 400 dividido en prefecturas del pretorio, diócesis y provincias.

El Bajo Imperio romano estaba dividido administrativamente en zonas geográficas denominadas prefecturas del pretorio. Cada una estaba dirigida, como se ha visto, por un prefecto del pretorio y las provincias existentes en ellas se agrupaban en varias diócesis que eran gestionadas por delegados suyos denominados vicarios. Dentro del Imperio occidental existían dos prefecturas con un total de ocho diócesis:
La prefectura de las Galias que abarcaba las diócesis de:
- Britania con capital en Londinium (Londres).
- Galia con capital en Augusta Treverorum (Tréveris)
- Vienense con capital que osciló entre Vienna (Vienne), Burdigala (Burdeos) y Arelate (Arlés).
- Hispania con capital en Augusta Emerita (Mérida).

La prefectura de Italia que abarcaba las diócesis de:
- Panonia con capital en Sirmio (Sremska Mitrovica).
- Italia Anonaria con capital en Mediolanum (Milán)
- Italia Suburbicaria con capital en Roma
- África con capital en Cartago.

El trabajo de los vicarios era, principalmente, supervisar la labor de los gobernadores provinciales bajo su jurisdicción. También actuaban como tribunal de apelación para las sentencias dictadas a nivel provincial.
Los ministerios de contenido económico dentro del gobierno central tenían, por su parte, delegados dentro de algunas diócesis:
el comes sacrarum largitionum contaba con:
- Delegados generales para los impuestos (rationalis summarum).
- Intendentes de los suministros (praepositus bastagae).
- Intendentes del tesoro (praepositus thesaurorum).
- Intendentes de los tejedores de oro y plata (praepositus branbaricariorum siue argentariorum).
- Encargados de las cecas (procurator monetae).
- Encargados de las factorías textiles gubernamentales (procurator gynaecii).
- Encargados de los telares de lino gubernamentales (procurator linyfii).
- Encargados de las tintorerías gubernamentales (procurator bafii).
- Condes de los mercados (comes commerciorum).

el comes rei privatae contaba con:
- Delegados de las rentas privadas del emperador (rationalis rei privatae).
- Encargados de las propiedades privadas del emperador (procurator rei privatae).
- Intendente de los suministros privados del emperador (praepositus bastagae privatarum).

#### Gobierno provincial

Mapa de los conventus en las provincias hispanas.

El territorio del Imperio romano estaba dividido en provincias dirigidas por gobernadores quienes eran los responsables de la ejecución de las órdenes que emanaban de instancias gubernamentales superiores así como del buen funcionamiento del aparato administrativo. Además actuaban como jueces de primera instancia y mantenían la ley y el orden. Entre sus tareas se pueden destacar: el cobro de cualquier tipo de impuestos y rentas personales del emperador, el mantenimiento del servicio de correo imperial, el mantenimiento de las obras públicas y la supervisión de los gobiernos municipales. El periodo de nombramiento solía ser de un año o dos y era uno de los primeros cargos que ocupaban los notables en su carrera política. Su autoridad se vio, en ocasiones, mermada frente a miembros de la élite provincial que tenían un rango y estatus superior y los puenteaban para tratar directamente con los niveles superiores de la Administración.
En cada provincia existían varios conventus o concilium provinciae, una asamblea anual de los miembros más destacados dentro de los concejos de las principales ciudades en una demarcación provincial. Su misión era conducir la religión romana (durante la época del politeísmo romano), elegir al sacerdos provinciae, organizar juegos en honor al emperador en la capital provincial, debatir y solucionar asuntos que les afectaban mutuamente, alabar o criticar la labor del gobernador provincial y principalmente, comunicarse con el emperador mediante el envío de una delegación al mismo con peticiones que eran respondidas con edictos. Para evitar la saturación del gobierno central con estas peticiones, se debían realizar primero al prefecto del pretorio que solucionaba, el mismo, las de menor importancia y autorizaba su continuación hasta el emperador para aquellas que sobrepasaban sus competencias.

#### Gobierno municipal

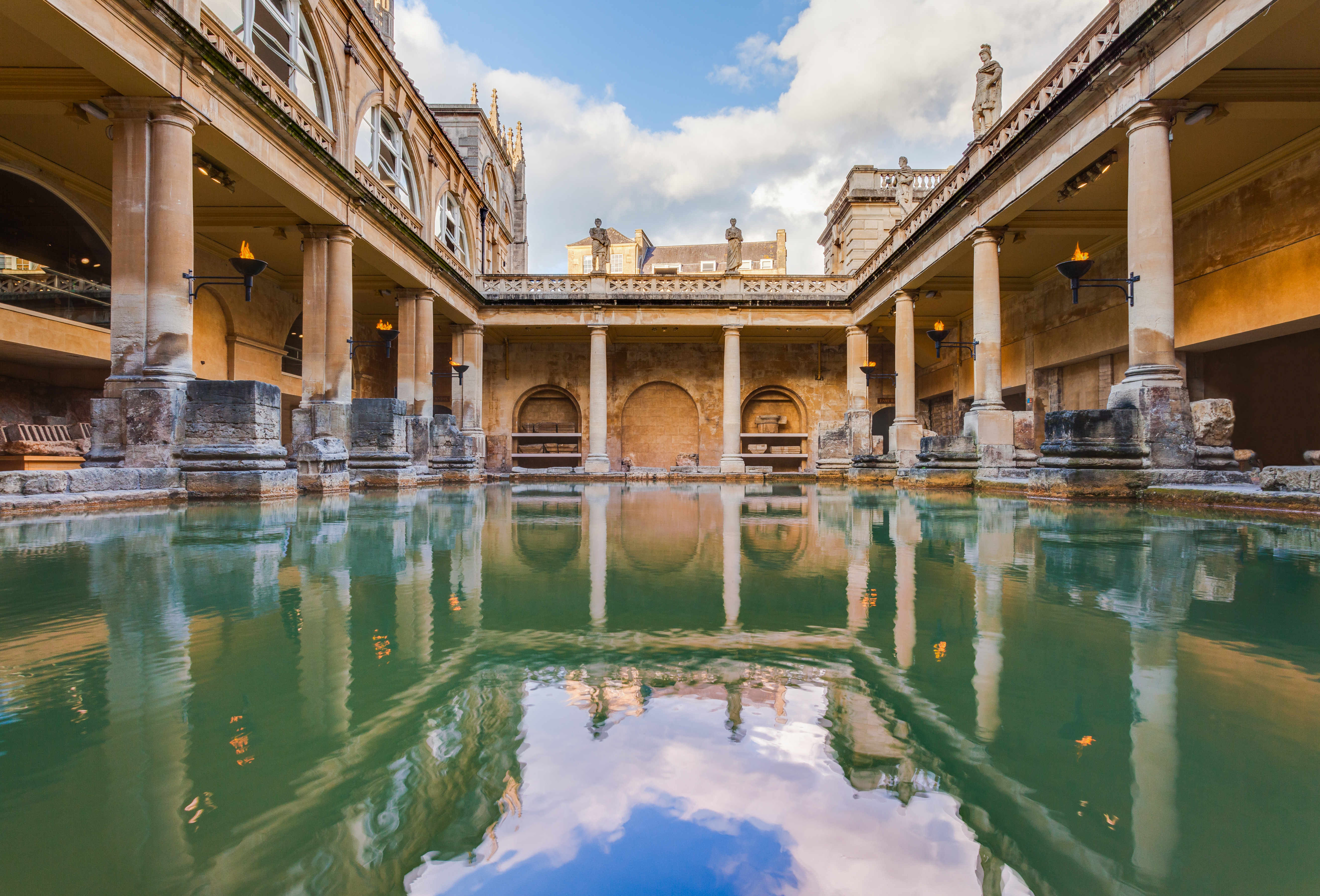
El mantenimiento de los baños públicos era una de las principales cargas financieras de los municipios.

El Imperio romano se podía considerar como «una aglomeración de ciudades (civitates), comunidades auto gobernadas y responsables de la administración en las áreas que ocupaban, sus territorios». «Constitucional y administrativamente, las ciudades eran las células que formaban el imperio mientras que, geográficamente, su mapa era un mosaico de territorios municipales».
A lo largo de su historia, el gobierno imperial había mantenido una política consistente en conservar las comunidades políticas preexistentes en cada territorio y ejercer su autoridad de manera indirecta a nivel local mediante la imposición de unas reglas generales a través del nivel superior de la Administración provincial. De esta manera, dejaba el gobierno de las ciudades a un concejo municipal (latín: ordo o curia) formado por miembros vitalicios denominados decuriones y elegidos por cooptación. Entre ellos, existía un grupo prominente que actuaba como líderes de los demás y a los que se les denominaba como principales. Su misión era nombrar los magistrados y oficiales para el gobierno y la prestación de servicios en la ciudad así como para la gestión de las competencias imperiales dentro de su demarcación. Igualmente, proponían candidatos para los puestos cuya designación estaba reservada a las autoridades imperiales de niveles superiores.
Ser miembro del concejo conllevaba un importante riesgo financiero, ya que debían responder con su patrimonio personal de los quebrantos económicos que causasen las personas que designaban en el desempeño de su cargo. Además, tenían que soportar una carga económica muy importante, ya que, tras la expropiación de tierras e impuestos municipales por Constantino I y sucesores, aumentó considerablemente la parte de los gastos municipales que tuvieron que asumir personalmente. Al ser obligatoria y de facto hereditaria, la condición de decurión cuando se contaba con un mínimo patrimonio, aquellos que disponían de más recursos buscaron evitar su inclusión por varias vías como seguir una carrera profesional dentro de la Administración imperial, enrolarse en el ejército, convertirse en eclesiástico o alcanzar el rango senatorial. En esta situación, el gobierno imperial respondió con una continua promulgación de leyes que buscaban evitar abusos y hacer lo más difícil posible alcanzar una exención de tal condición.

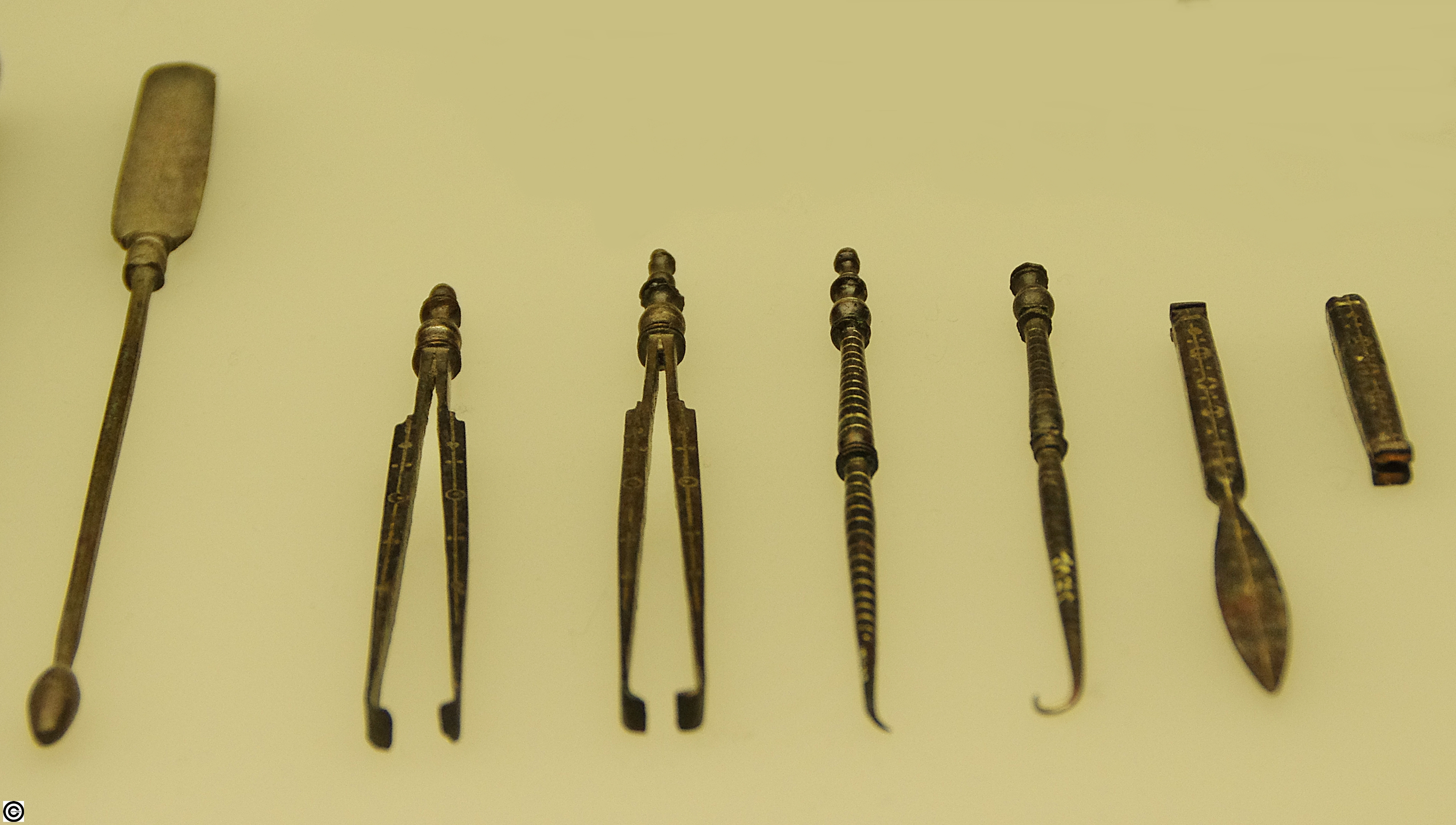
Instrumental médico romano. Los municipios mantenían a doctores públicos para atender a la población.

Los servicios e infraestructura municipales variaban según el tamaño de la ciudad. La mayoría de ellas contaban con policía para mantener el orden y con un defensor civitatis cuya misión era defender a las capas más débiles de la población frente a los poderosos y administrar justicia para asuntos sencillos. El concejo regulaba el mercado local, vigilaba los pesos y medidas que se utilizaban, procuraba que no hubiera escasez de pan y que su precio se mantuviese accesible para la población. Cuando su tamaño lo permitía, mantenían del erario municipal a médicos públicos, profesores de gramática y retórica además de organizar juegos para entretenimiento de la población. En cuanto a infraestructura, disponían de suministro de agua que se canalizaba a las fuentes y los baños públicos además de —previo pago de una tasa— a domicilios particulares. Contaban con los edificios públicos que se realizaron durante el principado a los que se añadieron instalaciones defensivas y debían mantenerlos todos a su cargo lo que suponía uno de los principales gastos municipales. La pérdida de tierras y rentas municipales que supuso la citada expropiación realizada por Constantino no pudo ser compensada completamente con las aportaciones de los miembros del concejo y esto llevó a un deterioro del nivel de servicios y calidad de infraestructura respecto a lo que contaron en los siglos I y II.

## El ejército

### Estructura de mando

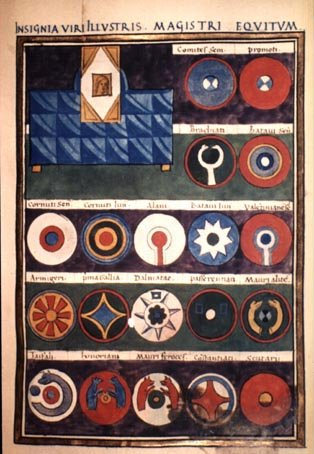
Ilustración utilizada en la Notitia dignitatum para representar el cargo del magister equitum.

El mando supremo del ejército lo tenía el emperador quien disponía de los magistri militum para dirigirlo: un magister peditum comandaba la infantería y un magister equitum la caballería; si una misma persona ocupaba ambos cargos se le denominaba magister utriusque militae. Durante el siglo IV, el propio emperador acompañó y dirigió al ejército en campaña, pero, a partir del gobierno de Honorio, lo normal fue que permaneciese en palacio y delegase completamente el mando en sus generales. Subordinados al magister militum estaban tanto los comandantes de grupos del ejército móvil —comites— como los de los del ejército fronterizo —duces— que dirigían tanto unidades de infantería como de caballería.
Tras incorporarse a filas, los futuros soldados se convertían en reclutas (tiro). Después de un entrenamiento pasaban a ser soldados de infantería (pedes) o caballería (eques) y podían acceder a la promoción básica de semissalis. Las siguientes promociones dentro de las unidades dependían de si eran herederas del principado o de nuevo tipo: en las primeras se mantenían los grados de decurión y centurión, en las segundas consistían en circitor, biarchus, centenarius, ducenarius, senator y primicerius. Los más destacados entre ellos podían ascender en la escala y para ello abandonaban su unidad y se convertían en protectores, un cuerpo de oficiales a los que se asignaba una amplia variedad de tareas y donde se testaba su capacidad de asumir responsabilidades. Tras unos años desempeñando esta labor podían asumir el mando de una unidad militar y se convertían en tribunos (en el ejército de campo) o prefectos (en el ejército fronterizo). Para ocupar puestos de mando no hubo discriminación por el origen y se otorgaban según la valía tanto a militares de origen romano como bárbaro.

### Tipos de tropas y distribución estratégica

#### Unidades junto al emperador

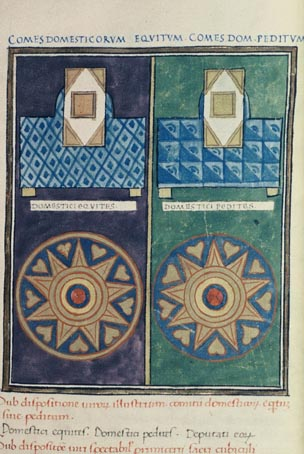
Ilustración utilizada en la Notitia dignitatum para representar el cargo del comes domesticorum.

Junto al emperador se situaban tres tipos de tropas: los scholae, los domestici y los palatini.
- Los scholae palatinae era la guardia imperial que actuaban como guardaespaldas personales y estaban directamente bajo su mando aunque, administrativamente, eran controlados por el magister officiorum.[243] Sustituyeron a la disuelta guardia pretoriana del principado y la formaban cinco regimientos de unos 500 hombres cada uno que sumaban 2500 efectivos de procedencia mayoritariamente germana.[243]
- Los protectores domestici era un cuerpo formado por jóvenes oficiales también conocidos como protectores.[244] Estaban dirigidos por el comes domesticorum y procedían tanto de soldados que se habían destacado dentro de sus unidades como otro tipo de personas seleccionadas directamente.[244] Como personal de confianza se les utilizaba para una variedad de misiones: llevar a los reclutas hasta sus unidades, inspeccionar el transporte de mercancías, detener a personas destacadas o preparar fortificaciones fronterizas.[245]
- Los comitatenses palatini era el grupo principal de los comitatenses y también el de mayor calidad.[246] Estaban compuestos de tres tipos de regimientos: vexillationes (caballería), legiones (infantería) y auxilia (infantería) y se situaban siempre cerca del emperador comandados por los magistri militum praesentales.[247] Fueron utilizados como cuerpo principal en las campañas dirigidas personalmente por el emperador (siglo IV) o para la defensa de Italia cuando estos permanecieron siempre en su residencia (siglo V). Gozaban de mayores privilegios que el resto del ejército y las posibilidades de promoción de sus oficiales eran mayores al estar a la vista directamente del emperador y sus generales.[248]

#### El ejército móvil ocomitatenses

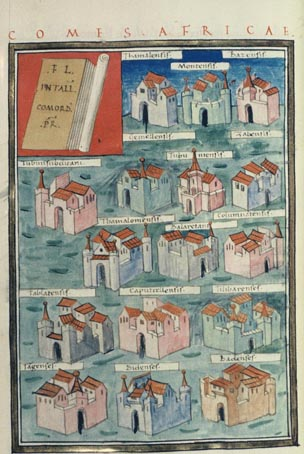
Ilustración utilizada en la Notitia dignitatum para representar el cargo del comes Africae quien comandaba el ejército de campo en la diócesis de África.

Las tropas comitatenses formaban un ejército móvil o de campo que, situado en el interior, eran la base para la estrategia de defensa en profundidad. Su misión era acudir allí donde se producía un intento de invasión para apoyar a las defensas fronterizas o acabar con el invasor si este había conseguido rebasarlas. Se dividían en grupos regionales repartidos por el imperio al mando de magistri militum (para los de mayor entidad) o comites. Sus regimientos eran legiones (infantería) y vexillationes (caballería) y en el cambio de siglo del III al IV se distribuían de la siguiente manera:
- En la diócesis de Italia Anonaria, los magistri praesentales, tenían bajo su mando directo al mayor grupo que estaba situado en el norte de Italia mientras que un comes dirigía un pequeño ejército en los pasos que comunicaban con Ilírico.

El magister peditum comandaba 38 unidades de infantería, 7 de caballería y 4 navales.
El magister equitum comandaba 32 unidades de caballería.
El comes Italiae comandaba 3 unidades de infantería situadas en los Alpes julianos.
- En la diócesis de las Galias:

El magister equitum per Gallias dirigía el segundo grupo en importancia. Comandaba 12 unidades de caballería, 51 de infantería y 4 navales.
El comes tractus Argentoratensis comandaba un número indeterminado de unidades situadas en el valle del alto Rin.
- En la diócesis de Hispania:

El comes Hispaniarum comandaba 16 unidades de infantería y actuaba dentro de las provincias peninsulares.
El comes Tingitaniae se situaba en la provincia africana y comandaba 7 unidades de caballería además de un grupo de unidades limitanei.
- En la diócesis de Britania:

El comes Britanniarum comandaba 3 unidades de infantería y 6 de caballería.
- En la diócesis de Panonia:

El comes Illyrici comandaba 22 unidades de infantería.
- En la diócesis de África:

El comes Africae comandaba 12 unidades de infantería y 19 unidades de caballería además de un grupo de unidades limitanei.

#### El ejército fronterizo olimitanei

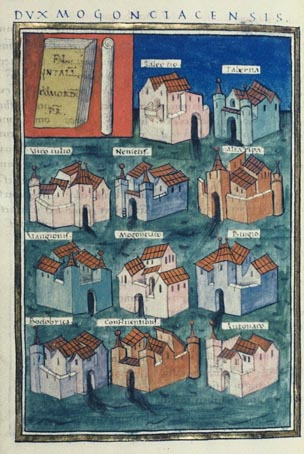
Ilustración utilizada en la Notitia dignitatum para representar el cargo del dux Mogontiacensis quien comandaba el ejército fronterizo en el medio Rin.

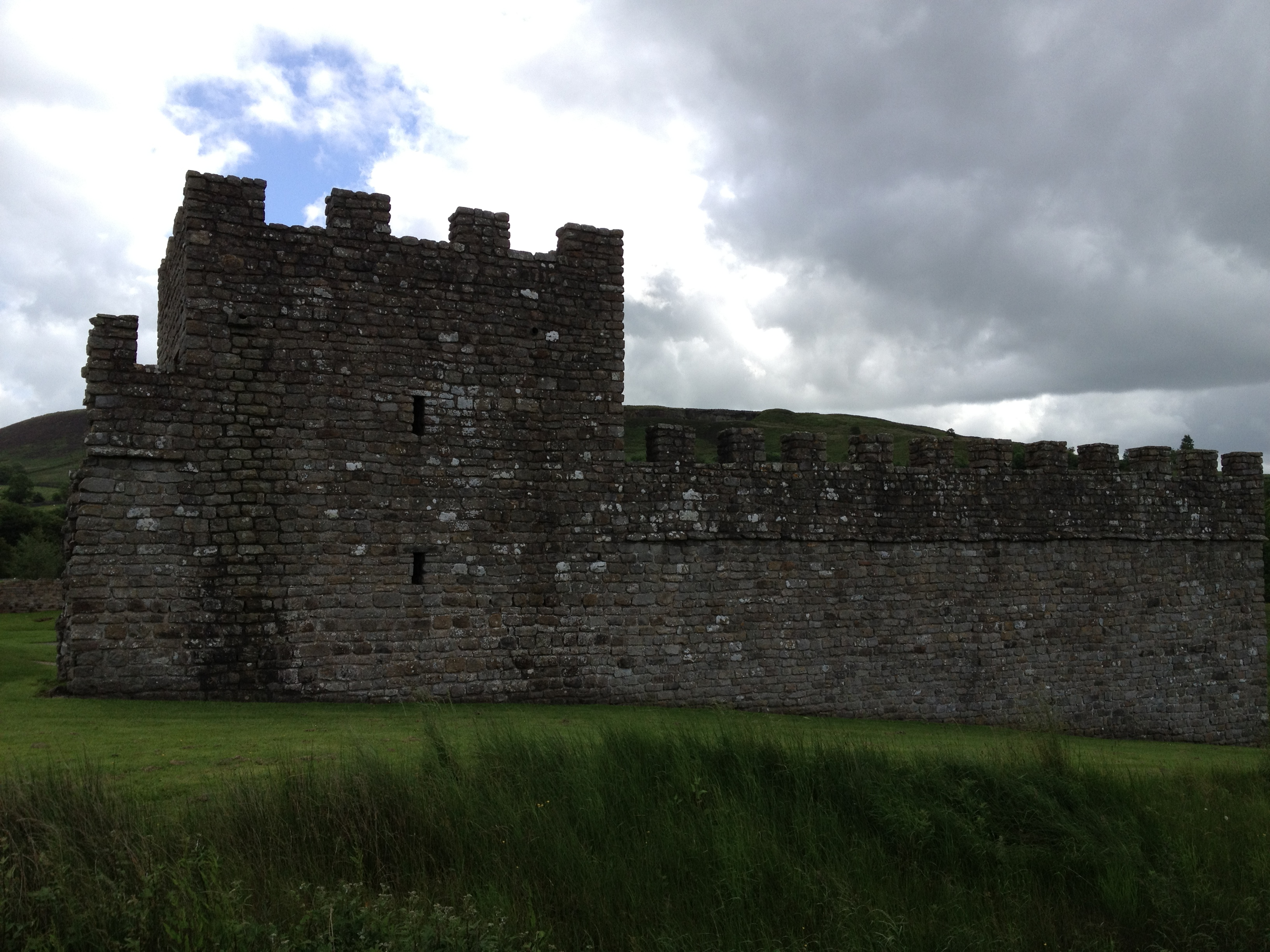
Ejemplo de fortaleza fronteriza romana.

Las tropas situadas de manera permanente junto a las fronteras se conocían como limitanei o ripenses. Formaban el mayor grupo dentro del ejército y se componían de legiones de infantería, unidades de caballería y cohortes auxiliares. Su misión era controlar los movimientos fronterizos y hacer frente a los intentos de invasión para lo que utilizaban una serie de posiciones fortificadas mientras que llegaban los refuerzos comitatenses. Estaban comandados por duces excepto en África, Tingitania y Britania donde los comites rei militaris estaban al mando tanto de comitatenses como de limitanei. Dentro de estas tropas se diferenciaba entre dos de mayor calidad: vexillationes o equites (caballería) y legiones (infantería), frente a otras unidades secundarias: alae o cunei equitum (caballería) y cohortes o auxilia (infantería). En determinadas zonas fronterizas (África y Panonia), la defensa se completaba con el uso de milicias de tribus fronterizas comandadas por oficiales romanos. A pesar de su carácter estático, algunas unidades se movilizaban para incorporarse temporalmente al ejército móvil y pasaban a denominarse pseudocomitatenses. En el cambio de siglo del IV al V, las unidades limitanei estaban distribuidas de la siguiente manera:
- En la diócesis de Britania:

El dux Britanniarum con 23 unidades de infantería defendía el muro de Adriano y con otras 14, la parte norte de la diócesis.
El comes litoris saxonici per Britannias comandaba 9 unidades que defendían la costa sureste de la isla.
- En la diócesis de las Galias:

El dux tractus Armoricani con 10 unidades de infantería protegía la costa de Armórica.
El dux Belgicae secundae con una unidad de infantería, otra de caballería y una naval, estaba al cargo de la defensa del siguiente tramo costero hasta la desembocadura del Rin.
El dux Germaniae secundae con un número indeterminado de unidades se responsabilizaba del tramo de la frontera del Rin entre su desembocadura y el río Lippe.
El dux Mogontiacensis con 11 unidades de infantería protegía el siguiente tramo hasta Estrasburgo.
El dux provinciae Sequanici con una unidad de infantería guardaba el curso superior del río y el acceso al valle del Ródano.
- En la diócesis de Italia Anonaria:

El dux Raetiae con 3 unidades de caballería y 18 de infantería estaba al cargo de la defensa de la frontera danubiana entre sus fuentes y el río Eno.
- En la diócesis de Panonia:

El dux Pannoniae primae et Norici ripensis con 13 unidades de caballería, 11 de infantería y 3 navales, guardaba el siguiente tramo hasta el río Raba en la actual Győr.
El dux Valeriae ripensis con 22 unidades de caballería, 19 de infantería y una naval protegía la frontera entre las desembocaduras de los ríos Raba y Drava.
El dux Pannoniae secundae ripariensis et Saviae con 15 unidades de caballería, 15 de infantería y 5 navales protegía el siguiente tramo del río hasta el río Sava donde se iniciaba del territorio correspondiente al Imperio oriental.
- En la diócesis de África:

El comes Africae comandaba 16 unidades limitanei, además de sus correspondientes unidades comitatenses.
El dux provinciae Tripolitanae comandaba 14 unidades y protegía la provincia de Tripolitania.
El dux Mauretaniae bajo las órdenes del comes Africae protegía las provincias de Mauritania Cesariense y Mauritania Sitifense con 8 unidades.
- En la diócesis de Hispania:

El comes Tingitaniae comandaba 8 unidades limitanei, además de sus correspondientes unidades comitatenses y guardaba la provincia africana al otro lado del estrecho de Gibraltar.

#### Los gruposfoederati
Los foederati eran unidades militares de fuera del imperio contratados como grupos completos y que actuaban al mando de sus propios comandantes sin estar sujetos a la disciplina y administración romana (esto les diferenciaba de los soldados extranjeros reclutados para el propio ejército imperial). Tenían la ventaja de ser más económicos que el ejército regular, ya que estaban entrenados y equipados lo que evitaba al imperio asumir ese coste. Además, solo eran contratados para campañas específicas tras las que volvían a sus hogares lo que eliminaba, también, el coste de mantenerlos ociosos y los premios de fin de servicio.
Aunque durante el siglo IV su uso fue ocasional, las bajas sufridas por el ejército occidental en la batalla del Frígido, la invasión del Rin y la guerra gótica hicieron que el uso de foederati aumentase considerablemente durante el siglo V y llegasen a formar la mayor parte de la fuerza militar. Si inicialmente, procedían de tribus fronterizas y aliadas, el mayor uso hizo que su naturaleza se ampliase desde grupos tribales bajo reyes hereditarios hasta contingentes formados por soldados de fortuna sin hogar aglutinados por un líder militar carismático. Algunos ejemplos de este tipo de tropas fueron:
- Crocus comandó un contingente de alamanes en Britania durante el gobierno de Constancio I.
- Uldin y sus hunos tuvieron un papel relevante en la defensa de Italia durante la invasión de Radagaiso.
- Goar y sus alanos fueron usados para estabilizar parte de la frontera del Rin tras la invasión de 407.
- Sarus y sus godos participaron en la guerra civil entre Honorio y Constantino de Britania.
- Sangibano, también, comandó otro grupo de alanos utilizados para sofocar a los bagaudas en Armórica y hacer frente a la invasión de Atila.
- Odoacro comandaba los foederati rugios y hérulos en Italia y fue el responsable del golpe de Estado que puso fin al Imperio occidental.

#### Las unidades navales

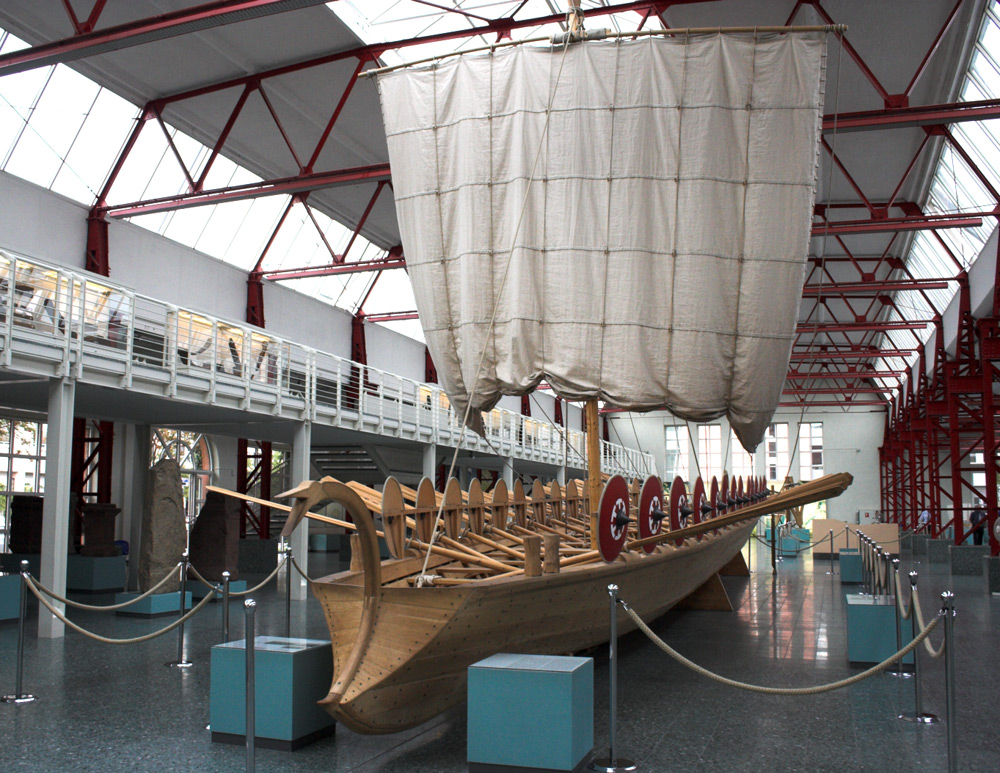
Reconstrucción de una nave militar romana como las que patrullaban el río Rin.

Las principales unidades navales o classis tenían su base en Rávena y Misenum. Grupos menores, por su parte, patrullaban los ríos fronterizos (Rin y Danubio) y los ríos importantes de la Galia. A inicios del siglo V su distribución era:
- En Italia:

Classis Ravennatium con base en Rávena.
Classis Comensis con base en Comun.
Classis Misenatium con base en Misenum.
- En la costa de la actual Bélgica:

Classis sambrica con base en Quartensis (St. Valery).
- En los ríos de la Galia:

Classis Ararica en el río Saona con base en Cabilonnum (Châlons-sur-Saone).
Classis Anderetianorum en el río Sena con base en Lutetia (París).
Classis fluminis Rhodani en el río Ródano con bases en Vienne (Viena) y Arelate (Arlés).
Classis barcariorum el lago Lemán con base en Eburodunum (Yverdon).
- En el río Rin:

Classis Germanica con base en Colonia.
- En el río Danubio:

Classis Comaginensis con base en Commagena (Tulln).
Classis I Pannonica con base en Servitium.
Classis Aegatensium con base en Siscia (Sisak).
Classis I Flavia Augusta con base en Sirmium.

### Reclutamiento

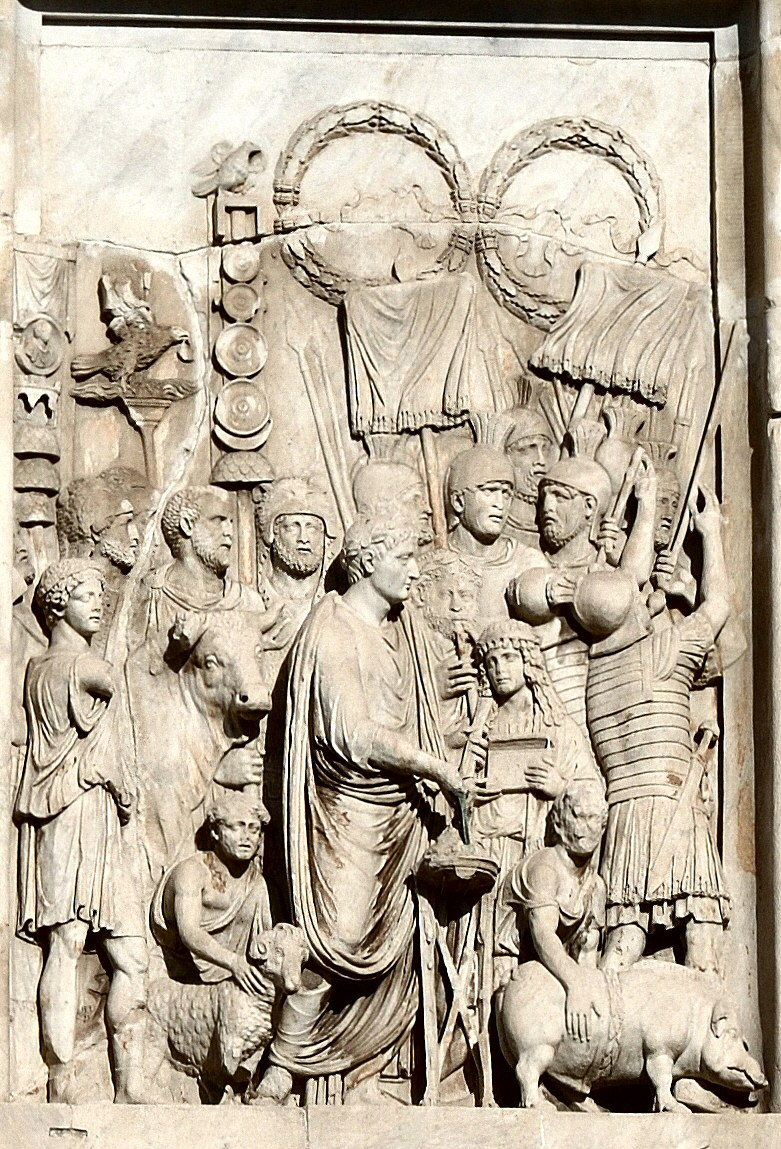
Representación de soldados romanos en el arco de Constantino.

Las fuentes de reclutamiento para el ejército se pueden dividir en dos grupos: ciudadanos romanos y población bárbara de fuera del imperio. Los esclavos eran enrolados muy pocas veces y solo en ocasiones de crisis extrema.
Dentro de los ciudadanos romanos se presentaban algunos voluntarios aunque la mayor parte se obtenía mediante una conscripción anual obligatoria a la que estaban sujetos los hijos de veteranos y la población rural. En esta última, los reclutas se aportaban en función de la cantidad de terreno cultivado y eran sustituibles por un importe fijado de dinero que se utilizaba para pagar a un voluntario que asumiese la obligación. La incorporación al ejército era muy impopular, ya que implicaba el traslado a una región muy distante del lugar de nacimiento. Esto hizo que no fuesen infrecuentes las automutilaciones y las deserciones antes de incorporarse a las unidades. Pasado este episodio, sin embargo, parece que la mayoría de los soldados aceptaban bien su destino y servían razonablemente satisfechos. El sistema de conscripción fue sustituido paulatinamente, en especial, desde el gobierno de Honorio, por el pago de una cantidad de dinero que se utilizaba para contratar tropas foederati. De esta manera, para la década de 440 bajo Valentiniano III, las levas de ciudadanos habían dejado de ser una medida habitual para convertirse en una de emergencia.
Los reclutas bárbaros —mayoritariamente germanos— se unían al ejército imperial atraídos por el mejor nivel de vida que tenían los soldados romanos en comparación con el que había en sus tribus de origen además de las perspectivas de carrera profesional. Existían varias vías para su incorporación: inmigrantes que eran aceptados dentro del imperio; prisioneros de guerra; perdedores de luchas intertribales dentro del Barbaricum que solicitaban refugio (dedicitii); cuotas impuestas a pueblos derrotados así como grupos bárbaros a los que se otorgaban tierras en el imperio con la condición de aportar hombres al ejército (laeti). Los soldados con este origen servían mezclados en las unidades y bajo mando de oficiales romanos (esto les diferenciaba de los foederati) y no hay evidencias de que fueran menos disciplinados o leales que sus compañeros con ciudadanía romana incluso cuando luchaban contra sus propias tribus de origen. De hecho, muchos de ellos se romanizaban durante su servicio y no volvían a sus lugares de nacimiento cuando eran licenciados.
Antes de incorporarse se comprobaba que los reclutas reunían unos requisitos físicos: debían estar sanos, tener entre 19 y 25 años (edad máxima ampliable hasta los 35 años para los hijos de veteranos que habían eludido la obligación de unirse al ejército) y medir un mínimo de 1,70 m. En este primer examen se hacía una selección y los que presentaban mejor condición física eran enrolados en los comitatenses mientras que el resto se asignaban a los limitanei.

### Condiciones de servicio

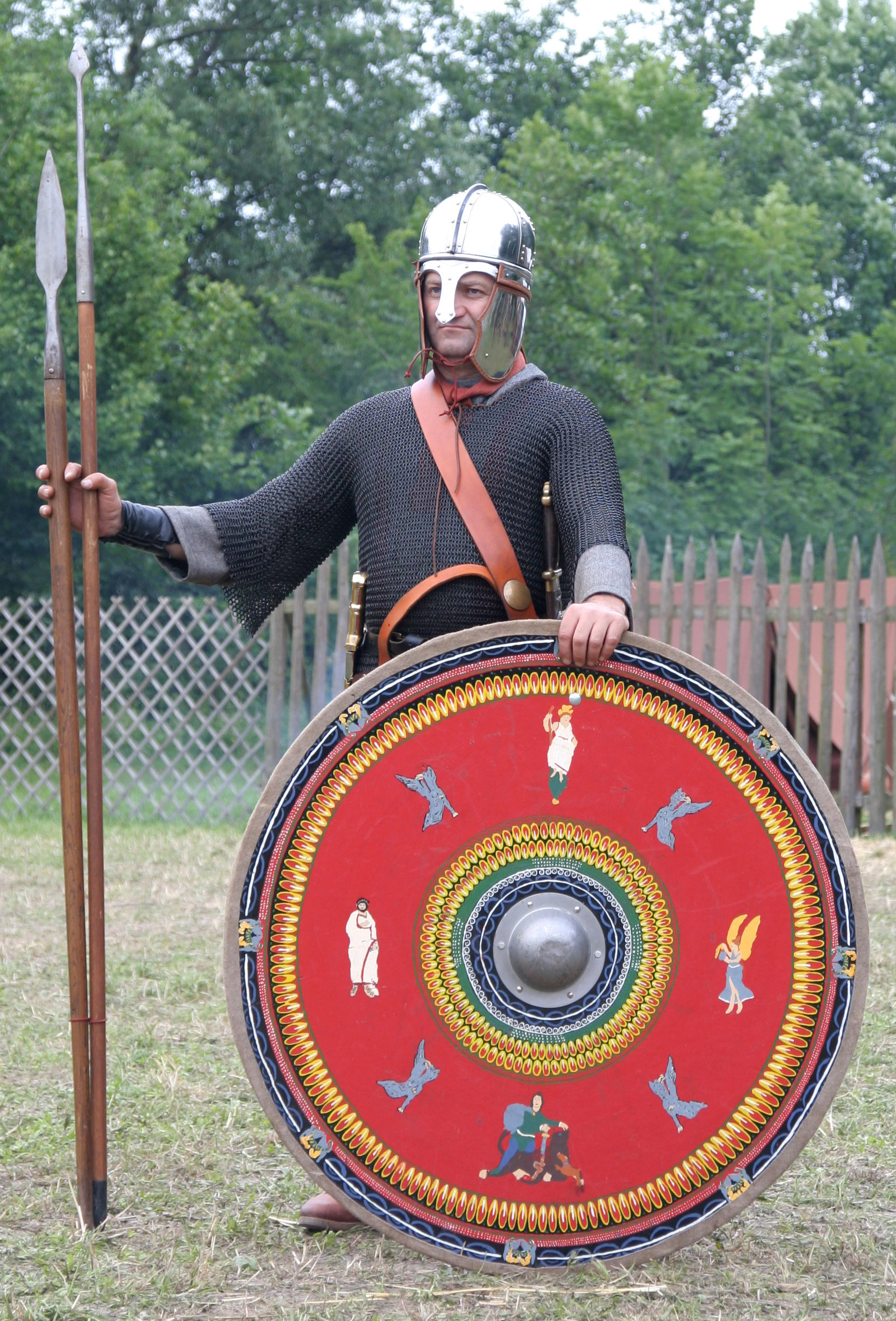
Recreación contemporánea de un soldado romano de finales del.

El salario de los soldados era principalmente en especie y se completaba con pagos anuales en metálico por servicio (stipendium) y por el aniversario del emperador (donativum) además de pagos quinquenales con este último motivo. Mientras que la entrega del dinero y la ropa eran responsabilidad del comes sacrarum largitionum, la oficina del magister officiorum se encargaba del armamento. Los suministros de comida y forraje, por su parte, eran labor de la oficina del prefecto del pretorio que actuaba a través de los vicarios y los gobernadores provinciales quienes los recogían y distribuían a través de los almacenes imperiales (horrea). Las raciones consistían en pan, carne, vino y aceite y podían conmutarse por dinero a unos precios prefijados. Para aquellos soldados que contaban con permiso para tener cerca a su esposa e hijos, algunos emperadores autorizaron la entrega de raciones, también, a las familias. El sistema de alojamiento era diferente según el tipo de ejército: los limitanei vivían en campamentos permanentes mientras que los comitatenses, por su naturaleza móvil, debían ser alojados en las ciudades por donde pasaban mediante el sistema de que sus ciudadanos dejaban un tercio de sus viviendas para este uso.
La incorporación al ejército conllevaba la ventaja fiscal de estar exento del impuesto personal (capitatio), ventaja que se extendía a personas de su entorno (esposa, padres) en función de la unidad donde servía el soldado. Normalmente, sus condiciones de vida eran mejores que las de la población en general e iban desde las más privilegiadas que disfrutaban las tropas palatinas a las más modestas que asumían los limitanei. Tras 20 años de servicio podían optar a un retiro básico (honesta missio) o continuar hasta los 25 y obtener uno más privilegiado (emerita missio). Con todo, si habían sido heridos, podían solicitar un retiro anticipado (causaria missio). Los veteranos obtenían varias recompensas: la básicas eran mantener la exención para él y su esposa del impuesto personal además de estar libres de tasas de mercado o aduana y obligaciones municipales. Profesionalmente tenían la opción de dedicarse al comercio y recibían para ello un pequeño capital inicial. Si, en su lugar, preferían convertirse en agricultores, se les daba una parcela de 20 iugeras exentas de impuestos y dos bueyes.

## Economía

### Sistema fiscal
Durante los primeros años del gobierno de Diocleciano se acometió una profunda reforma fiscal. La caótica situación económica del siglo III había hecho que el denario perdiese su valor como moneda y que, para mantener al ejército, se recurriese a requisas o indictiones de bienes en especie realizadas de manera arbitraria donde y cuando se necesitaban. La reforma consistió en hacer que estas requisas fuesen regulares y predecibles en el tiempo —una vez al año— y se distribuyesen equitativamente entre todas las provincias, ciudades y habitantes del imperio. Para ello se le dotó, por primera vez en su historia, de un presupuesto anual de necesidades en especie (comida, ropa, animales, reclutas y trabajadores para las obras públicas) que debían, luego, ser obtenidas de las denominadas «unidades fiscales». Estas eran de dos tipos: unidades de tierras de cultivo (iugum) y unidades de población rural (caput). Aunque la intención era que las primeras contribuyesen aportando los bienes en especie y las segundas en moneda, en algunas diócesis se equipararon ambas en la obligación de aportar bienes en especie. De esta manera, el gobierno imperial obtenía casi todo lo que necesitaba para mantener su Administración y el ejército sin tener que recurrir al uso del dinero. La distribución de lo obtenido suponía un desafío organizativo y logístico, ya que las tropas no estaban distribuidas uniformemente por todas las provincias, sino que se concentraban en las fronteras o en grupos móviles que se trasladaban de un lugar a otro según la necesidad.
Aparte de las necesidades del ejército y la Administración había que hacer frente a la construcción y mantenimiento de las obras públicas. Para ello se seguían varios sistemas: los limitanei eran los responsables de las fortificaciones fronterizas, las ciudades de sus edificios públicos, incluyendo las murallas, mientras que los gobernadores provinciales lo eran de las calzadas y puentes (cuyo coste se cargaba a los propietarios de tierras en las cercanías) así como de los graneros imperiales y las estaciones del transporte imperial. La mano de obra necesaria debía ser aportada obligatoria y gratuitamente por los municipios o por los propietarios de tierras mientras que los materiales se obtenían mediante requisas.
Los impuestos sobre la tierra y los personales formaban el grueso de los ingresos estatales y eran asumidos exclusivamente por el sector agrícola y la población rural. Existían, también, otras figuras impositivas que no recaían sobre ellos, pero que su aportación al conjunto de ingresos era mucho menor:
- La collatio lustralis que debían pagar cada cinco años los «comerciantes» grupo que, para este impuesto, se entendía en un sentido muy amplio e incluía también a tenderos, artesanos, prestamistas y prostitutas.[289] Se debía pagar en oro y plata y su elevado importe hacía que cuando se acercaba el momento del pago cundiese la desesperación en buena parte la población. No eran raros los casos en que, para conseguir el dinero, los padres vendiesen a sus hijos pequeños como esclavos o a sus hijas como prostitutas.[290]
- La collatio glebalis era una tasa anual y adicional al impuesto sobre la tierra, que debían pagar en oro las fincas cuyos propietarios eran senadores.[291]
- El aurum coronarium consistía en una corona de oro que regalaban los municipios al emperador con motivo del ascenso al poder, cada cinco años de su gobierno o por otros motivos especiales.[292] En teoría, este regalo se hacía de manera voluntaria, pero pasó a ser una costumbre cuyo cumplimiento era esperado por los emperadores.[292]
- El aurum oblaticium era un regalo similar que entregaban los senadores en las mismas ocasiones.[292]
- Las tasas al comercio presentaban dos tipos: por un lado, las del comercio exterior que debían pagar en las fronteras tanto las exportaciones como las importaciones y que estaban fijadas en una octava parte del valor de la mercancía; por otro, las del comercio interior que eran pequeñas (2,5 %) y poco usuales, ya que solo se pagaban en algunos límites provinciales o en la entrada de ciertas ciudades.[293]
- El aurum tironicum era el pago, en oro, que se hacía para conmutar el servicio militar obligatorio y con el que se esperaba que el gobierno contratase a otra persona dispuesta a realizarlo.[294]
- El siliquaticum consistía en una tasa sobre las compraventas que debía ser pagada, en cada transacción, tanto por el vendedor como por el comprador.[295]

El aumento de la masa monetaria emitida en oro permitió que, a partir del gobierno de Valentiniano I, los impuestos recaudados en especie fuesen sustituidos paulatinamente por pagos en oro, sobre todo, durante el siglo V. De esta manera, los salarios de las tropas y funcionarios imperiales pudieron pagarse en este metal y para las necesidades de comida u otros suministros, el gobierno recurrió a la venta obligatoria en lugar de las requisas. También permitió que las prefecturas del pretorio pudiesen acumular una reserva —lo que era imposible cuando los impuestos se cobraban en especie— denominada arca pretoria que, con el tiempo, se convirtió en el principal tesoro del imperio.

### Sistema monetario

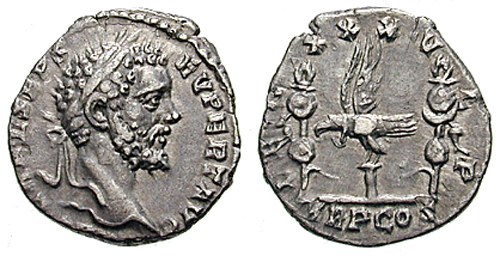
Denario emitido por Septimio Severo. Durante la crisis del se redujo tanto su cantidad de plata que acabó perdiendo su valor.

La crisis del siglo III causó un tremendo desbarajuste en el sistema monetario del imperio. Cada nuevo emperador entregaba una gratificación en dinero a las tropas o aumentaba sus emolumentos y para conseguir el efectivo, recurrían a rebajar la cantidad de plata en los denarios o antoninianos y aumentar la de cobre de tal manera que, para el gobierno de Galieno, se habían convertido en monedas de este metal que perdieron el 95 % del valor que habían tenido durante el siglo II. La relación de cambio entre estas unidades básicas y las superiores de oro se trastocó y provocó, también, la desaparición de las últimas debido a que el valor del oro que contenían era superior a su valor nominal.

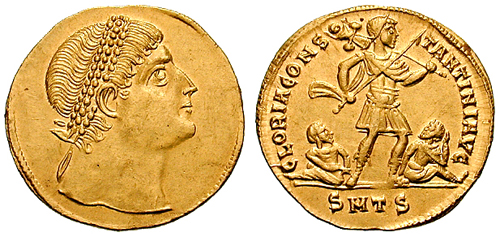
El sólido. Una moneda de oro con gran pureza que fue introducida por Constantino y proporcionó una referencia de valor aceptada, incluso, fuera del imperio.

Durante el gobierno de Diocleciano y Maximiano se intentó dotar, sin éxito, al imperio de un sistema monetario coherente y estable como el que existía antes de la inflación. Se emitieron algunas monedas de oro y plata, pero la mayoría fueron numos de aleación cobre y plata que no impidieron que los precios continuasen subiendo. Fue bajo Constantino cuando se inició la emisión de una nueva moneda de oro llamada sólido que proporcionó una referencia de valor estable y reconocida. Para ello se buscó, por varias vías, aumentar la cantidad de este metal en manos del Estado: se introdujo un recargo en oro al impuesto sobre la tierra, las rentas de las fincas imperiales se cobraron en oro, se mantuvo el impuesto del aurum coronarium y se confiscaron los tesoros de los templos paganos. El proceso de emisión fue clave para mantener su prestigio, ya que todo lo que se recaudaba en oro (fuesen monedas o no) era fundido y enviado en lingotes a las cecas donde se volvían a acuñar nuevos sólidos y se garantizaba, así, su pureza. El cobre, sin embargo, continuó siendo emitido en grandes cantidades en forma de numos sin, prácticamente, cantidad de plata. Como, a diferencia de las de oro, estas monedas no volvían a las arcas imperiales, se inundó el sistema y los precios denominados en ellas continuaron subiendo. No fue hasta el año 395 cuando, prácticamente, se abandonó la emisión de monedas de cobre mientras que las de plata solo se elaboraron para pagos en los que la costumbre exigía su uso (donativos a las tropas). De este metal se emitieron miliarenses por valor de 1/18 del sólido y siliquas cuya correspondencia con el sólido se estableció en un 1/24 parte del valor de este. Las de oro, por su parte, continuaron siendo puestas en circulación en grandes cantidades bajo la forma, tanto de sólidos como de sus fracciones: semis (50 % de su valor) y tremís (⅓ de su valor).

### Sector primario

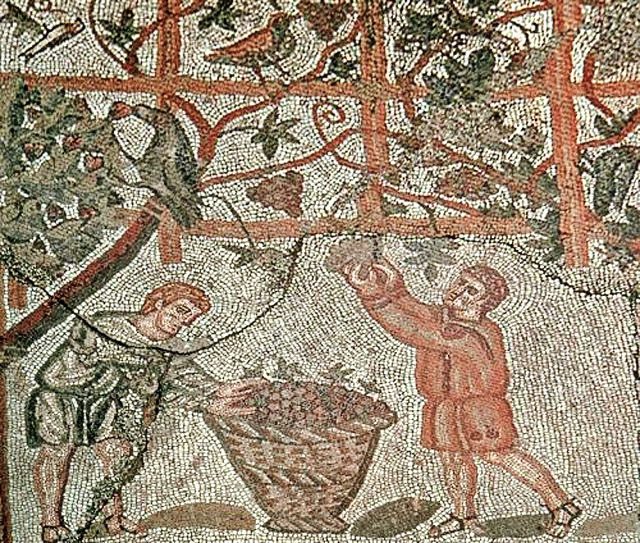
Escena de vendimia. Las tierras dedicadas a la viña y el olivo eran las que más ingresos proporcionaban.

La agricultura era, con diferencia, el mayor sector económico del imperio y proporcionaba la mayoría de los ingresos fiscales. Sus técnicas evolucionaron poco durante su existencia y las que se usaban en el siglo I se mantenían en el V. Las tierras para cereal se cultivaban en años alternos y requerían de frecuentes arados para mantener a raya las malas hierbas. Principalmente se sembraban de trigo (para consumo humano) y en menor medida, de cebada (como pienso y para elaboración de cerveza). Otros usos importantes eran el viñedo y el olivo cuyos ingresos superaban claramente a los del cereal. Como árboles frutales se encontraban palmeras, higueras, manzanos, y pistachos. La facilidad de comercio que existía dentro del imperio hizo posible que la agricultura se especializase en los cultivos que eran más productivos y ventajosos para las condiciones de terreno y clima que existían en cada área y que se produjese, no solo para el mercado local, sino también para el de media y larga distancia.
En la propiedad de la tierra se podían distinguir dos grupos: aquellos que cultivaban su propio terreno y los que lo hacían a través de otras personas. Entre estos últimos la tipología era muy variada e iba desde los grandes terratenientes —el patrimonio imperial, las familias senatoriales, los municipios o la iglesia— hasta pequeños propietarios como maestros, tenderos y otros profesionales urbanos que vivían alejados de sus propiedades.
Los que cultivaban su propia tierra tenían la ventaja del ahorro de la renta, pero, en cambio, eran objeto frecuente de abusos fiscales en el reparto de los impuestos y tenían menos vías para evitar su pago. Por otra parte, su posición económica era más precaria, ya que muchos carecían de reservas para aguantar varios años de malas cosechas y tras una mala racha no podían hacer frente al pago de los impuestos. Cuando caían en esta situación algunos vendían la tierra y se convertían en jornaleros o en arrendatarios que siempre eran muy demandados; otros buscaban el «patronazgo» de una persona poderosa quien, a cambio de un tributo, les protegía frente a los recaudadores de impuestos. La desaparición de estos propietarios libres fue compensada, en parte, por el gobierno mediante la entrega de tierras a los veteranos cuando estos se retiraban aunque no pudo evitar la reducción de su número. El trabajo habitual en las grandes fincas era realizado por arrendatarios y por esclavos —usados, principalmente, en Hispania e Italia— mientras que durante las temporadas de cosecha se contrataban jornaleros como refuerzo. El estatus de ambos se fue acercando con el tiempo: los primeros sufrieron una progresiva limitación a su libertad de movimiento para asegurar el cobro de los impuestos sobre la tierra y evitar la competencia entre los propietarios por su trabajo; con los segundos se extendió la práctica de asignarles parcelas para que ellos las cultivasen directamente con la obligación del pago de renta a su señor.

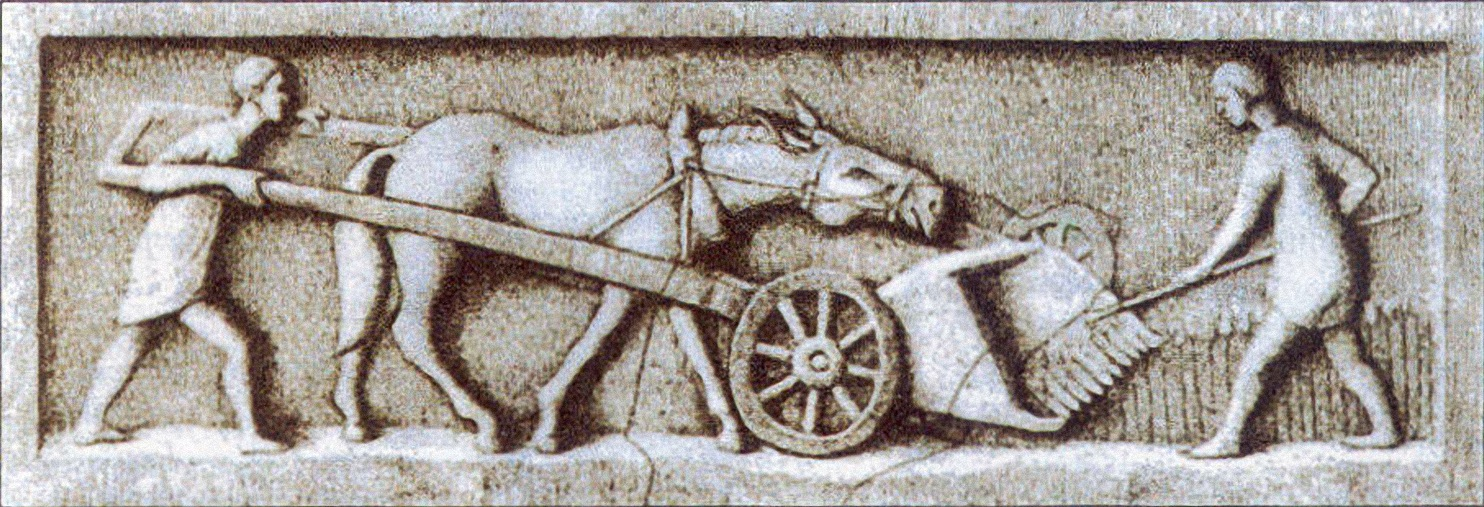
Escena de cosecha del cereal.

La producción agrícola se enfrentó a problemas como abandono de tierras poco productivas, altas cargas fiscales en algunas áreas, daños por los saqueos e invasiones bárbaras del siglo III, falta de mano de obra así como la mala gestión en las explotaciones imperiales y de propietarios ausentes. Sin embargo, el Estado buscó que las tierras sin cultivar (agri deserti) fuesen puestas, de nuevo, en producción, la estabilización de fronteras permitió —durante el siglo IV— recuperar la explotación en áreas devastadas, hubo algunas mejoras en gestión y tecnología, nuevas tierras fueron puestas en producción y se consiguió mano de obra adicional mediante el asentamiento regulado de población bárbara. Todo ello permitió que durante el siglo IV el imperio experimentase un crecimiento neto de su producción agrícola, especialmente destacado en las provincias africanas. No fue hasta el siglo V cuando los pillajes y las invasiones bárbaras causaron una pérdida importante de la producción agrícola y recaudación fiscal.
La ganadería se enfocaba, principalmente, a la cría de vacas, bueyes, ovejas, cabras, cerdos y aves de corral. Proporcionaban leche, carne, huevos y piel además de servir los bueyes como animales de tiro. También se criaban caballos para el ejército, las carreras y como medio de transporte así como camellos —en las provincias africanas— burros y mulas como monturas y animales de carga. La apicultura, por su parte, estaba bastante extendida debido a que, en ausencia de azúcar, la miel era muy demandada como endulzante.
Dentro de la minería, existía un teórico monopolio imperial sobre las canteras de mármol aunque, de hecho, cualquiera podía organizar su extracción siempre que entregase una décima parte de su producción al Estado y otra décima parte al propietario del terreno. El Estado era, también, el propietario de casi todos los terrenos aptos para extraer oro y monopolizó su producción. Explotaba los yacimientos directamente o mediante contratas mientras que las minas de plata, cobre y hierro lo eran por particulares a quienes exigía un impuesto en especie (oro o el propio mineral que se extraía). El trabajo en ellas era desarrollado por convictos o por personas libres (mineros hereditarios o habitantes de los alrededores) y a estos últimos se entregaba parte de la producción como salario. Las condiciones de trabajo en las canteras y minas eran muy duras lo que hacía que, con frecuencia, aquellas personas que eran libres, huyesen de ellas para convertirse en agricultores.

### Sector secundario
La actividad industrial y artesanal estaba muy atomizada y dispersa y el gobierno fue contrario a permitir monopolios o incluso, acuerdos de fijación de precios entre artesanos o comerciantes.
La transformación de los productos agrícolas y ganaderos se realizaba en pequeñas granjas que proveían de productos lácteos y cárnicos. Las necesidades de los productos manufacturados más básicos, por su parte, eran cubiertas por artesanos que trabajaban en las ciudades y que abastecían a su población y su área circundante. Estos estaban organizados en gremios lo que permitía a las autoridades locales fijar las prácticas habituales en cada grupo e intentar controlar los precios. Los más prósperos tenían una pequeña industria donde empleaban a familiares, aprendices, jornaleros y algunos esclavos. Mientras que, en un escalón superior, se encontraban establecimientos industriales de mayor escala propiedad de personas acomodadas y donde se utilizaba profusamente la mano de obra esclava.

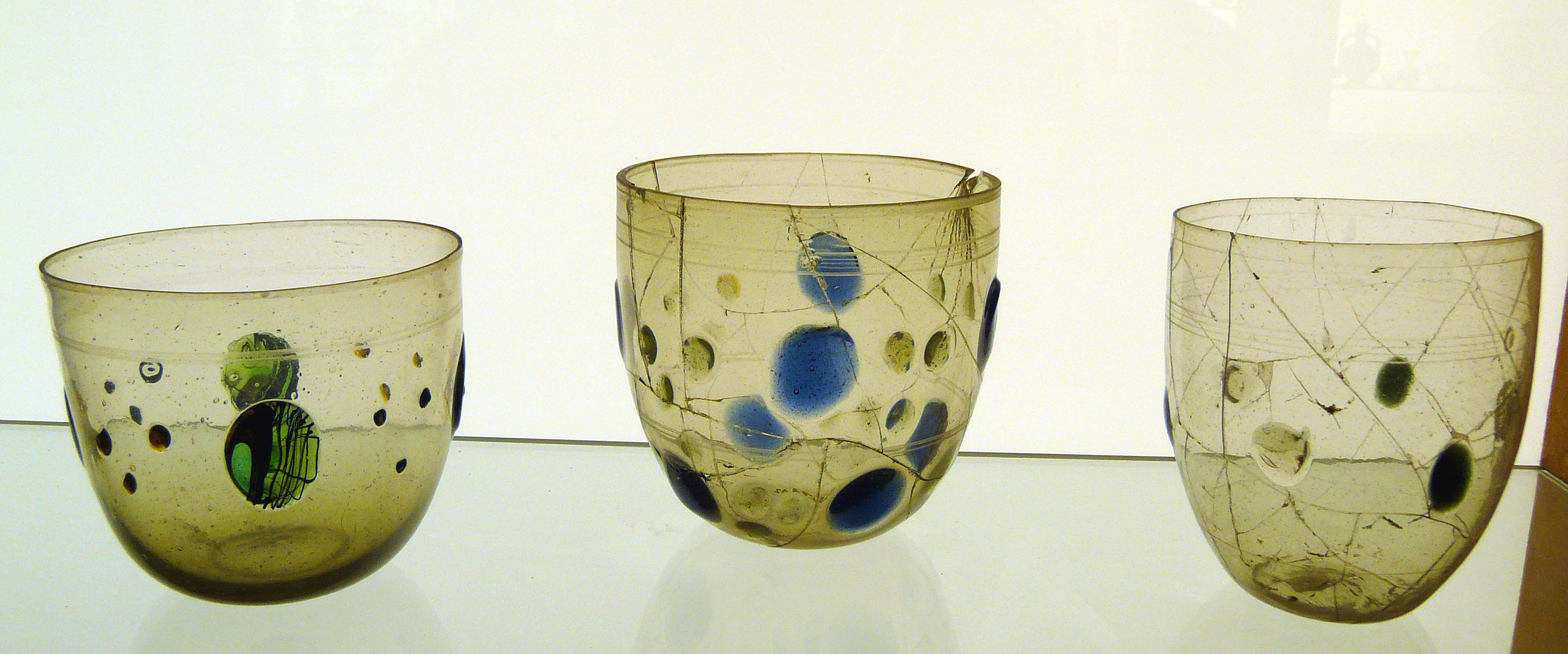
Vasos de vidrio romanos fabricados durante el.

El principal industrial era el Estado quien poseía sus propias fábricas para producir las armas y armaduras necesarios para el ejército. Hacia el año 400 se contaban un total de veinte distribuidas en Ilírico (5), Italia (6) y las dióceis galas (9). Sus trabajadores estaban equiparados legalmente a los soldados y el personal de cada instalación fabril se consideraba un regimiento dirigido por un tribuno. El servicio en ellas estaba bien considerado y no faltaban los voluntarios para trabajar. Su personal directivo recibía una buena formación de tal manera que los terratenientes siempre estaban dispuestos a contratarlos como gerentes de sus explotaciones. El Estado era propietario, también, de telares y tintorerías para producir buena parte de los uniformes necesarios para su personal (civil y militar). En estas instalaciones, a diferencia de las del armamento, los operarios eran esclavos imperiales. Tanto unas como otras eran de gran envergadura y su personal formaba una parte importante de la población en las ciudades donde se situaban. Las materias primas las obtenían mediante impuestos en especie y trabajaban con objetivos de producción anuales que debían cumplir.

### Sector terciario

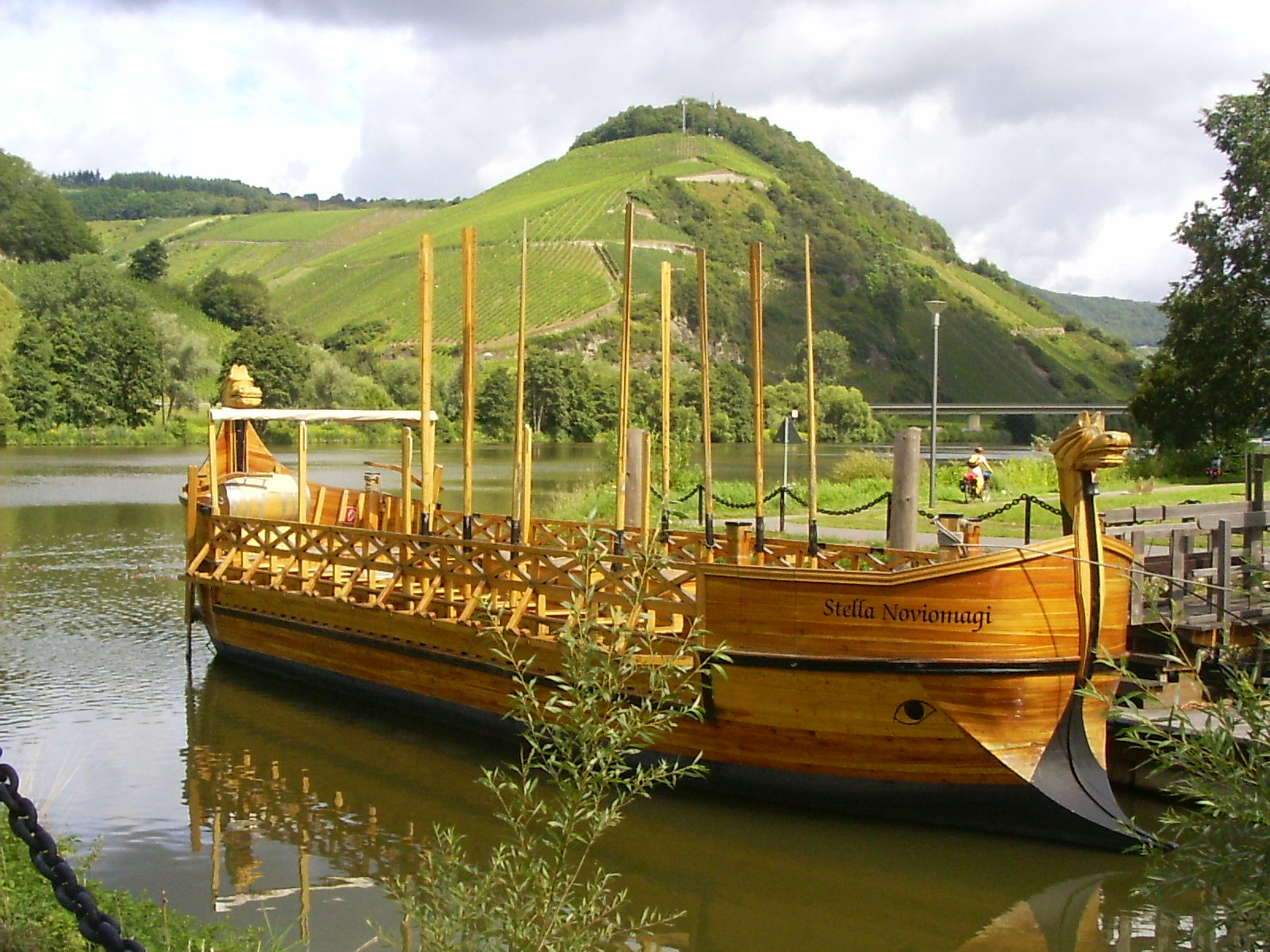
Réplica de un barco romano utilizado para el transporte fluvial de vino en el río Mosela.

El transporte marítimo y fluvial era realizado por los gremios de navicularii (propietarios de barcos). El gobierno garantizaba diversos privilegios personales para sus miembros y asumía las pérdidas causadas por las tormentas. A cambio, les obligaba a cobrar unas tasas que eran inferiores a sus costes y conseguía, así, reducir el coste de transporte y facilitar el comercio dentro del imperio. El transporte terrestre, por su parte, tenía dos sistemas: de manera gratuita a través del cursus publicus, una completa y costosa infraestructura mantenida por el Estado, pero restringida a los casos o personas que este autorizaba, o bien, mediante transporte privado organizado por particulares. El coste del terrestre era muy elevado de tal manera que una carga de cereal duplicaba su precio cada 450 km y era más económico enviarlo en barco de un extremo a otro del Mediterráneo que transportarlo en carro poco más de 110 km. Esto favoreció una profusa utilización del transporte fluvial y se estima que la fijación de las fronteras imperiales en los ríos Rin y Danubio se debió tanto a consideraciones estratégicas como logísticas. También tuvo la consecuencia de que las áreas interiores del imperio sin acceso a vías fluviales dependiesen exclusivamente del mercado cercano —por ejemplo, las tropas estacionadas en las cercanías— de tal manera que si este desaparecía no tenían donde vender sus productos. En sentido contrario, cuando había malas cosechas, las ciudades tenían que subsidiar el transporte del cereal que compraban para que su precio se mantuviese accesible a la población.

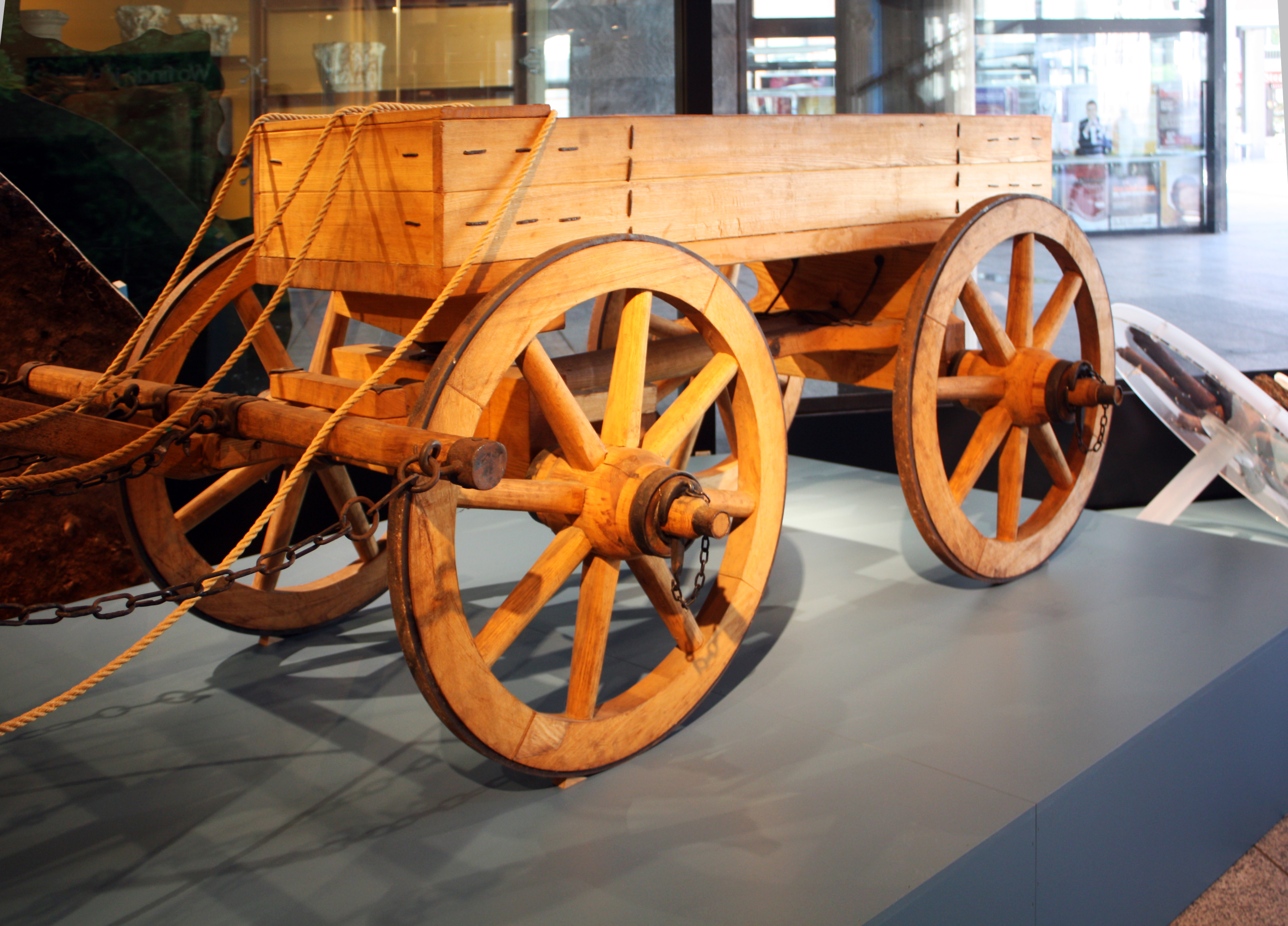
Réplica de un carro romano utilizado para el transporte terrestre.

A pesar de la separación administrativa que supuso la división del imperio en dos partes (oriental y occidental) se mantuvo su naturaleza de mercado común dentro del que las trabas al comercio fueron mínimas. Las monedas eran comunes y válidas dentro de todo el territorio independientemente de donde habían sido emitidas y el sólido fue utilizado incluso dentro del Barbaricum. Las tasas para el comercio interior eran escasas y donde se imponían, reducidas (2,5 % en el siglo IV; 4 % en el V), mientras que la infraestructura de comunicaciones (calzadas, puentes, vías fluviales, puertos) siguió siendo eficiente y bien mantenida dentro de un buen nivel de seguridad con bajos niveles de bandidaje o piratería. El comercio exterior, sin embargo, se mantuvo muy regulado: debía realizarse a través de puntos autorizados, los aranceles para la importación eran del 12,5 % y existía prohibición de exportación en algunos artículos (vino, aceite, armas, oro, hierro, cobre). El comercio estaba determinado por dos factores: el alto coste de transporte y el bajo poder adquisitivo de la mayoría de la población. El de larga distancia se enfocaba a los artículos con mayor valor en relación con su peso y que podían ser adquiridos por las capas más acomodadas de la población. El de corta, en cambio, se ocupaba de productos más baratos y accesibles para la mayoría. El trabajo de comerciante solía ser hereditario, no por ley, sino porque los padres formaban e iniciaban a sus hijos en el oficio. La actividad era diferente según las poblaciones e iba desde la sencillez de las aldeas y pequeñas ciudades donde los labradores vendían sus cosechas para comprar productos de los artesanos, las capitales de provincia o diócesis donde se encontraban los consumidores con más poder adquisitivo y las grandes ciudades comerciales como Arlés que, con su puerto situado en la boca del río Ródano, recibía y enviaba todo tipo de mercancías vía marítima o fluvial. La metrópolis de Roma presentaba un caso particular, ya que recibía y producía una amplia gama de mercancías, pero para consumo de su población, no para venderlas a otros lugares.

## Clases sociales

### Esclavos

Mosaico que muestra a esclavas atendiendo a su señora. Los esclavos se convirtieron en un bien valioso y se solían adquirir para el servicio personal.

La esclavitud siguió presente en la sociedad. Los esclavos eran un bien valioso y la demanda superaba, con creces, a la oferta. El alto precio de su adquisición hizo que los que se compraban se utilizasen, principalmente, para el servicio personal o doméstico de una amplia capa de la población que iba desde los ricos senadores hasta personas con medios relativamente modestos. Para las grandes explotaciones agrícolas, en cambio, se empleaba a esclavos nacidos como tales dentro de ellas mientras que en las fábricas imperiales se usaban esclavos que heredaban, además de esta condición, el oficio de sus padres. Los pocos que trabajaban en la industria o el comercio privado solían ocupar puestos de confianza.
La principal fuente eran personas de la población bárbara que caían en esta condición debido a guerras inter tribales o al ser capturados por traficantes. Otra fuente era la propia población romana, ya que, aunque su libertad era inalienable, se producían casos en los que caían en la esclavitud: hijos menores vendidos por sus propios padres o personas adultas que se vendían a sí mismas. También fueron frecuentes los casos de ciudadanos que caían prisioneros durante las incursiones bárbaras y eran llevados como esclavos al Barbaricum. Algunos recuperaban su libertad al pagarla sus familiares o la Iglesia, pero otros volvían al imperio vendidos por traficantes. En este caso, podían abandonar su condición de esclavo si compensaban con dinero al comprador por el precio pagado o trabajaban para él el tiempo necesario que, Honorio, estableció en un máximo de cinco años. El gobierno no reducía a la esclavitud a los prisioneros de guerra, ya que prefería utilizarlos como soldados, establecerlos en tierras abandonadas con la obligación de proporcionar reclutas o asentarlos como colonos en sus tierras o las de grandes propietarios, igualmente, sujetos al servicio militar. Esto no impidió, con todo, que los propios soldados romanos se apropiasen de esclavos para su uso como servicio personal. Un caso particular fue el de los eunucos quienes debían ser adquiridos fuera del imperio (principalmente en Persia, Armenia y el área caucásica), ya que, en este, la castración estaba estrictamente prohibida.

### Clase popular
El criterio para distinguir la clase baja dentro de la población libre se ponía de manifiesto en las leyes penales: aquellos quienes los jueces no considerasen como honestiores (senadores, équites, miembros del gobierno, funcionarios, decuriones, clero y profesionales liberales) tenían el estatus de humiliores y estaban sujetos a tortura, condena a las minas o a la pena capital.
Los labradores formaban, de largo, el mayor grupo: un 85 %. En general, eran una clase explotada: por el Estado en busca de impuestos, si cultivaban sus propias tierras; o por los señores, en el caso de que fuesen arrendatarios. Su falta de reservas hacía que, cuando se sucedían malas cosechas, buena parte de ellos huyesen a las ciudades donde sí había reservas de grano y se convirtiesen en mendigos. Su reacción ante la explotación fue, generalmente, pasiva aunque en ocasiones se produjeron rebeliones que alcanzaron la entidad suficiente como para hacer necesario el uso del ejército para reprimirlas. Dentro de los ámbitos urbanos, el estrato más bajo de la población lo formaban los trabajadores por cuenta ajena quienes eran profusamente utilizados en las obras de construcción. Los que conseguían trabajar durante todo el año alcanzaban unos ingresos similares —7 sólidos— a los de un soldado raso dentro del ejército. Luego se encontraban los tenderos o pequeños comerciantes quienes, al igual que los trabajadores, debían estar organizados en gremios o collegia que permitían a las autoridades ejercer un control sobre ellos tanto en la fijación de precios y normas como en la imposición de trabajos obligatorios en beneficio del municipio.

### Clase media
Se podría considerar como clase media a aquellas personas que alcanzaban una determinada prosperidad que les obligaba a formar parte de los concejos municipales y los convertía en decuriones. Tenían un estatus jurídico propio y diferenciado del resto de la población y englobaban a un variado tipo de personas de nacimiento libre y cuyas propiedades se pudiesen valorar en más de 300 sólidos. Pertenecer a esta categoría tenía ventajas e inconvenientes. Las primeras eran el prestigio social y la calificación como honestiores que les libraba de ser azotados, torturados, condenados a las minas o a pena capital. Los segundos eran de tipo económico, ya que debían asumir gastos municipales como los juegos y garantizar el cobro de los impuestos estatales de tal manera que si la recaudación no era suficiente, tenían que completarla a costa de su propio patrimonio. Los miembros de esta clase eran, en su gran mayoría, propietarios de tierras, pero también se incluía en ella a personas cuyo bienestar provenía de otros medios. De igual manera, su nivel de patrimonio variaba ampliamente e iba desde modestos propietarios o artesanos hasta acomodados terratenientes o industriales.
Las cargas económicas que llevaba aparejada la condición de curial hicieron que buena parte de ellos buscase y consiguiese evitar ser considerados legalmente como tales mediante la vía de acceder a puestos que les proporcionasen inmunidad frente a ellas y mantuviesen, a la vez, la categoría de honestiores. Estos estaban relacionados con el ejército, el clero y de manera principal, con la Administración civil donde, para entrar, ganó popularidad la vía del soborno o la compra de puestos. El interés por ingresar en el aparato administrativo vino, también, debido a las oportunidades de hacer carrera que ofrecía una Administración tan grande que permitió un nivel de movilidad social superior al que se daría en los siglos posteriores a la desaparición del imperio, ya que aquellas personas con talento y que habían recibido una educación suficiente podían alcanzar puestos de gran prestigio y acceder, así, a la clase alta de la sociedad.
Pertenecían, también, a esta clase social una serie de profesionales liberales muy estimados por el gobierno quién les eximía de las obligaciones curiales: profesores, médicos —quienes recibían un salario pagado por el municipio—, agrimensores, ingenieros y arquitectos.

### Clase alta
La clase más alta dentro de la sociedad la formaba el orden senatorial. Se accedía a él cuando se cumplían —con mayor o menor medida— los criterios de nacimiento, distinción dentro del servicio público, altura moral, nivel cultural y riqueza. Debido a la pérdida de prestigio que había sufrido el orden ecuestre con su gran expansión, desde mediados del siglo IV se otorgó la categoría senatorial a los principales funcionarios y militares de tal manera que esta incluyó a un gran número de personas e hizo desaparecer, prácticamente, al orden ecuestre cuyos miembros se convertían, ahora, en senadores. El gran número de integrantes hizo necesario establecer unas categorías dentro de él que iban desde la más alta compuesta por aquellos que habían alcanzado el consulado hasta la más inferior que la formaban los que eran senadores, meramente, por herencia. De esta manera, pasó de ser una aristocracia de nacimiento a una de méritos. También surgió otra división entre ellos donde se diferenciaba entre los denominados principales quienes vivían en Roma y acudían a las reuniones y el resto que residía en las provincias y no lo hacía.

## Educación, cultura y arte

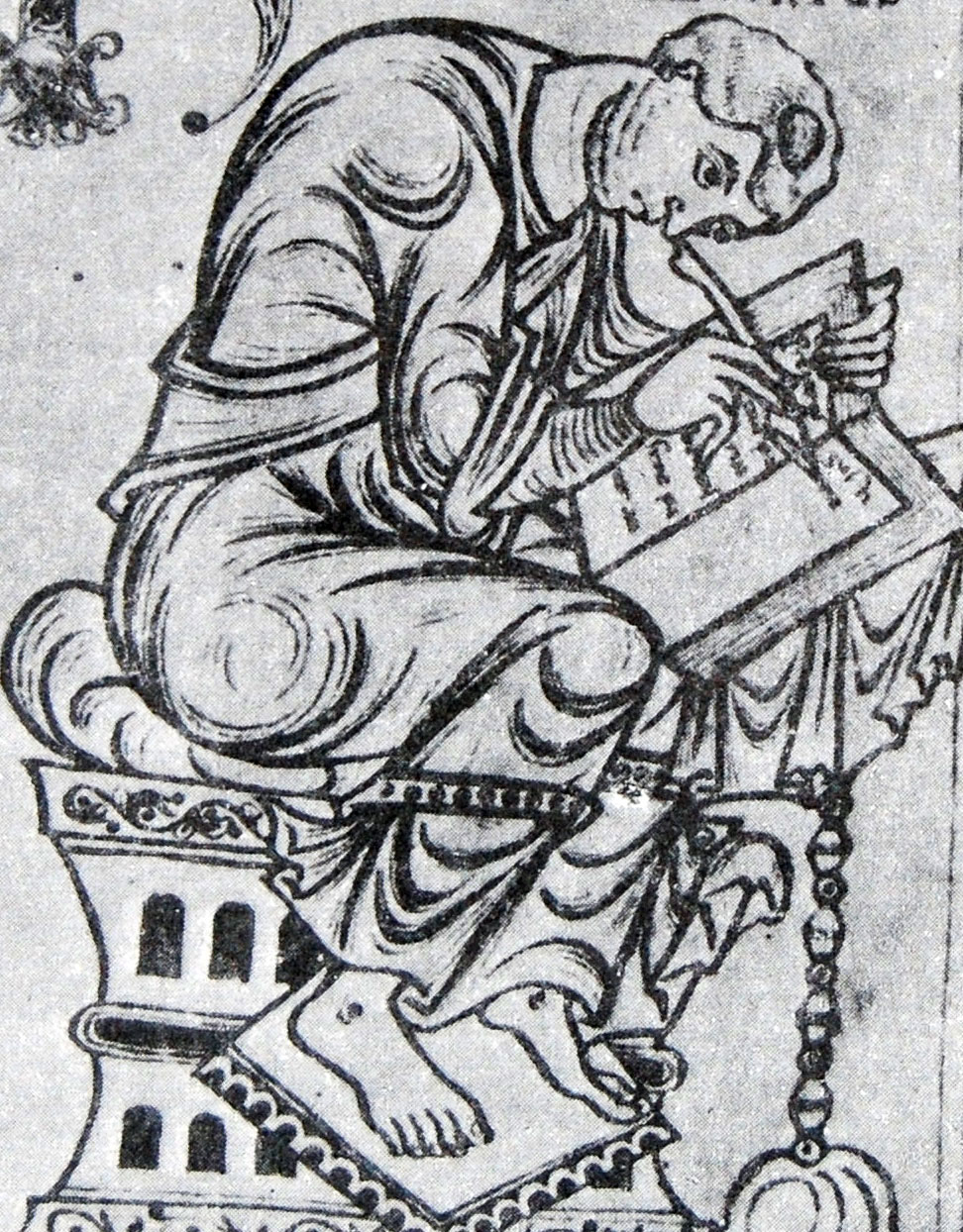
Paulo Orosio uno de los pocos autores de género histórico que existieron en el Imperio occidental.

La separación política y administrativa del imperio en dos mitades fue acompañada por una división cultural entre una zona occidental de habla latina y otra oriental de habla griega. Dentro de la primera el aprendizaje del idioma griego perdió importancia dentro del sistema educativo y quedó relegado a sus primeras fases. Este tenía tres etapas: la escuela primaria —entre los 7 y los 12 años— donde se aprendía a leer, escribir así como una aritmética básica seguida de la escuela de gramática tras lo que se pasaba a la secundaria —entre los 12 y 16— en la que se profundizaba en las obras de los grandes autores clásicos. La formación posterior continuaba en la escuela de retórica sobre la base de las obras de Cicerón y Quintiliano. Para el estudio de la abogacía o la filosofía, los interesados debían acudir a ciudades específicas donde estos se impartían mientras que para los estudios técnicos —medicina, veterinaria, arquitectura, ingeniería, etc.— se recurría a manuales de manera autodidacta o a convertirse en aprendiz de algún maestro. La Iglesia cristiana no se inmiscuyó demasiado en el sistema educativo y la lectura de textos religiosos se realizaba, más bien, a nivel privado dentro del hogar.
La producción literaria fue amplia aunque se mantuvo conservadora respecto a la de siglos anteriores además de ser homogénea en todos los rincones del Imperio occidental donde no vieron la luz obras especialmente brillantes. Destacaron en poesía secular Ausonio, Claudiano y Sidonio Apolinar mientras que en la de temática religiosa lo hicieron Arnobio, Prudencio y Paulino. Dentro de la prosa lo más extendido fueron la retórica —especialmente de temática cristiana con Agustín de Hipona como figura destacada— y la epístola con obras de Símaco y Sidonio Apolinar. Fueron escasas las obras dentro del género histórico —al contrario que en la mitad oriental— y en general se limitaron a crónicas. Se pueden citar como autores a Hidacio, Sulpicio Severo, Aurelio Víctor y Orosio. Las biografías, por su parte, se enfocaron principalmente a vidas de santos escritas con un estilo simple para hacerlas accesibles al gran público. Tampoco hubo obras o figuras relevantes dentro de la teología y la filosofía con la remarcable excepción del citado Agustín de Hipona.

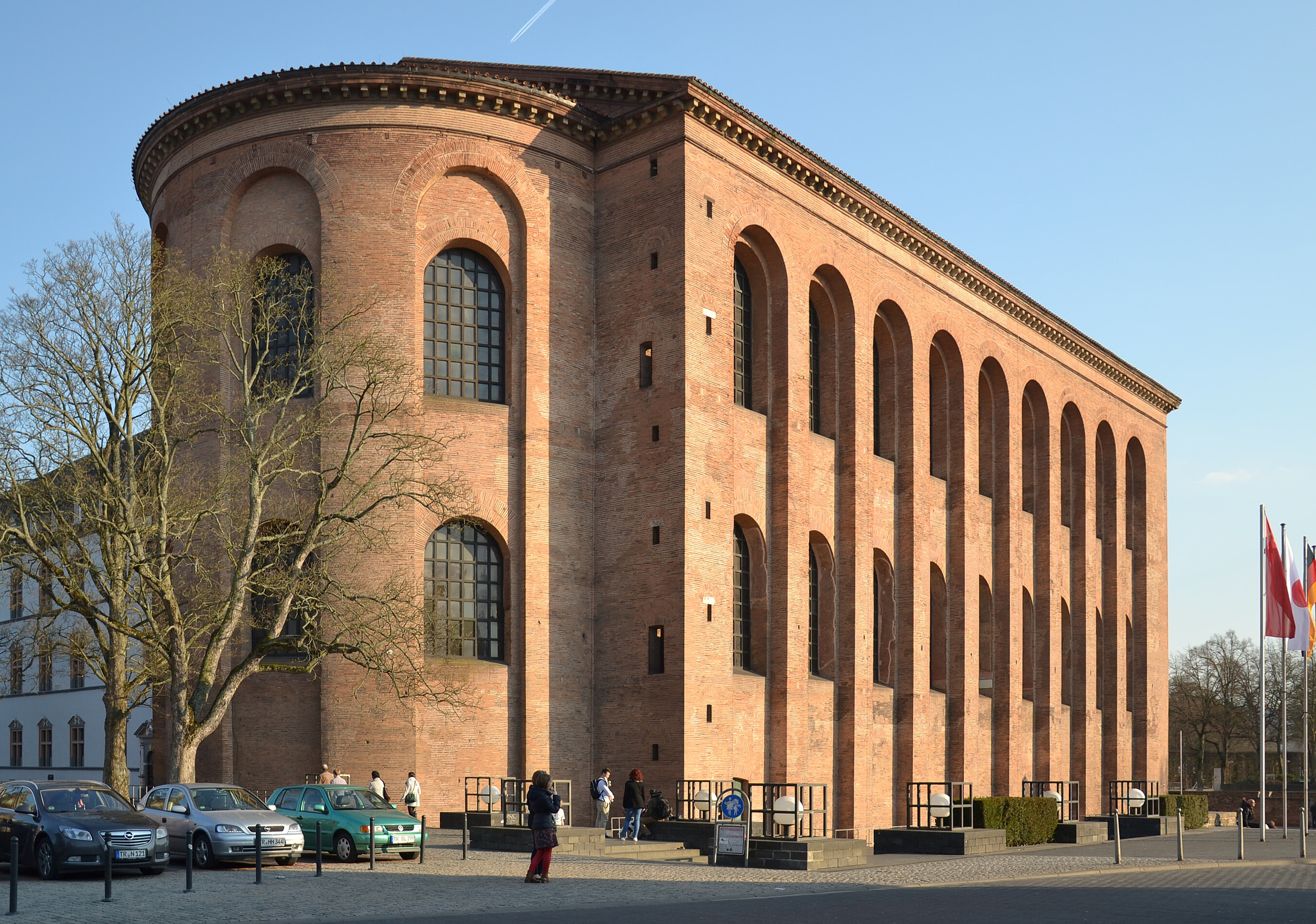
Basílica de Constantino en Augusta Treverorum. Las nuevas construcciones fueron, principalmente, iglesias cristianas o estructuras militares defensivas.

Al inicio del siglo IV la cantidad de artesanos y artistas relacionados con la arquitectura monumental, escultura y pintura había quedado muy reducida debido al parón que sufrió la producción de estas obras de arte durante la larga crisis del siglo III. A pesar de que los gobernantes de la tetrarquía intentaron impulsar estos oficios mediante la concesión de privilegios y ventajas fiscales, la anterior interrupción llevó a que las obras que se realizaron fuesen más sencillas que durante el principado. En el campo de la escultura se impuso un estilo más simple, pero vigoroso mientras que, en la arquitectura, la profusa reutilización de materiales de edificios anteriores llevó a que los canteros más especializados solo encontrasen trabajo en las escasas obras promovidas por la autoridad imperial. La construcción de nuevos edificios a nivel municipal se centró mayoritariamente en obras defensivas y en levantar iglesias de factura sencilla y homogénea con pequeñas variaciones regionales según el material disponible y las costumbres arquitectónicas de cada zona. Aunque la producción de mosaicos y pinturas mantuvo el estilo anterior, la escasez de artesanos hábiles hizo predominar los motivos geométricos y florales más simples de elaborar que los pictóricos.
Los juegos —gladiadores, carreras y caza de animales exóticos— los baños públicos, las competiciones atléticas y las artes escénicas —drama, mímica y espectáculos acuáticos— mantuvieron su popularidad durante el siglo IV y su consideración como un distintivo de civilización. Solo los gladiadores quedaron suprimidos por Honorio en el siglo V lo que hizo que las carreras de carros pasasen a ser los juegos preferidos donde los aurigas se convirtieron en estrellas populares muy bien pagadas y se buscaron los mejores caballos allá donde estuviesen. Aunque se mantuvieron las tradicionales facciones de rojos, azules, blancos y verdes, las preferidas fueron la verde y la azul que se siguieron de manera apasionada por toda la población de tal manera que desde la familia imperial hasta la más humilde, cualquiera de sus miembros era «verde» o «azul».

## Religión

### Sentimiento religioso
La crisis del siglo III marcó un punto de inflexión en la tendencia hacia el abandono de la religión que se observaba desde las primeras décadas del Principado de tal manera que el periodo del Bajo Imperio fue intensamente religioso tanto para las creencias paganas como para la cristiana. Incluso los pensamientos filosóficos se vieron afectados por este cambio y el racionalismo y materialismo que habían impregnado el epicureísmo dieron paso la espiritualidad del neoplatonismo. La creencia en la magia se extendió entre los intelectuales paganos mientras que los milagros atribuidos a los santos atrajeron la atención de la población cristiana. Entre esta, también, fueron muy populares las controversias doctrinales de tal manera que prosperaron un buen número de herejías —Agustín llegó a enumerar un total de 87— que, aunque en la mitad occidental atraían normalmente a un volumen reducido de seguidores, dieron lugar a movimientos de gran alcance como los donatistas. La doctrina pagana y la cristiana tenían muchos puntos en común y las diferencias se manifestaban, más bien, en el énfasis que se le daba a cada aspecto en concreto entre los que destacó la importancia otorgada por el cristianismo a la caridad hacia los pobres, huérfanos y viudas.

### Paganismo

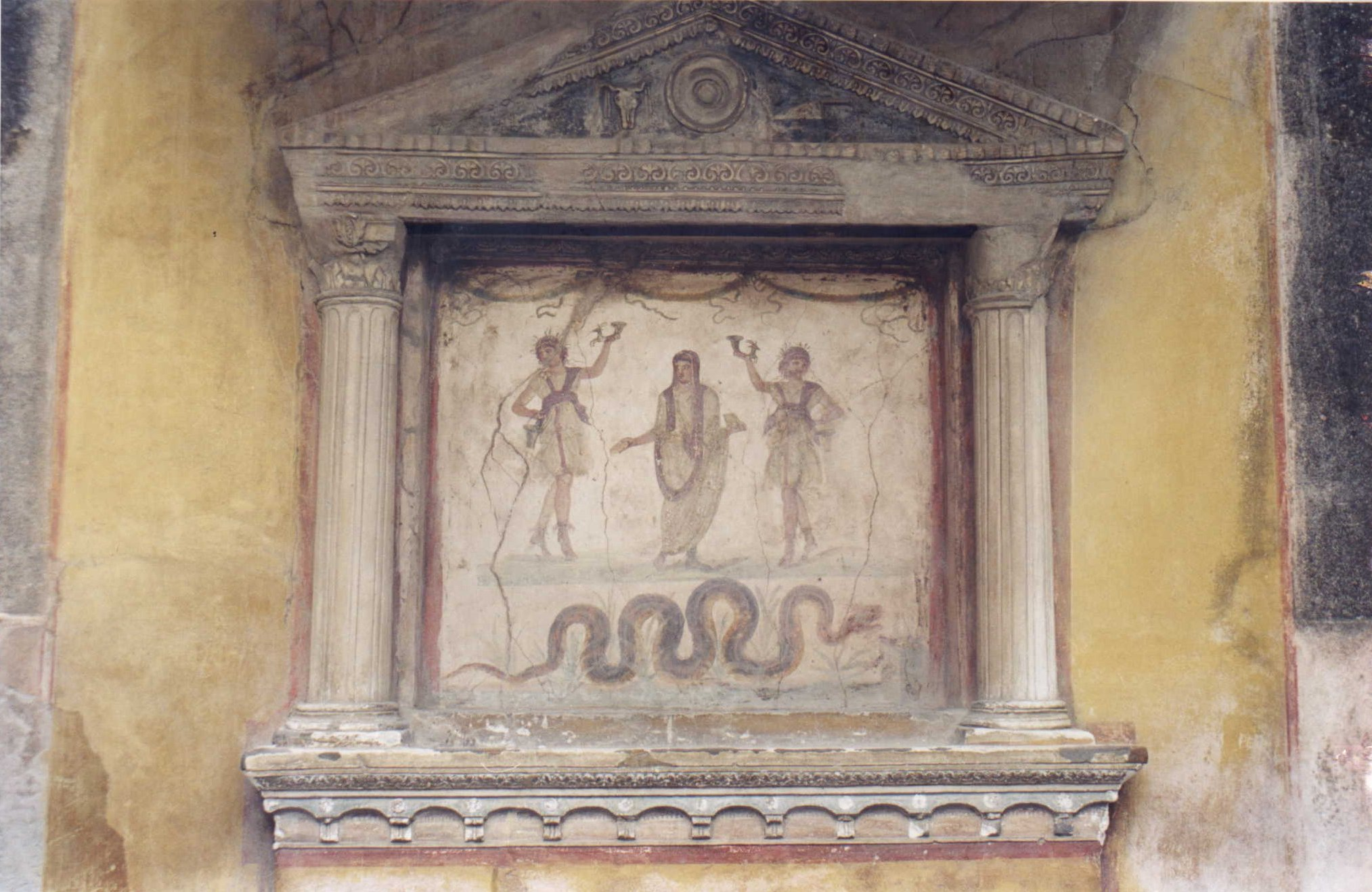
Lararium romano. La adoración de los dioses tutelares mantuvo su popularidad entre la población rural.

Más que una religión estructurada y con una doctrina clara, el paganismo era una amalgama de creencias, mitos y pensamientos filosóficos que satisfacían las necesidades espirituales en todas las capas de la población: desde los labradores que buscaban fertilidad o buenas cosechas hasta los intelectuales que lo veían como una manera de acceder a una verdad esotérica oculta y apartada de la vulgaridad. Mantuvo la protección gubernamental durante el periodo de la tetrarquía y su práctica se tornó en obligatoria para hacer frente a la creciente extensión del cristianismo. Esta situación cambió en la última década del gobierno de Constantino I cuando se expropiaron las rentas que recibían sus templos y durante el gobierno de sus hijos, comenzaron las trabas legales a su ejercicio que no se aliviarían hasta que Juliano alcanzase el poder en 360. La dinastía valentiniana mantuvo una posición tolerante, pero, con la llegada de la teodosiana en 395, la antigua religión perdió completamente el favor del Estado y su práctica se hizo cada vez más difícil. Sus creencias se mantuvieron firmes dentro de dos grupos sociales bien diferentes: la clase alta y cultivada que las asociaba a la gloriosa historia de Roma y la educación clásica así como la población rural que era muy conservadora y que fue dejada de lado por los evangelizadores cristianos quienes centraron su labor en los ámbitos urbanos. Su tipo difería, también, según la población. La capa más intelectual creía en una divinidad suprema que gobernaba el universo y cuyos aspectos se manifestaban en los diferentes dioses del panteón mientras que la población corriente era más devota de algún dios en particular o de los que protegían su lugar de residencia.

### Cristianismo

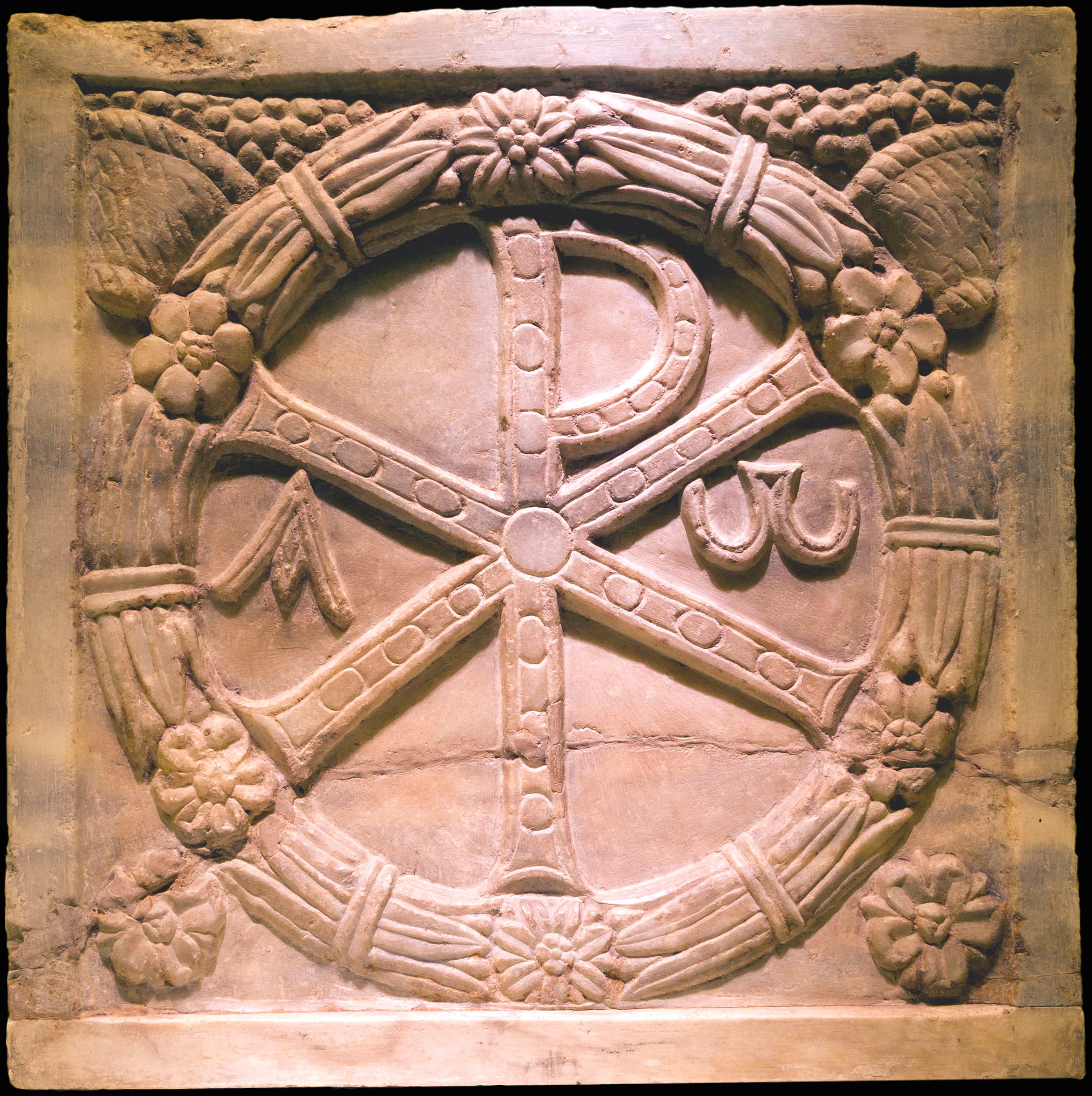
Crismón de un sarcófago del.

Los cristianos creían en un único dios y ese austero monoteísmo pronto se vio insuficiente para satisfacer las necesidades espirituales de la gran cantidad de fieles que abrazaban la nueva fe. Esto hizo que creciera el culto popular a los santos y los mártires que reemplazaron el papel de patronos o protectores locales que habían desempeñado anteriormente los dioses locales.
Aunque su código moral no era mucho más elevado que el que presentaban las creencias paganas sí que fue predicado de manera más intensa, a una audiencia mayor y con la amenaza de condenación eterna para los incumplidores. Sin embargo, al haber sido diseñado cuando el cristianismo era una religión seguida por un número pequeño de fieles muy comprometidos no fue fácil su cumplimiento por la población en general quienes, en gran medida, continuaron con el mismo comportamiento que habían tenido con la religión pagana. Más preocupados con sacar a sus familias adelante y en su vida mundana, tenían difícil alcanzar los ideales predicados por la Iglesia de tal manera que los juegos no perdieron su popularidad —solo la prohibición gubernamental pudo acabar con el de los gladiadores— la moral sexual siguió siendo laxa; el nivel de divorcios no disminuyó —realizados, ahora, como separaciones de hecho cuando no era posible acogerse a los supuestos legales— mientras que la esclavitud y la prostitución se mantuvieron legales y extendidas.
Ante la dificultad que presentaba un cumplimiento estricto de la doctrina, muchos fieles optaron por recibir el bautizo al final de la vida para obtener, así, el perdón de los pecados cometidos durante ella. Cuando, en el siglo V, este sacramento se popularizó para los recién nacidos se extendió, entonces, la práctica de las penitencias como vía de salvación, pero su difícil ejecución llevó a que, normalmente, solo se afrontasen poco antes de morir. Aquellos muy comprometidos con el ideal cristiano buscaron varias vías alternativas para apartarse de la vida mundana como convertirse en eremitas, recluirse en su hogar o ingresar en monasterios de tal manera que, alejados de las distracciones y tentaciones, tenían más fácil evitar la condenación eterna.

## Caída del imperio

### Causas
Los motivos que llevaron a la caída del Imperio romano occidental y la existencia de una posible «decadencia» previa han sido un tema controvertido para la historiografía desde el siglo V hasta la actualidad y buena parte de sus explicaciones han estado influidas por las corrientes intelectuales de moda en cada época. Ya en el año 410, incluso antes de producirse su desaparición, se intentó comprender cómo había sido posible que la ciudad de Roma fuese tomada y saqueada por los visigodos lo que la aristocracia romana de religión pagana atribuyó a la adopción del cristianismo y el abandono del culto a los antiguos dioses que la había protegido durante los siglos anteriores. Avanzada esa centuria, autores cristianos intentaron explicar las desgracias que acaecían entonces como un castigo divino ante los pecados humanos y se llegó a calificar a Atila como «el azote de Dios». Esta visión permanecería durante la Edad Media y a ella se unió una supuesta «pérdida de virtud» experimentada por los antiguos romanos. Llegado el periodo de la Ilustración, Edward Gibbon publicó su monumental y conocida obra Historia de la decadencia y caída del Imperio romano que presentó la desaparición del Imperio occidental como el resultado de un largo declive donde el cristianismo extendió la paciencia y pusilanimidad en perjuicio de las virtudes morales y militares que habían engrandecido al imperio. A finales del siglo XIX y principios del XX se buscó argumentar una decadencia y caída como el resultado de la «lucha de clases» o de la «degeneración racial». Durante las guerras mundiales, cuando los alemanes eran el enemigo a batir, se presentó a los germanos como pueblos pérfidos que destruyeron violentamente la civilización que habían construido los romanos. Pasados estos conflictos y dentro del proceso de construcción europea, se buscó evitar términos como «caída» e «invasión» y sustituirlos por «transformación» e «integración» y se puso en duda, incluso, el carácter violento de la instalación de los reinos bárbaros. Ya en el siglo XXI se ha llegado a recurrir, también, a la ecología o el cambio climático como explicación. Es conocida la lista de 210 motivos que se han utilizado a lo largo de la historia para explicar la desaparición del Imperio occidental recopilada por Alexander Demandt en 1984 y donde se pueden ver algunos como la impotencia o el envenenamiento por el plomo utilizado en las tuberías de agua. Durante el siglo XX fue evidente para destacados historiadores el defecto fundamental que presentaban las teorías desarrolladas hasta entonces basadas en elementos que estuvieron presentes tanto en la mitad occidental como en la oriental. Su problema consistía en que tanto el cristianismo, una posible lucha de clases o una degeneración racial, la situación climática, etc. también existieron, al mismo tiempo, en el Imperio oriental y no lo llevaron a su desaparición, sino que, en cambio, prosperó y a mediados del siglo VI había conseguido reconquistar parte del territorio occidental.
La comprensión del Bajo Imperio romano experimentó un notable avance durante la segunda mitad del siglo XX por dos motivos: Arnold Hugh Martin Jones publicó —en 1964— su obra The Later Roman Empire (284-602). A Social, Economic and Administrative Survey donde realizó un estudio detallado del mismo basado en las fuentes escritas y que ha sido, desde entonces, la base para un buen número de estudios posteriores; el segundo fue la ampliación de la información disponible más allá de la que proporcionaban las fuentes clásicas gracias a los resultados de la moderna arqueología que cambiaron, en muchos aspectos, elementos que se habían tenido como indiscutibles durante siglos anteriores. Con la información disponible en la actualidad está aceptado que el Imperio occidental no decayó durante el siglo IV, sino que consiguió reponerse bien de la crisis que había sufrido durante el III. Para finales del siglo IV la producción agrícola atravesaba un estado de máxima producción, se había evitado la entrada de los godos dentro de su territorio, la frontera del Rin se encontraba estable y bien defendida además de mantenerse acuerdos de alianza con sus pueblos ribereños para que colaborasen en la defensa del imperio dentro ese sector. Su caída o desaparición se inició con la tremenda crisis militar y política que lo asoló durante las dos primeras décadas del siglo V cuando sufrió cinco invasiones de gran entidad protagonizadas por pueblos que habitaban al norte del Danubio y se produjeron seis intentos de usurpación. Cuando se volvió a estabilizar la situación en la década de 420, se habían creado cuatro reinos bárbaros dentro de su territorio, abandonado Britania, perdido a la mitad del ejército de campo y una gran parte de los ingresos fiscales con los que mantenía su fuerza militar. Lo que siguió durante las décadas siguientes fue un círculo vicioso en el que los reinos bárbaros aumentaron por la fuerza su poder a costa del imperio lo que redujo, cada vez más, sus ingresos y capacidad militar facilitando, así, la expansión tanto de los reinos bárbaros situados dentro como de los fronterizos. La situación llegó a un punto de no retorno cuando —en 468— un supremo esfuerzo combinado de ambas mitades del imperio fracasó en su intento de recuperar África, la diócesis capaz de proporcionar más ingresos. Apenas ocho años después, la mayor parte de lo que quedaba en la mitad occidental pasó a ser otro reino bárbaro más bajo el control del hérulo Odoacro.

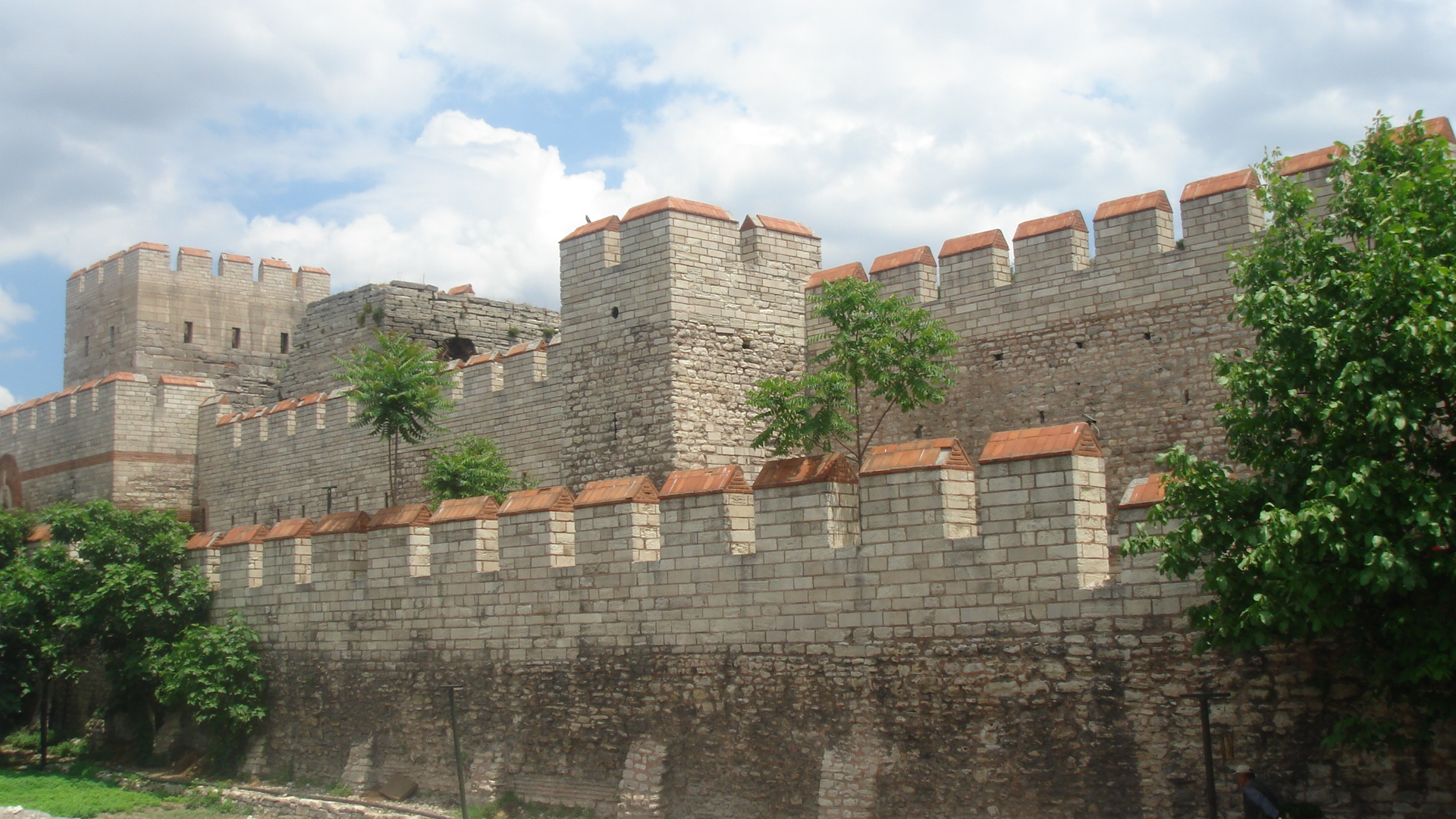
Las murallas de Constantinopla. Su notable efectividad defensiva hizo imposible a los invasores bárbaros de Europa pasar a las provincias asiáticas y africanas del Imperio oriental.

Durante ese siglo V, en cambio, el Imperio oriental pudo mantener la paz con el persa y evitar así una guerra en dos frentes. El tramo de frontera europea que tuvo que defender —el bajo Danubio— era, con mucha diferencia, menor que el de la mitad occidental quien debía mantener efectivos en el medio y alto Danubio además de a lo largo de todo el río Rin. Su parte que resultó afectada por las invasiones bárbaras fue relativamente pequeña: la península de los Balcanes, ya que la notable eficacia defensiva de las murallas de Constantinopla y su flota marítima en los mares Egeo y Negro hicieron imposible el cruce de los invasores hacia sus provincias asiáticas y africanas que se mantuvieron a salvo y no dejaron de proporcionar ingresos. En el occidental, en cambio, los invasores pudieron acceder por vía terrestre a la mayor parte del imperio —Galia, Italia, Ilírico, e Hispania— y la débil o inexistente defensa marítima del estrecho de Gibraltar les permitió cruzar a África y hacerse con su provincia más rica. Políticamente, el Imperio oriental también se benefició de una mayor estabilidad porque, mientras que entre 401 y 476 el occidental fue gobernado por 12 emperadores, experimentó 6 usurpaciones  y varias guerras civiles; el oriental, en cambio, fue gobernado por 5 emperadores y no sería hasta 476 cuando sufrió un breve intento de usurpación y guerra civil.

### Consecuencias
La verdadera naturaleza y dimensión socioeconómica del Imperio romano en Occidente quedó en evidencia por comparación con la situación que quedó después dentro de lo que había sido su territorio.
La vida cotidiana en los reinos bárbaros fue similar en todos ellos tras su creación. Los invasores formaban un grupo minoritario dentro de la población y sustituyeron a gran parte de la aristocracia y terratenientes romanos tanto en la posesión de grandes fincas como en el cobro de las rentas que pagaban los arrendatarios quienes, meramente, cambiaron de señores. Durante las primeras décadas se mantuvieron las estructuras administrativas existentes donde los gestores romanos trabajaron, ahora, para los nuevos dirigentes que les permitieron mantener, a cambio, su riqueza y posición social. De manera lenta, pero continua, las diferencias entre la población de ascendencia invasora y la romana local se fueron difuminando, ya que ambos grupos adoptaron elementos del otro tanto culturales como lingüísticos y religiosos. La nueva estabilidad no permitió, sin embargo, una recuperación de las condiciones de vida al nivel que habían tenido antes de las invasiones en el siglo V. Al contrario, acentuó la involución que habían experimentado durante ese siglo hasta hacerlas retroceder, según las zonas entre los siglos V y VII, al nivel prerromano o incluso —en Britania— al que existía en la Edad del Bronce.

Gráfica ilustrativa elaborada por Ward-Perkins sobre la evolución de la sofisticación y prosperidad económica en cinco áreas del mundo romano entre los años 300 y 700.

El imperio había creado unas condiciones que permitieron desarrollar una economía con un alto nivel de sofisticación y especialización (para esa época) donde bienes cotidianos como pueden ser la cerámica doméstica, artículos de madera, cuero o mimbre eran producidos en masa, con un nivel alto de calidad y a precios asequibles para grandes capas de la población. De la misma manera, la producción agrícola también había alcanzado un buen nivel de especialización que permitía aprovechar las condiciones de terreno y clima en cada región para producir los productos más ventajosos —cereal, aceite, vino, etc— mientras que la actividad industrial, por su parte, alcanzó un volumen importante de forja y fundición de metales. Tanto los productos agrícolas como los artículos manufacturados llegaban a un amplio número de poblaciones gracias a las redes de comercialización y distribución que se habían ido formando a lo largo de los siglos y que discurrían por una infraestructura de transporte marítimo, fluvial y terrestre creada y mantenida por el Estado que, también, proporcionó unos niveles de seguridad suficientes para que los comerciantes pudiesen transitar por ella y un sistema monetario que les permitió hacer sus intercambios con eficiencia. También el propio Estado desempeñó un papel de redistribución de la riqueza al cobrar impuestos en áreas más productivas que luego eran gastados por soldados y funcionarios en zonas fronterizas o en las ciudades. Sin entrar en la arquitectura de las grandes obras públicas (anfiteatros, baños, acueductos, etc.) las técnicas de construcción romanas permitieron la extensión entre la población de viviendas con muros de obra y tejados de teja que, en el caso de la clase acomodada, se completaban con comodidades como la calefacción y el agua corriente. Culturalmente, el comercio, la compleja burocratización del ejército, el amplio número de funcionarios civiles así como el prestigio social que se le concedía hicieron que la alfabetización y el uso cotidiano de la escritura se extendiesen a grandes capas de la población.

Evolución en la envergadura de la vaca romana según los estudios arqueológicos.

La fragmentación política y militar en que quedó el Occidente europeo tras la época imperial hizo languidecer esa especialización y sofisticación. De este modo, la producción de bienes acabó por hacerse de manera local con una disminución generalizada de la variedad, calidad y cantidad además de con un coste mayor. En el ámbito agrícola se paso a cultivar lo más necesario para el consumo local independientemente de que las tierras circundantes fueran adecuadas o no lo que hizo abandonar las menos productivas y repercutió, también, en la ganadería que dispuso de menor alimento y calidad del mismo. Esta simplificación derivó en la pérdida de habilidades artesanas y técnicas —desde la alfarería hasta la construcción— que antes habían sido comunes y extendidas y que ahora desaparecieron en buena parte de lo que había sido el Imperio occidental. La infraestructura de transporte dejó de ser mantenida y tanto el comercio como el uso de moneda, se redujeron a niveles mínimos. El papel que había jugado el Estado en la redistribución geográfica de la riqueza mediante el cobro de impuestos en unas zonas —como África— y su gasto por los soldados y funcionarios en otras también se perdió y repercutió en aquellas áreas donde estos habían gastado antes su dinero. Dentro de la sociedad, las diferencias en la distribución de renta se mantuvieron y una pequeña parte de la población siguió recibiendo un gran porcentaje de ella, pero tanto la clase baja como la alta se empobrecieron notablemente. Artículos que otrora habían alcanzado difusión entre amplias capas sociales pasaron a ser objetos de lujo asequibles solo para unos pocos.

Evolución en la planta de varias iglesias de Italianas entre los siglos y.

 Culturalmente, la extensión de la alfabetización y el uso cotidiano de la escritura se redujeron de tal manera que quedó relegada, principalmente, a documentos formales y solo se mantuvo un alto nivel de alfabetización dentro del clero. La arqueología ha determinado, también, que hubo un descenso dramático en los asentamientos humanos, tanto en cantidad como en extensión e indiferentemente, en ámbitos rurales y urbanos. Aunque parte de este fenómeno se debiera a que las nuevas viviendas se construían con materiales que no dejan restos arqueológicos (madera, paja), la significativa reducción en la producción de alimentos hace muy plausible que, como mínimo, se sufriese un reducción muy significativa en el nivel de población.
Los niveles de bienestar que se alcanzaron en Occidente durante el Imperio romano tardaron siglos en volverse a ver y como ejemplos se pueden citar que: la cerámica cotidiana no volvió a tener los niveles de calidad y extensión entre la población hasta el siglo XIV, la producción industrial de forja y fundición no se igualó hasta el XVI, el uso de techos de teja hasta el XIV, el volumen de comercio marítimo dentro del Mediterráneo hasta el XVIII.

## Debate entre historiadores: ¿Cuándo comenzó el Imperio romano de Occidente?
Son varios los historiadores que sitúan el inicio del Imperio romano de Occidente en el año 395, tras la muerte del emperador Teodosio el Grande. La británica Averil Cameron afirma que «aunque en diversos momentos hubo varios augustos reinando simultáneamente, el Imperio no se dividió durante el período que va desde la muerte de Constantino [en 337] hasta la de Teodosio en el 395. A la muerte de este último, sus dos hijos jóvenes, Honorio y Arcadio, se dirigieron hacia Occidente y Oriente respectivamente. Tampoco se produjo una división constitucional y el periodo de la Tetrarquía ofrecía precedentes de arreglos parecidos. La diferencia estribaba principalmente en que la división se mantuvo de forma continua desde el año 395 hasta el que se considera convencionalmente como fin del Imperio occidental en el año 476».
El español Luis Agustín García Moreno señala que en enero del 395 murió Teodosio «dejando el Imperio repartido entre sus dos hijos, Honorio [de once años de edad] y Arcadio [de dieciocho años de edad], aunque bajo la suprema vigilancia del leal general Estilicón, un semibárbaro unido por lazos de matrimonio a la familia imperial». «Una fecha histórica por la división en dos del Imperio», ha subrayado D. Pérez Sánchez, división que, según este historiador español, era «inevitable» ya que «obedecía a la imposibilidad de los emperadores de mantener más tiempo la unidad política» y «reconocía la existencia de dos personalidades propias que siguieron caminos dispares en lo político: la publicación en el año 438 del Código Teodosiano marca el fin de la comunicación de la promulgación de leyes de un emperador a otro y el mutuo desentendimiento de las dos mitades». «Se ha afirmado, con razón, que aunque el 17 de enero del 395 [el día en que murió Teodosio] constituya una fecha histórica por la división en dos del Imperio, en definitiva podía compararse este hecho con el soltar amarras de un barco dispuesto a zarpar hacía ya tiempo», añade Pérez Sánchez. Una tesis similar sostiene Salvador Claramunt: «El Imperio romano todavía unido, pero con el centro de gravedad en oriente, tendrá que soportar una difícil época desde la muerte de Constantino (337) a la del emperador Juliano (363). [...] La división del Imperio a la muerte de Teodosio entre sus dos hijos, Arcadio y Honorio (395), convirtió al Estado en una dualidad, cuya parte occidental gobernada por Honorio tendría su corte en Rávena y la parte oriental, con Arcadio, en Constantinopla, iniciándose la dinastía Teodosiana».
Sin embargo, la historiadora francesa Claire Sotinel ha señalado más recientemente (2019) la artificialidad de la oposición entre el Imperio romano de «Oriente» y el de «Occidente», una invención de la época medieval que se ha mantenido hasta nuestros días. «La oposición entre el mundo de lengua griega y de lengua latina ha sido exacerbado desde el fin del Imperio romano y se ha ampliado hasta convertirse en una categoría histórica rígida. La idea comúnmente extendida, y transmitida en los manuales, de un "división" del Imperio romano a la muerte de Teodosio y de la existencia de dos Imperios rivales, uno de Oriente, otro de Occidente, es un anacronismo, fruto de esta deformación plurisecular».